# Humanisme
Cet article concerne le courant de pensée général. Pour le mouvement philosophique de la période de la Renaissance, voir Humanisme de la Renaissance. Pour les autres significations, voir Humanisme (homonymie).

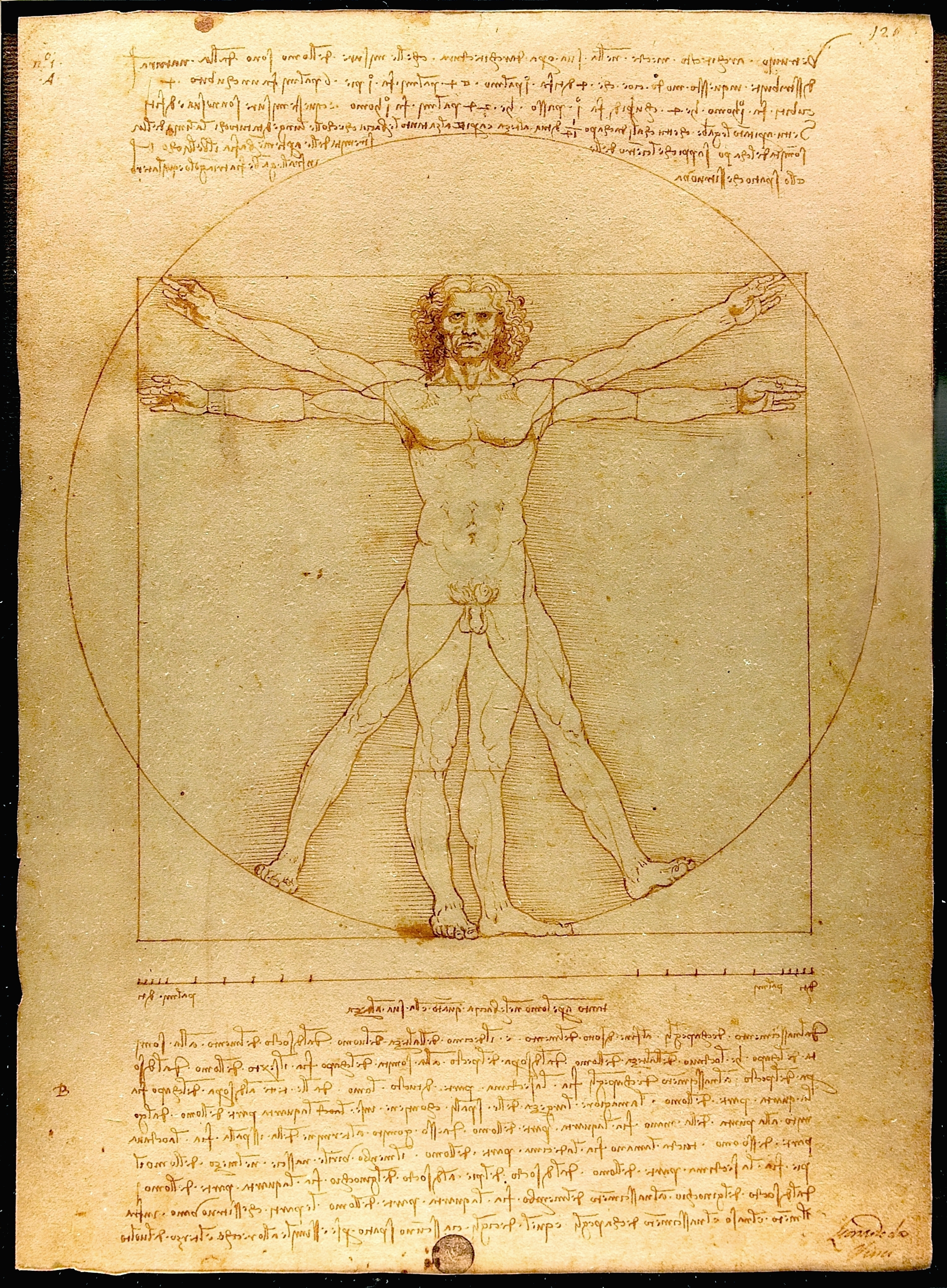
La citation du philosophe grec Protagoras, « L'homme est la mesure de toute chose », et l'Homme de Vitruve, dessin de Léonard de Vinci (fin XVe), sont les symboles les plus connus de la pensée humaniste.

Le terme humanisme, créé à la fin du XVIIIe siècle et popularisé au début du XIXe siècle, a pendant longtemps désigné exclusivement un mouvement culturel, philosophique et artistique prenant naissance au XIVe siècle en tant que humanisme de la Renaissance, puis se développant dans le reste de l’Europe. Moment de transition du Moyen Âge aux temps modernes, ce mouvement est en partie porté par l'esprit de laïcité qui surgit alors, point de départ d’une crise de confiance profonde qui affecte l'Église catholique. Le terme humaniste existe dès le XVIe siècle pour désigner « celui qui cultive les humanités ».
Les penseurs humanistes de la Renaissance, en renouvelant considérablement l'approche de la civilisation antique européenne à la suite d'une approche médiévale notamment marquée par l'aristotélisme scolastique, n'abjurent pas pour autant leur foi chrétienne : ils cherchent plutôt à produire la synthèse du double héritage gréco-romain et chrétien, en insistant non plus sur l'observation du monde compris comme création divine, mais sur le rôle actif des capacités intellectuelles humaines dans l'élaboration de la réalité de toute chose. L'« humanisme des Lumières », au XVIIe siècle et XVIIIe siècle, se défait de toute conception de volonté divine, l'individu s'appuyant sur sa raison pour se déterminer lui-même.
Au début du XXIe siècle, un certain nombre de penseurs s'accordent à considérer que l'idée d'humanisme renvoie à tout un ensemble de valeurs, qu'elles soient religieuses ou laïques, communes à l’ensemble de la civilisation occidentale depuis le VIIIe siècle av. J.-C. et toutes relatives à la place conférée aux facultés rationnelles des humains. Cette idée est notamment soutenue par le sociologue Shmuel Trigano en 2000, l'historien Bernard Quilliet en 2002 et le philosophe Abdennour Bidar en 2014. Selon ce dernier, par-delà la multiplicité de ses formulations, le concept d’humanisme est consubstantiel à l'Occident, et « tous les penseurs ont semblé s’accorder sur une même conviction : celle que l'homme a raison de s'interroger d'abord sur l'homme ».
Non seulement la référence au thème de l'humanisme persiste à la « crise du sujet » philosophique de la fin du XIXe siècle et aux carnages des deux Guerres mondiales mais elle est alors encore plus vive que par le passé. Le phénomène s'accentue encore au XXIe siècle, comme en témoigne l'abondante bibliographie consacrée à ce thème depuis l'an 2000.
Le mot est extrêmement usité dans les champs politique et médiatique sans être questionné, au point de servir de terme fourre-tout comme le mot « progrès », qui lui est très fréquemment associé. Toutefois, moins d'intellectuels s'en réclament même si certains estiment que la philosophie des Lumières doit continuer de servir de référence. À l'inverse, le concept d’humanisme fait l'objet de critiques toujours plus nourries, visant non pas tant à le dénigrer qu'à questionner son succès même, à l'aune des enjeux sociétaux contemporains, notamment la poussée exponentielle des nouvelles technologies,. C'est dans ce cadre que surgissent deux concepts critiques : le post-humanisme et le transhumanisme.

## Définitions du mot
Le Trésor de la langue française informatisé du CNRS donne deux définitions distinctes :
A - « Mouvement intellectuel se développant en Europe à la Renaissance et qui, renouant avec la civilisation gréco-latine, manifeste un vif appétit critique de savoir, visant l'épanouissement de l'humain rendu ainsi plus humain par la culture » ;
B - « Attitude philosophique qui tient l'humain pour la valeur suprême et revendique pour chaque humain la possibilité d'épanouir librement son humanité, ses facultés proprement humaines. »
La première de ces définitions renvoie au moment historique décrit dans l'article « Humanisme de la Renaissance » tandis que la seconde, l'attitude philosophique, est le concept dont l'histoire de l'antiquité à notre époque, y compris ce moment historique, est essentiellement le sujet du présent article.
Le Dictionnaire de l'Académie française, dans sa neuvième édition, distingue trois définitions :
- « Mouvement d'idées qui se développa en Europe aux XVe et XVIe siècles, et qui prônait la redécouverte de la pensée antique et l'examen critique des textes grecs et latins. »
- « Culture de l'esprit qui résulte de la familiarité avec les auteurs classiques, notamment grecs et latins ; goût que l'on a pour ces études. »
- « Doctrine, attitude philosophique, mouvement de pensée qui prend l'homme pour fin et valeur suprême, qui vise à l'épanouissement de la personne humaine et au respect de sa dignité. »

## Histoire du mot et dérivés
Le mot « humanisme » vient du latin homo (qui signifie « homme », au sens de « genre humain ») et humanus (« humain »).
Au Ier siècle av. J.-C., Cicéron forge le terme humanitas pour désigner la civilisation, l'éducation et la culture, au sens des arts libéraux.
D'après le Dictionnaire historique de la langue française, le mot humanista est attesté à la fin du XVe siècle, en 1490 exactement, pour désigner « un lettré qui a une connaissance approfondie de la langue et de la littérature antique, grecque et latine ; domaine appelé studia humanitas (qui, à partir de la Renaissance, sera traduit en français par « humanités »).

### Antiquité
Le mot latin homo désigne toute personne humaine sans distinction de sexe (« femme » se dit mulier, ; « homme » se dit vir).
Ce terme prend pleinement son sens philosophique au IIe siècle av. J.-C. avec le poète Terence qui, en 163 dans son Héautontimoroumenos, énonce une formule qui deviendra plus tard une devise des Lumières : « Je suis un homme et rien de ce qui est humain ne m'est étranger » (Homo sum, humani nihil a me alienum puto).
Au Ier siècle av. J.-C., Cicéron forge le terme Humanitas pour désigner « l'homme » dans un sens plus collectif : la civilisation, l'éducation, la culture.

### Renaissance
Lorsque le français supplante le latin en tant que langue usuelle, apparaît le terme humanités, qui désigne l'enseignement des arts libéraux.
L'adjectif humaniste est attesté en 1539 et désigne tout étudiant et connaisseur des humanités.
En 1580, dans ses Essais, Montaigne utilise à huit reprises le mot « inhumain », notamment pour stigmatiser les jeux du cirque dans la Rome impériale et pour dénoncer la barbarie de la déportation des juifs du Portugal.

### Temps modernes

#### XVIIesiècle
D'après le dictionnaire historique de la langue française et le Centre national de ressources textuelles et lexicales, on doit au polygraphe et lexicographe Guy Miège d'avoir utilisé le nom « humanisme » en 1677 pour désigner « le mouvement des lettrés des XVe et XVIe siècles » (appelé plus tard « humanisme de la Renaissance »).

#### XVIIIesiècle
Le mot « humanisme » apparaît en 1765, dans le journal Éphémérides du citoyen mais dans un sens tout à fait différent de celui qu'il prendra par la suite. Il signifie en effet « amour de l'humanité », concurrençant en quelque sorte le mot « philanthropie », lui-même attesté à partir de 1551 et explicitement défini dans L’Encyclopédie de Diderot et d'Alembert. Le Dictionnaire de l’Académie française définit même l'humanisme comme le « caractère du philanthrope ».
En août 1789, juste après le déclenchement de la Révolution française, est rédigée la Déclaration des droits de l'homme et du citoyen. Deux autres textes seront édités en 1793 et en 1795. Pour exprimer l'idée d'humanité, l'imagerie populaire recourt à des chérubins ou des angelots : la dimension religieuse est ainsi maintenue mais peu à peu, cette religiosité prend une tonalité laïque. Le terme « homme » est alors pensé dans une visée universaliste,.

#### XIXesiècle
D'après Jacques Le Goff, « Le terme même d'« humanisme » n'a pas cours avant le XIXe siècle : vers 1840, il désigne la doctrine qui place l'homme au centre de la pensée et de la société ».
En 1808, le théologien allemand Niethammer généralise le terme « humanisme » dans un ouvrage intitulé Der Streit des Philanthropinismus und des Humanismus in der Theorie des Erziehungs-Unterrichts unsrer Zeit (Le débat entre le philanthropisme et l'humanisme dans la théorie éducative actuelle), en réaction précisément au concept de philanthropie. Aussitôt, Hegel félicite Niethammer d'avoir opéré la distinction d'avec le terme « philanthropie ».
Le mot « humanitaire » apparaît dans les années 1830 : il est alors principalement utilisé dans un sens ironique, voire péjoratif. « Humanitaire veut dire homme croyant à la perfectibilité du genre humain et travaillant de son mieux, pour sa quote-part, au perfectionnement dudit genre humain », ironise le poète Alfred de Musset en 1836 ; Gustave Flaubert se moque de l'« humanitarisme nuageux » de Lamartine en 1841. Cela rentre plus généralement dans une critique de « la charité bourgeoise », exacerbée par les théories sociales suivantes, qui toutefois ont aussi une dimension humanitaire.
En 1874, la Revue critique définit le mot ainsi : « théorie philosophique qui rattache les développements historiques de l'humanité à l'humanité elle-même ».
En 1883-1885, saluant les travaux historiques de Jacob Burckhardt sur la Renaissance, Nietzsche popularise le mot « Übermensch » dans Ainsi parlait Zarathoustra, plus tard traduit en français par « surhomme ». On trouvait déjà le concept de « surhomme » en 1808 dans le Faust de Goethe et en 1813 dans le Manfred de Byron (deux auteurs auxquels Nietzsche se réfère) ainsi qu'en 1866 dans Crime et Châtiment de Dostoïevski.

### Époque contemporaine

#### XXesiècle
En 1939, dans la lignée de la théorie sociale saint-simonienne, l'ingénieur français Jean Coutrot invente le terme « transhumanisme » pour promouvoir une organisation rationnelle de l'économie.

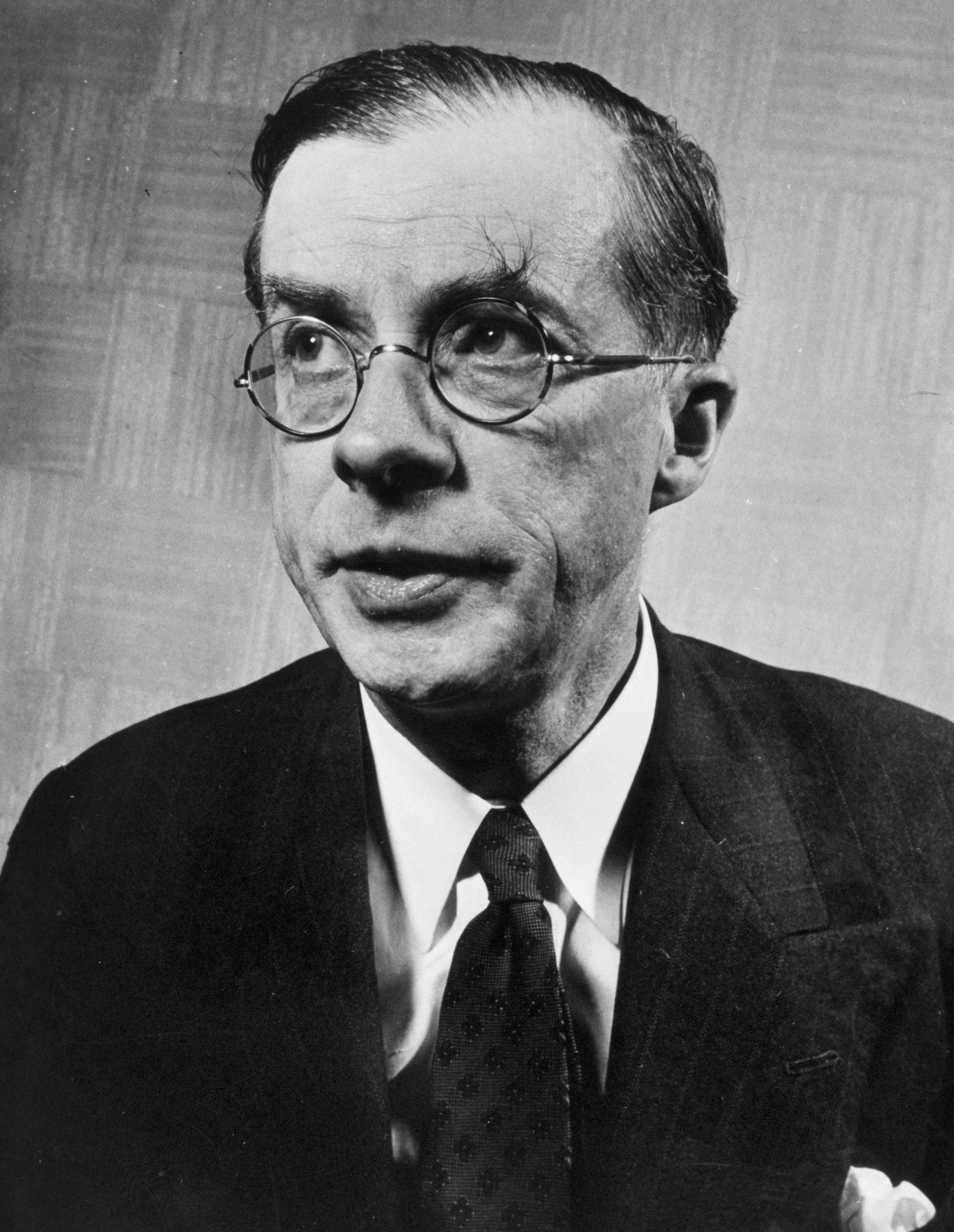
En 1957, Julian Huxley reprend le mot transhumanisme.

En 1957, Julian Huxley, biologiste et théoricien de l'eugénisme anglais, forge l'expression « humanisme évolutionnaire » et reprend le mot « transhumanisme ». Il définit le « transhumain » comme un « homme qui reste un homme, mais qui se transcende lui-même en déployant de nouvelles possibilités pour sa nature humaine ».
En 1980, l'écrivain suisse Freddy Klopfenstein invente le mot « humanitude ». En 1987, le généticien Albert Jacquard le reprend et le définit comme étant « les cadeaux que les hommes se sont faits les uns aux autres depuis qu'ils ont conscience d'être, et qu'ils peuvent se faire encore en un enrichissement sans limites ».
En 1999, Francis Fukuyama et Peter Sloterdijk développent les concepts « post-humanité » et « post-humanisme » (qui, comme « transhumanisme », renvoie à l'idée que, du fait de la prolifération des « technologies », les concepts d'humanisme et d'homme ne sont plus pertinents), mais cette fois pour s'en inquiéter,,.

#### XXIesiècle
Au XXIe siècle, les néologismes « transhumanisme » et « post-humanisme » restent peu usités dans le langage courant. En revanche, bien que peu d'intellectuels s'en réclament, le concept d'humanisme donne lieu à de nombreuses publications, le succès du mot croît en proportion avec celui des actions d'aide humanitaire. Il inonde la sphère politique, au point d'être revendiqué dans des milieux idéologiquement opposés, aussi bien par des grands chefs d'entreprises s'affichant chrétiens[source insuffisante] que par des opposants au système capitaliste se réclamant de l'athéisme[source insuffisante].
Le philosophe Philippe Lacoue-Labarthe va jusqu'à argumenter que « le nazisme est un humanisme ». Dans ce contexte de dilution de sens du mot, et dans le but de réactualiser celui-ci, quelques intellectuels tentent d'imposer des néologismes. En 2001, Michel Serres utilise le mot « hominescence », « pour désigner ce que vit l'humanité depuis la seconde moitié du XXe siècle : un changement majeur dans notre rapport au temps et à la mort ». Et en 2016, le prospectiviste français Joël de Rosnay prédit l'émergence d'un hyperhumanisme, « bien préférable selon lui au cauchemar transhumaniste ».

## Évolution du concept

### Antiquité

#### Antiquité grecque
L'historien Bernard Quilliet et le philosophe Abdennour Bidar identifient la Grèce continentale du VIIIe siècle av. J.-C. à un véritable foyer d'humanisme. Le premier voit dans les textes d'Hésiode une vaste méditation sur la condition humaine.
S'appuyant quant à lui sur les travaux de Marcel Detienne et Jean-Pierre Vernant, Bidar estime qu'Homère se sert de son personnage d'Ulysse pour symboliser l'intelligence en mouvement et l'infinie capacité d'adaptation.
Une idée répandue tend à faire du sophiste Protagoras l'initiateur par excellence de l'humanisme grec, en raison de son célèbre aphorisme : « L'homme est la mesure de toute chose ». L'historien de l'art Thomas Golsenne relativise toutefois la portée de celle-ci, faisant valoir d'une part qu'on ne la connaît cette citation que par Platon ; d'autre part que, contrairement à ce que bon nombre de manuels scolaires laissent entendre, la formule n'était pas présente dans « toutes les têtes pensantes de la Renaissance » et elle est le plus souvent tronquée, le propos original étant : « L’homme est la mesure de toutes choses, pour celles qui sont, de leur existence ; pour celles qui ne sont pas, de leur non-existence ».

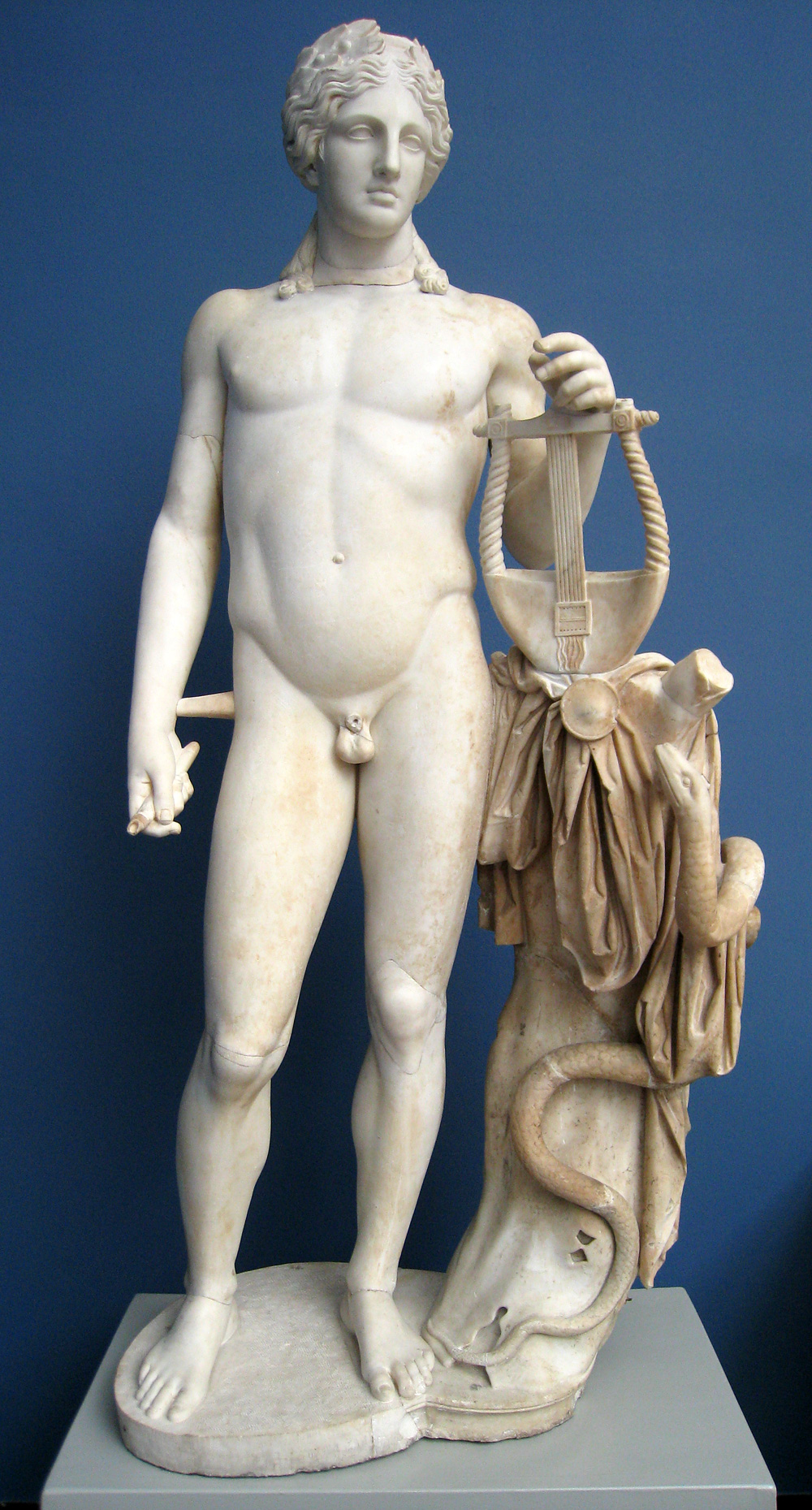
Durant l'Antiquité, Grecs et Romains donnent à leurs dieux une apparence humaine et certains analystes voient en Eschyle, Sophocle et Euripide, les initiateurs de l'humanisme.
Statue romaine représentant Apollon.

L'opposition entre l'idéalisme de Platon et le réalisme d'Aristote s'accentue à la charnière des IVe et IIIe siècles av. J.-C. avec l'apparition de deux mouvements de pensée fondamentaux : l'épicurisme et le stoïcisme :

« Il semble qu'après Platon, et dès Arisote, la philosophie a eu du mal à continuer à parler des capacités métaphysiques de l'homme. (…) L'humanisme antique serait passé d'une enfance métaphysique et de ses rêves d'immortalité à une maturité stoïcienne et épicurienne, où l'on ne tente plus vainement de penser (…) au-delà de la mort mais où on s'efforce bien plus modestement de vivre cette vie de façon plus accomplie. »

#### Judaïsme

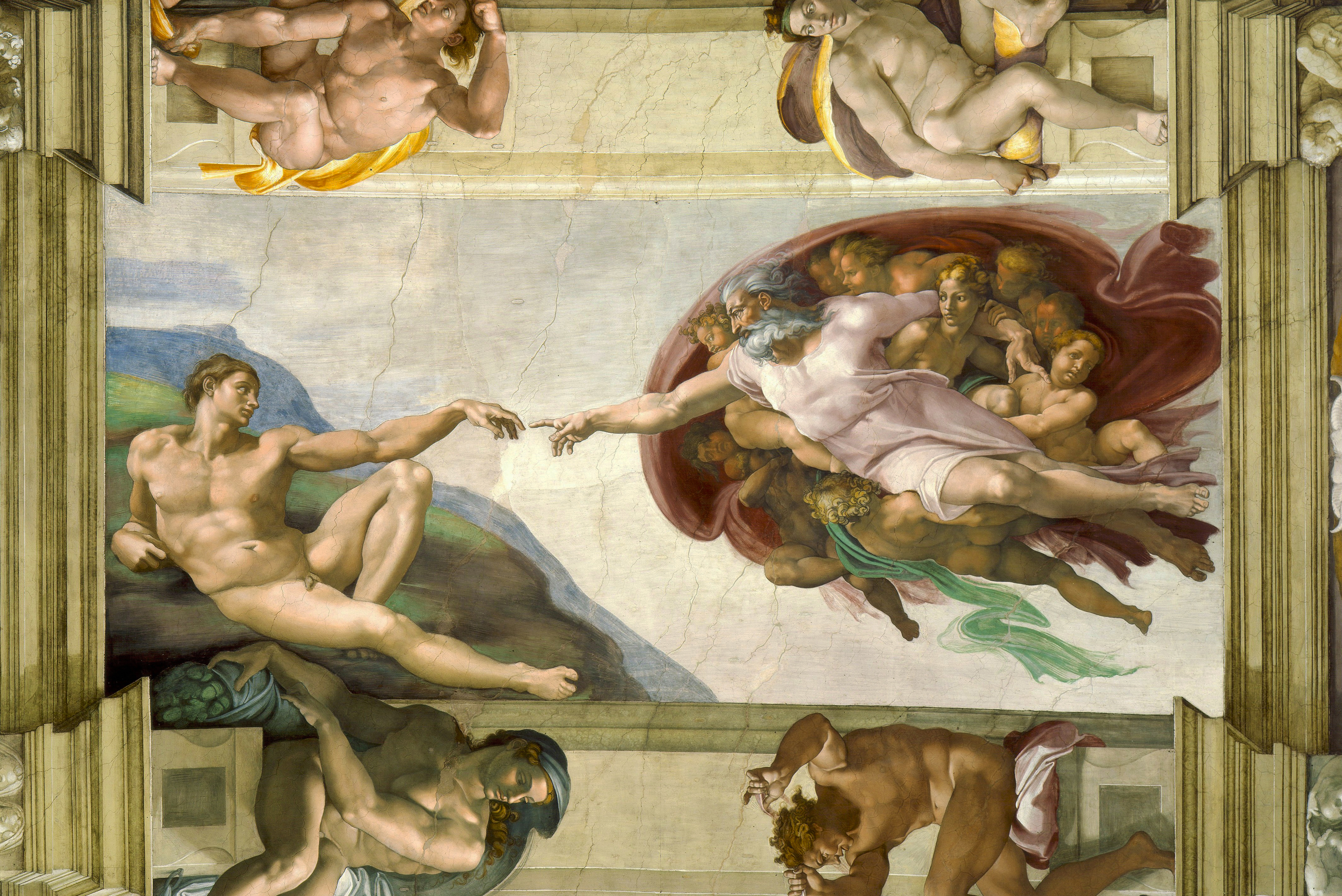
Le récit biblique de la création de l'homme par Dieu, représenté par Michel-Ange au XVIe siècle

Abdennour Bidar fait remarquer qu'il est « apparemment contradictoire » de présenter le monothéisme comme matrice de l'humanisme : « A priori, le principe même du monothéisme semble incompatible avec l'exaltation de l'homme qui fonde tout humanisme ; s'il y a un seul Dieu, il concentre nécessairement en lui-même toutes les qualités, toutes les perfections… et il ne reste pour l'homme que les miettes d'être, des résidus de capacités sans commune mesure avec leur concentration et leur intensité dans le Dieu. Trop de grandeur accordée à Dieu, toute la puissance et la sagesse concentrées en (lui), n'écrasent-ils pas radicalement et définitivement l'être humain ? ».
Le philosophe Shmuel Trigano souligne à son tour la contradiction : « Comment une croyance focalisée sur un être suprême et unique pourrait-elle s'ouvrir à la reconnaissance d'un autre être, en l’occurrence l'homme ? C'est en posant cette question, en apparence insoluble (…) que l'on a dénié, le plus souvent, toute capacité au monothéisme d'être aussi un humanisme, d'engendrer un monde fait pour l'homme ». Trigano répond alors lui-même à cette question, en se livrant à une analyse du mythe biblique de la création, tel que formulé dans le Livre de la Genèse : « Ce que l'on comprend dans le récit de la création en six jours, (c'est que) le Dieu créateur s'arrête de créer le sixième jour, le jour précisément où il crée l'homme, comme si s'ouvraient alors le temps et l'espace de l'homme, d'où la divinité se serait retirée. (…) Que peut alors signifier cette création qui s'arrête au moment où l'homme est créé ? Que l'homme est l'apothéose de cette création, certes (…) mais aussi que le monde reste inachevé dès le moment où l'homme y apparaît (…). Il y a (donc) l'idée que la création est désormais autant dans les mains de l'homme que (dans celles) du dieu créateur ».
S'appuyant sur les travaux de C. G. Jung (Réponse à Job (en), 1952), Bidar estime que le texte qui lui paraît le plus significatif de l'orientation humaniste du monothéisme juif est le Livre de Job, au cours duquel un humain (Job) tient tête à Dieu lors d'un long dialogue avec lui et parvient, ce faisant, à ce que Dieu lui-même se métamorphose en devenant plus aimant à l'égard de l'homme ».

#### Antiquité romaine

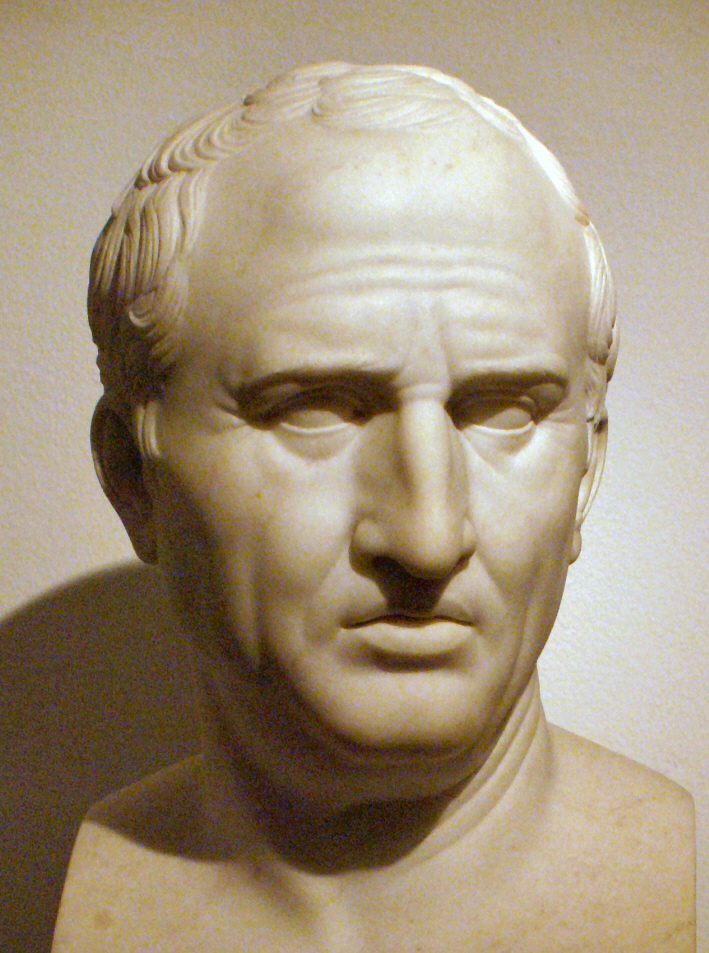
Buste de Cicéron

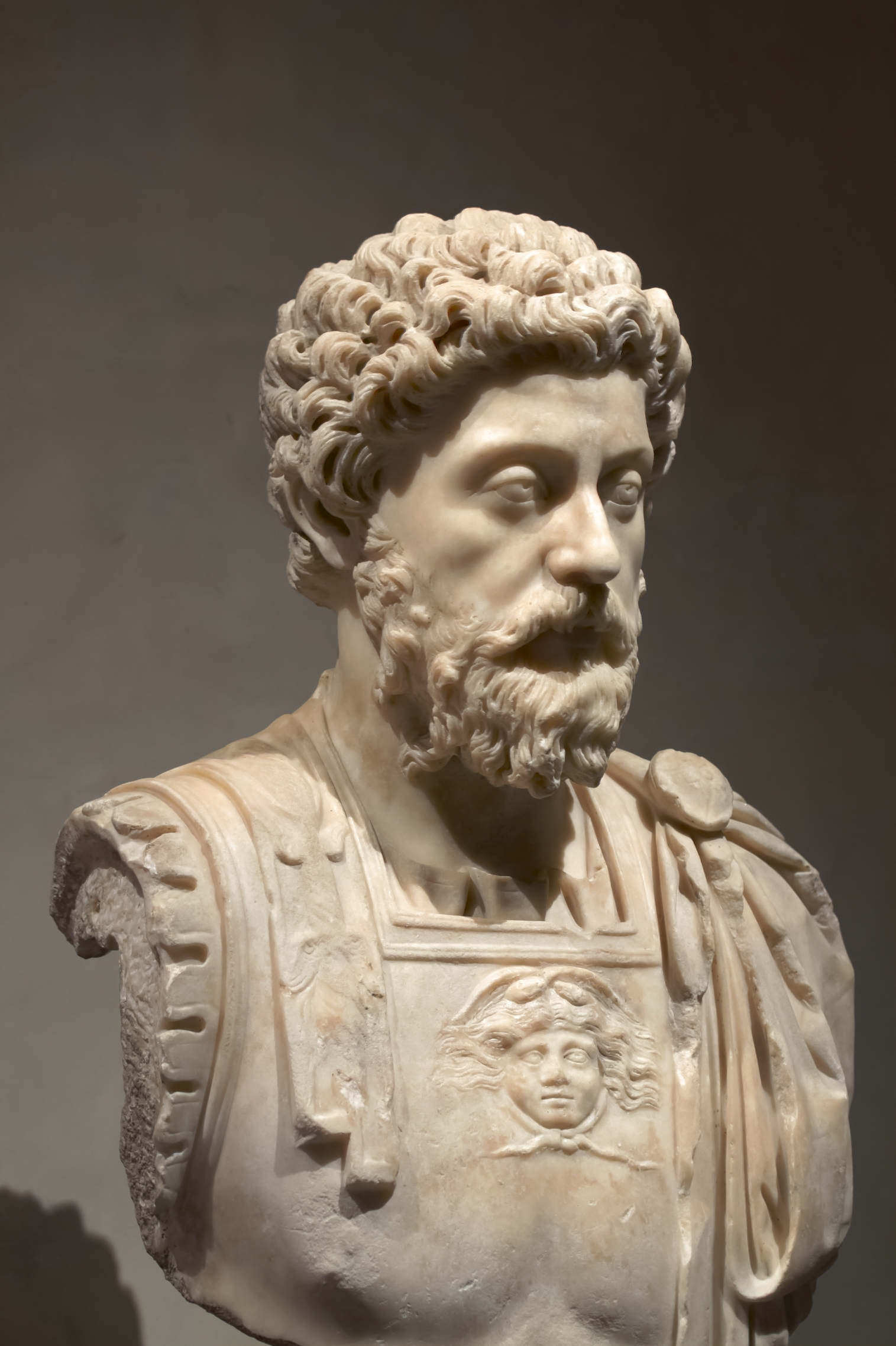
Buste de Marc-Aurèle

Actif au Ier siècle av. J.-C., Cicéron sera admiré par les humanistes de la Renaissance, non seulement car il incarne à lui seul un grand nombre de vertus (dignité, sens de la chose publique et de l'intérêt général) mais aussi parce que, grâce à sa ténacité et ses talents d'élocution, il les concrétise dans la vie politique. Bien que n’appartenant pas à la noblesse et alors que rien ne le destinait par conséquent à la vie politique, il est parvenu à exercer la magistrature suprême durant cinq ans tout en se montrant réceptif aux grands philosophes grecs. On lui doit d'avoir forgé le terme humanitas et de l'avoir associé à l'idée de culture.

#### Christianisme primitif

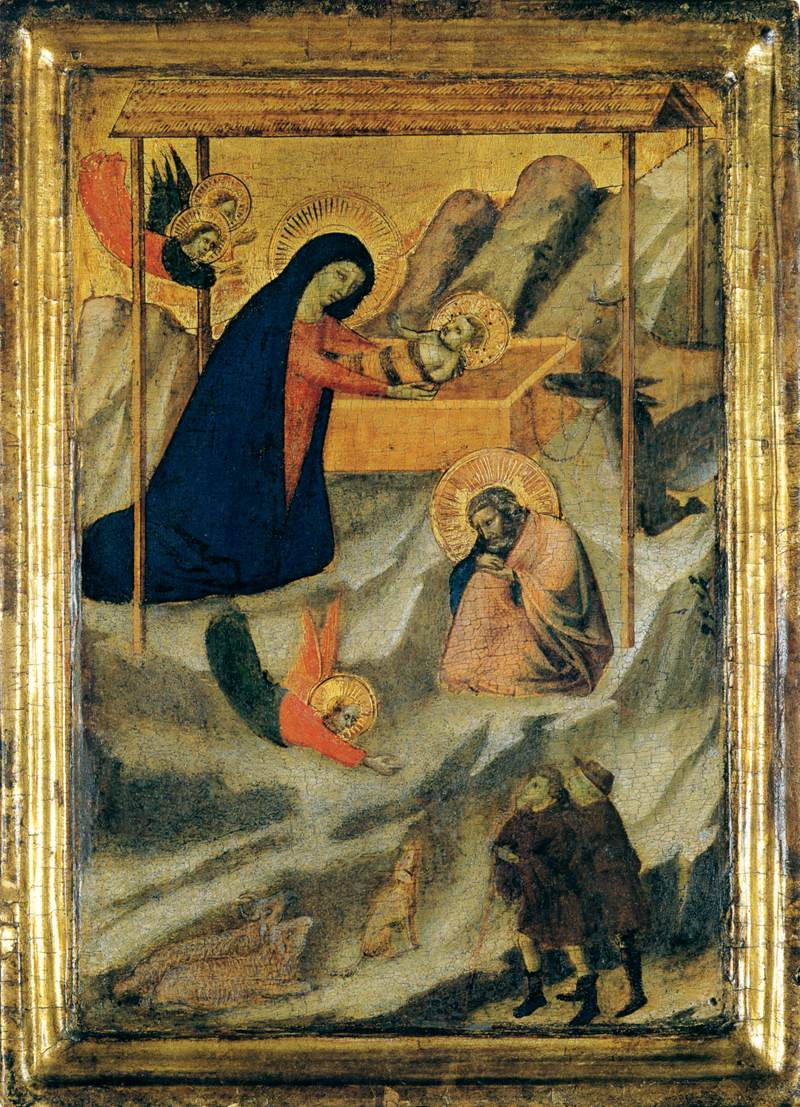
Selon le christianisme, Dieu s'est « fait » homme, ce qui le prédétermine à tenir un discours humaniste de portée universelle. Nativité, peinture du XIIIe.

Bidar avance l'idée qu'avec le christianisme, Dieu lui-même devient « humaniste » : « le Dieu s'humanise en un double sens : il devient homme en s'incarnant, humain en se sacrifiant, comme une mère le fera avec son enfant (…). Dans quelle autre religion le dieu se sacrifie-t-il pour l'homme ? ».

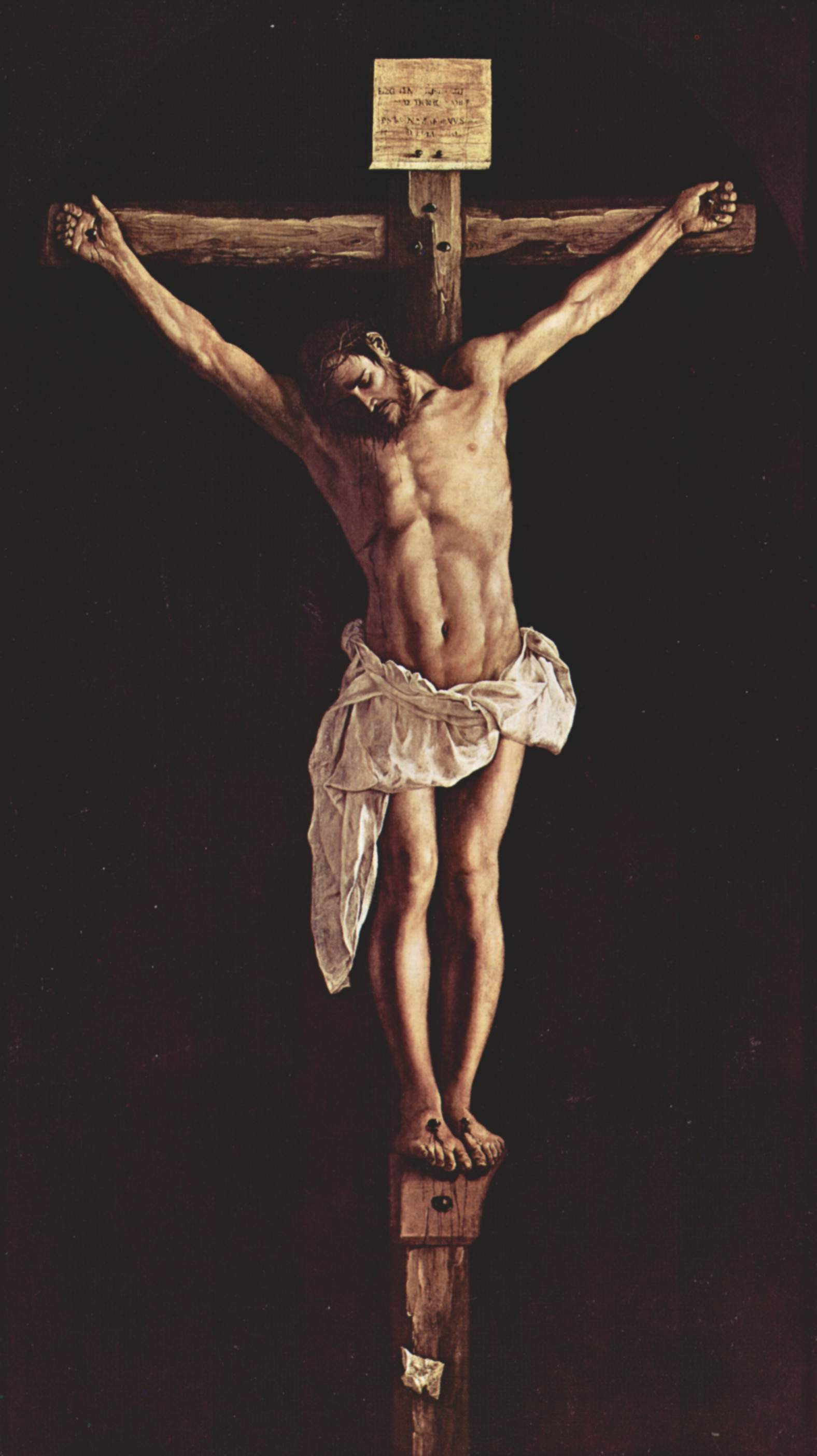
Pour les Chrétiens, Dieu s'est incarné en homme et, comme tout homme, a vécu la souffrance et la mort (Christ en croix, œuvre de Francisco de Zurbarán, 1627).

Les rapports entre christianisme et humanisme sont complexes du fait de la diversité des interprétations de la formule « aimer son prochain ». De la Renaissance au XXe siècle, bon nombre de penseurs ont été classés « humanistes » et « chrétiens », ce qui pose la question : « le christianisme est-il un humanisme ? ». À cette question, ceux qui - peu ou prou - assimilent « le prochain » (personne concrète) et « les humains » (entité abstraite) ont tendance à répondre par l'affirmative ; ceux qui, au contraire, tiennent à établir une différence répondent négativement, allant jusqu'à reprocher à leurs adversaires de transformer le christianisme « en un lénifiant humanisme philanthropique », « de la soupe compassionnelle », du « bon sentiment dégoulinant d’empathie ». En 1919, le philosophe Max Scheler qualifiait quant à lui l'« humanisme chrétien » d'humanitarisme : « L'humanitarisme remplace "le prochain" et "l'individu" (qui seuls expriment vraiment la personnalité profonde de l'homme) par "l'humanité" (…). Il est significatif que la langue chrétienne ignore l'amour de l'humanité. Sa notion fondamentale est l'amour du prochain. L'humanitarisme moderne ne vise directement ni la personne ni certains actes spirituels déterminés (…), ni même cet être visible qu'est "le prochain" ; il ne vise que la somme des individus humains ».
Le théologien protestant Jacques Ellul interprète ce clivage entre pro- et anti-humanistes en milieu chrétien comme la conséquence d'un événement survenu au début du IVe siècle. Jusqu'alors, l'Empire romain faisait preuve de tolérance à l'égard de toutes les positions religieuses, sauf précisément envers les chrétiens, qu'il persécutait (du fait que, fidèles à l'enseignement du Christ, ceux-ci ne voulaient pas prêter allégeance à l'empereur). Mais en 313, l'empereur Constantin s'est converti au christianisme (édit de Milan) pour affirmer son autorité dans le domaine religieux (césaropapisme) : dès lors qu'il a demandé aux évêques de devenir ses fonctionnaires et que ceux-ci y ont consenti, le christianisme est devenu une religion d'État et s'est retrouvé subverti par lui.

« Il semble qu'après Platon, et dès Aristote, la philosophie a eu du mal à continuer à parler des capacités métaphysiques de l'homme. (…) L'humanisme antique serait passé d'une enfance métaphysique et de ses rêves d'immortalité à une maturité stoïcienne et épicurienne, où l'on ne tente plus vainement de penser (…) au-delà de la mort mais où on s'efforce bien plus modestement de vivre cette vie de façon plus accomplie. »

— .

### Moyen Âge

#### Haut Moyen Âge

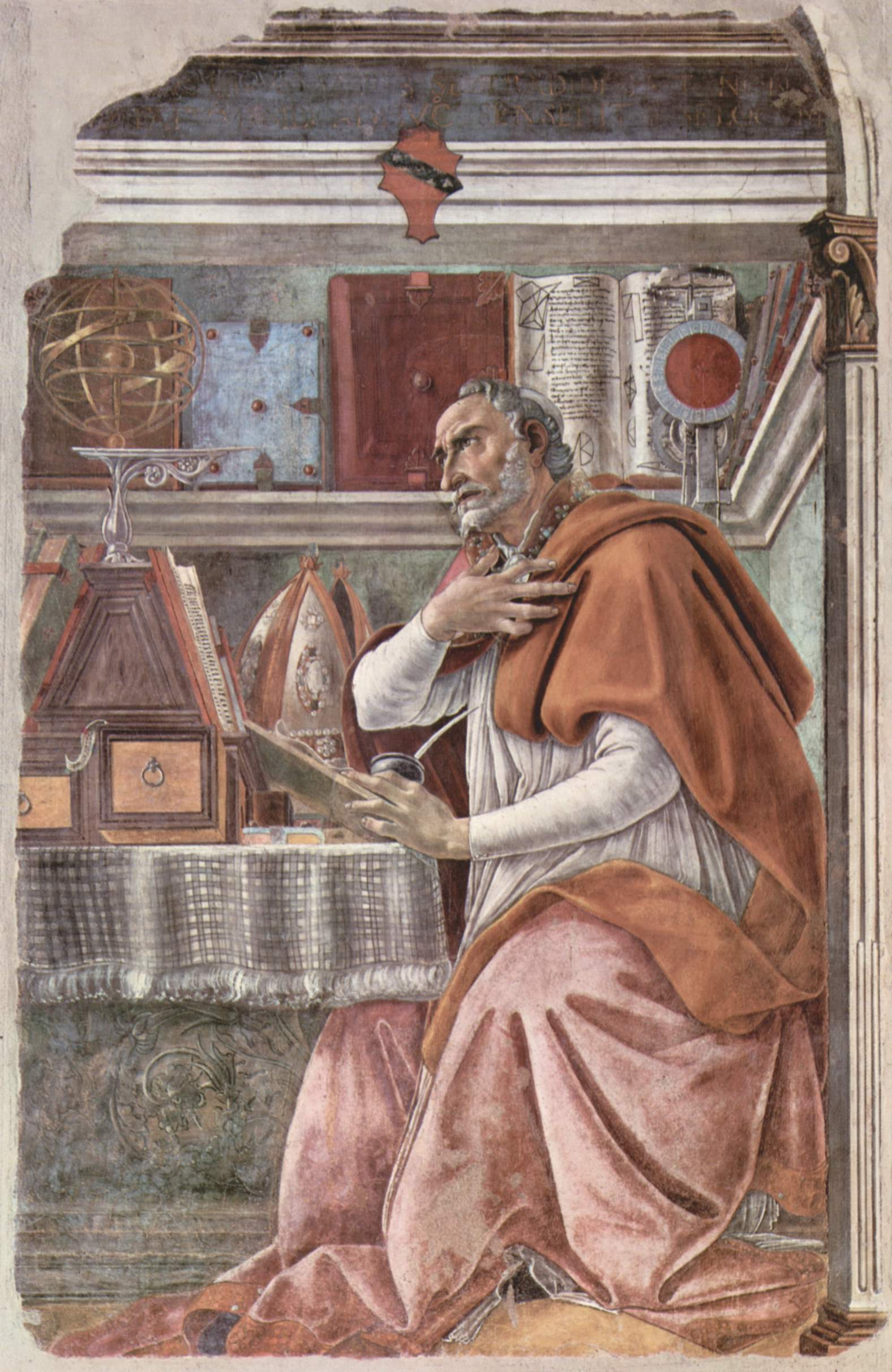
Saint Augustin, imaginé vers 1480 par le peintre florentin Sandro Botticelli.

L'historienne Laure Verdon invite toutefois à rejeter l'idée reçue selon laquelle toute la phase intermédiaire, le Moyen Âge, serait une période « obscure » : 

« Le terme "humanisme" renvoie, dans la pensée commune, à une culture, celle des hommes du XVIe siècle, culture qui s'opposerait dans ses fondements mêmes et son esprit, à la culture du Moyen Âge. C'est là l'un des éléments qui ont contribué à forger l'image sombre de la période médiévale. Cette définition est à la fois restrictive et manichéenne. L'humanisme est autant qu'une culture, une pratique politique et une façon de concevoir le gouvernement qui privilégie le rôle des conseillers lettrés auprès du prince et s'oppose au mode ancien du pouvoir. En ce sens, le premier humanisme politique est pleinement médiéval, conséquence logique de l'évolution des structures de l'État au XVIe siècle. »

S'opposant au moine Pélage, qui considère que tout chrétien peut atteindre la sainteté par ses propres forces et son libre arbitre, Augustin d'Hippone (354-430) valorise le rôle de la grâce divine. Toutefois, comme Ambroise de Milan, il intègre au christianisme une partie de l'héritage gréco-romain, le néoplatonisme ainsi qu'une part substantielle de la tradition de la République romaine. La postérité conserve de lui l'image d'un homme érudit, et s'adressant à toutes les époques, aussi bien à Dante, Pétrarque, Thomas d’Aquin, Luther, Pascal et Kierkegaard qu'à Heidegger, Arendt, Joyce, Camus, Derrida ou Lyotard (qui, tous, le commenteront).

#### Moyen Âge central

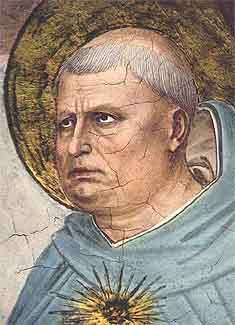
Saint Thomas d'Aquin, imaginé au XVe siècle par le peintre florentin Fra Angelico.

Pour assurer son influence sur les consciences, et alors que sont traduits de l'arabe les commentaires d'Aristote par Averroès, l'Église crée l'Université de Paris. Sous l'impulsion d'Albert le Grand, celle-ci devient dans les années 1240 un véritable foyer de la pensée d'Aristote. Les débats portent sur une question sensible : « comment articuler la raison et la foi ? ». Suivant la ligne d'Averroès, Siger de Brabant prône pour la suprématie totale de la première sur la seconde. À l'opposé, Thomas d'Aquin (1224-1274) opère une synthèse magistrale entre aristotélisme et augustinisme, entre sciences, philosophie et théologie (Somme contre les Gentils, vers 1260). En le canonisant, cinquante ans après sa mort, l'Église lèvera le tabou sur Aristote, laissant alors le champ libre à ceux qui, pleinement conscients de participer à l'émergence d'un monde nouveau, guidé par la raison, seront rapidement et unanimement désignés d'humanistes. Certains considèrent donc que Thomas d'Aquin en est le précurseur direct, :

« C'est parce qu'il est par excellence un philosophe de l'existence que Saint Thomas est un penseur incomparablement humain et le philosophe par excellence de l'humanisme chrétien. L'humain est en effet caché dans l'existence. À mesure qu'il se dégageait des influences platoniciennes, le Moyen Âge chrétien a de mieux en mieux compris qu'un homme n'est pas une idée, c'est une personne (…). L'homme est au cœur de l'existence. »

— Jacques Maritain, L'humanisme de Saint-Thomas, 1941
Maritain oppose toutefois radicalement le mouvement de la scolastique, qu'il appelle humanisme médiéval, et l'humanisme de la Renaissance, qu'il qualifie de classique, en considérant que le premier de théocentrique et le second d'anthropocentrique. Et il avance que cette inversion a des conséquences tragiques, « la personne humaine, rompant ses attaches de créature dépendant essentiellement de son créateur, est livrée à ses propres caprices et aux forces inférieures »,.

#### XIVesiècle
Alors qu’une crise de légitimité affecte l’Église, chassée de la Terre sainte par les Ottomans, l’Europe occidentale vit de grands bouleversements économiques et politiques. À la suite de la forte poussée démographique survenue au siècle précédent ainsi qu’à plusieurs années de mauvaises récoltes puis une épidémie de peste qui élimine un tiers de sa population, l’économie est restructurée. La société s’urbanise (plusieurs villes comptent désormais plus de 40 000 habitants) et les premières compagnies internationales éclosent, appliquant de nouvelles techniques financières. Les banquiers lombards, qui – dès les années 1250 – avaient institué la pratique du prêt bancaire contre intérêt, implantent des bureaux en Champagne, en Lorraine, en Rhénanie et en Flandre. Leurs débiteurs sont des rois, des seigneurs et des commerçants soucieux de mener à bien différents projets. Ce passage d'une économie féodale au commerce de l’argent (capitalisme) marque la fin du Moyen Âge et l’éclosion des États modernes.

##### Vers le réalisme

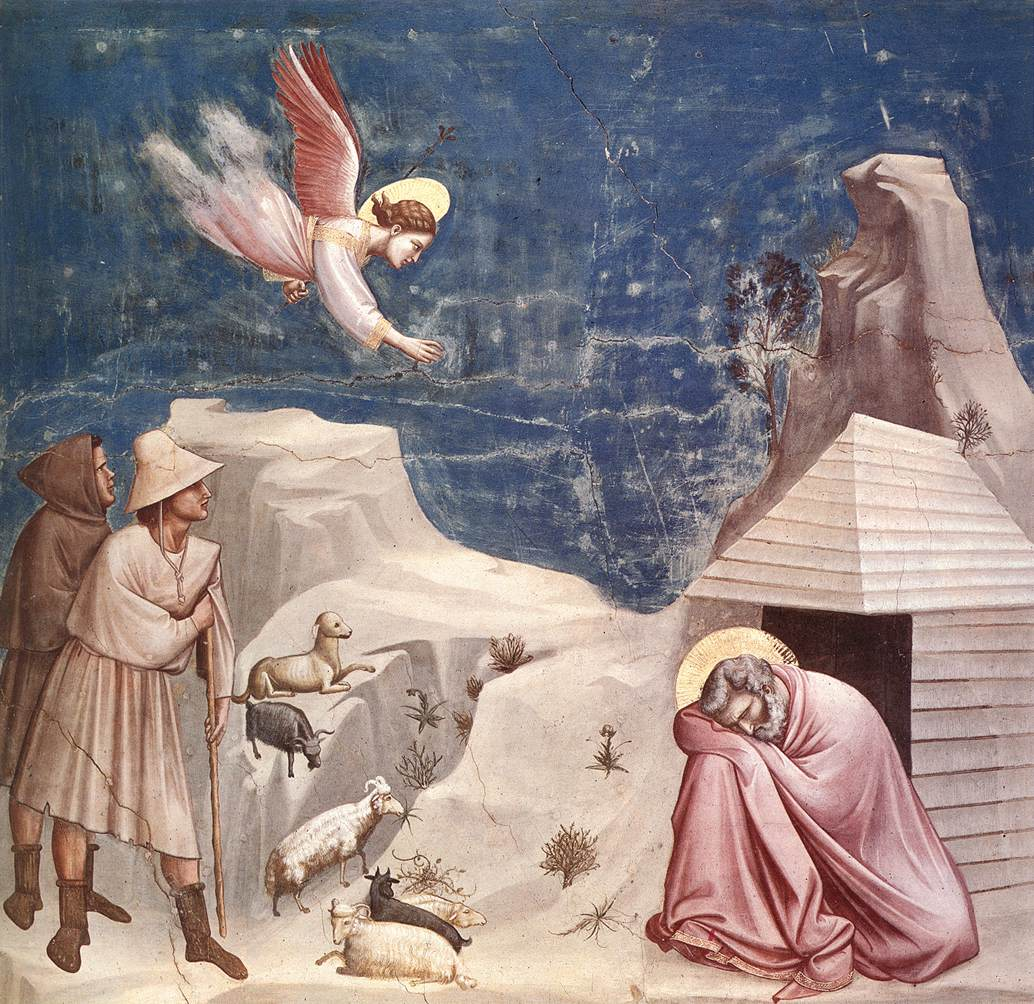
Giotto, Le songe de Joachim, chapelle Scrovegni, église de l'Arena, Padoue, vers 1306.

Les premiers d'entre eux sont le siennois Duccio et surtout le florentin Giotto, en qui l'historien Michael Baxandall voit un « pionnier de l'humanisme », tant son esthétique rompt radicalement avec les traditions, que ce soit celle de l’art byzantin ou celle du gothique international, marquée en effet par une volonté très prononcé d’exprimer la tridimensionnalité de l’existence. Derrière les personnages, placés au premier plan, Giotto dresse des décors naturels (arbres et enrochements) qui tranchent avec le traditionnel fond doré. Il utilise la technique du modelé pour traiter le drapé des vêtements tandis que les visages (y compris ceux des personnages secondaires) sont particulièrement expressifs. Du fait de leur réalisme, ces œuvres exercent immédiatement une influence considérable. À noter aussi, peint à Padoue vers 1306, le cycle des vices et vertus (envie, infidélité, vanité… tempérance, prudence, justice…).
Élève de Duccio, Ambrogio Lorenzetti est l’auteur des fresques des Effets du bon et du mauvais gouvernement. Réalisées à partir de 1338 sur trois murs d'une salle du Palazzo Pubblico de Sienne, elles sont connues comme étant à la fois l’une des premières peintures de paysage (certains bâtiments de Sienne sont reconnaissables) et comme allégorie politique,.

##### Pensée séculaire

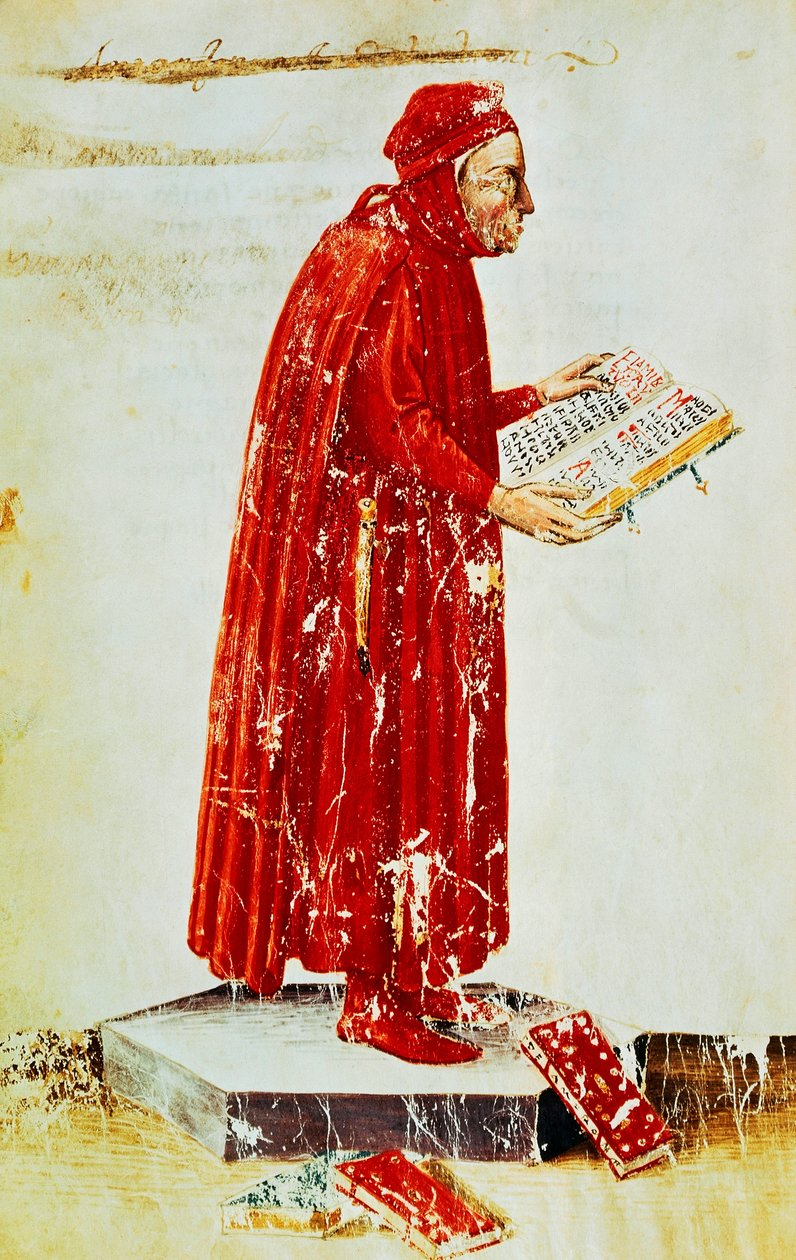
Portrait de Coluccio Salutati, promoteur de la traduction en latin des grands auteurs grecs.

À Florence, les initiatives de Pétrarque et Boccace sont encouragées en haut lieu. Notamment par Coluccio Salutati, chancelier de la République de 1375 à 1406, connu pour ses qualités d'orateur et lui-même écrivain, qui défend les studia humanitatis. Ayant créé la première chaire d'enseignement du grec à Florence, il invite le savant byzantin Manuel Chrysoloras de 1397 à 1400. Les occidentaux parlant ou lisant peu le grec, de nombreuses œuvres grecques antiques étant par ailleurs indisponibles dans la traduction latine, un auteur tel qu'Aristote n'était accessible aux intellectuels du XIIIe siècle qu'au travers de traductions en arabe. « Éclairé par une foi inébranlable dans la capacité des hommes à construire rationnellement un bonheur collectif, son attachement à la culture ancienne, à la tradition chrétienne, au droit romain, au patrimoine littéraire florentin, dévoile une ardeur de transmettre, une volonté inquiète de conserver l’intégrité d’un héritage. Inlassable défenseur d’une haute conception de la culture, Salutati la juge (…) indissociable d’une certaine vision de la république ».

### Renaissance

#### Écriture nouvelle
En traduisant les textes anciens, puis en exprimant eux-mêmes leur propre conception du monde, les érudits du XIVe siècle (notamment Pétrarque puis Boccace) ont fait considérablement évoluer la minuscule caroline, un type d'écriture apparu au VIIIe siècle. Selon l'historien Dominique Briquel, cette façon d'écrire reflétait à leurs yeux la pureté de l'Antiquité, par opposition avec l'écriture gothique jugée barbare. Or elle rencontre au XVe siècle un vif engouement dans toute l'Europe.

##### Esthétique nouvelle

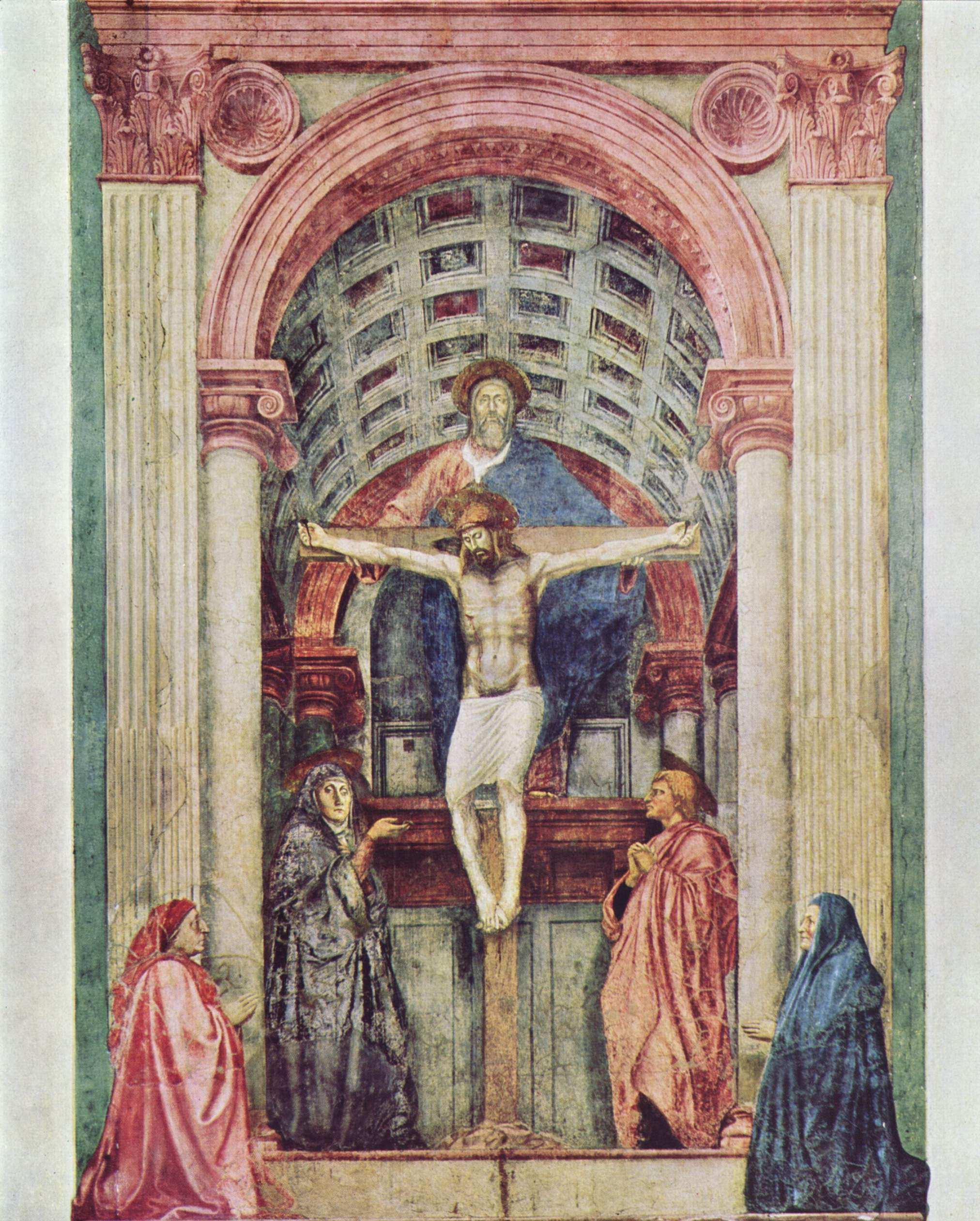
Masaccio, La Trinité, Santa Maria Novella, Florence, vers 1427.

L’historien de l'art André Chastel estime que, contrairement à une idée reçue, l’étude des textes anciens par les érudits de l’époque ne traduit pas « un refroidissement progressif du sentiment religieux » mais qu’il existe « entre les notions de profane et de sacré un va-et-vient parfois déconcertant ».

##### Éthique nouvelle
En 1925, l'historien Hans Baron situera l'origine de cette mutation à Florence au tout début des années 1400, à la suite d'une crise politique importante que traversait alors la République, et il qualifiera alors cette mutation d'humanisme civique (Bürgerhumanismus). S’appuyant notamment sur les écrits de Palmieri, ainsi que ceux de Leonardo Bruni, il estimera que c'est parce qu'un tyran milanais menaçait de conquérir la ville et d'entraver la liberté de ses habitants que ceux-ci se sont détournés de la vita contemplativa, qui orientait les mentalités au Moyen Âge, pour pratiquer la vita activa.
Son analyse sera critiquée par la suite, notamment cinquante ans plus tard par Fernand Braudel, selon qui ce changement des mentalités résulte d'un long processus économique amorcé dès le XIIe siècle, en l'occurrence le capitalisme.

##### Réflexivité
C'est ainsi que, dès le début du Quattrocento, la représentation du visage humain joue un rôle essentiel dans ce qu'on appelle l'humanisme de la Renaissance, d'abord dans les Flandres (notamment avec le célèbre L'Homme au turban rouge de Van Eyck, en 1433) puis en Toscane, consécutivement à l'émergence du statut d'individu,.

Albrecht Dürer, Autoportrait aux gants, 1498

Or tout au long du siècle, et de façon anonyme, quelques peintres en viennent à représenter leurs propres visages dans des compositions de grand format (principe du caméo) et certains historiens y voient le signe d'une tendance générale à la réflexivité, voire à l'introspection.
S'il est fréquemment qualifié d'humaniste, c'est en raison de son désir de ne pas vouloir se contenter de restituer l'apparence d'un visage mais la psychologie d'une personne.
En littérature, l'exercice consistant à se prendre soi-même comme objet d'analyse, inauguré au IVe siècle par saint Augustin avec ses Confessions, ne se développera dans une visée humaniste (sans référence à Dieu) qu'à la fin du siècle suivant avec les Essais de Montaigne.

#### XVIesiècle
Aux plan économique et culturel, les échanges marchands s'intensifient au sein de l'Europe et s'amorcent entre l'Europe et le reste de la planète. L'imprimerie permet également aux idées de circuler toujours plus. Ces deux facteurs contribuent à ce que l'humanisme n'est plus tant une tournure d'esprit qu'il faudrait préférer à une autre (comme, lors du siècle précédent, on contestait la scolastique) qu'une conception du monde à part entière, qui tend à se généraliser dans les esprits et d'orientation matérialiste. Et lorsque les Espagnols, en quête d'or et d'autres minerais, entreprennent de coloniser l'Amérique du Sud, c'est au nom des valeurs humanistes, en enjoignant aux populations locales d'accepter la prédication de la religion chrétienne. Ce que Bartolomé de las Casas critique « C'est se moquer de la vérité et de la justice, et c'est une grande insulte à notre foi chrétienne, à la piété et à la charité de Jésus-Christ, et cela n'a aucune valeur juridique ».

##### Appel à la paix

Portrait d'Erasme par Holbein

Érasme, un philosophe et théologien venu des Pays-Bas (qui sera plus tard surnommé le « prince des humanistes ») visite plusieurs pays d'Europe (notamment la Suisse et la ville de Bâle où il va travailler à l'Université de Bâle), s'y fait des amis (dont l'Anglais Thomas More) et lance en 1516 un vibrant appel à la paix :

« L'Anglais est l'ennemi du Français, uniquement parce qu'il est français, le Breton hait l'Écossais simplement parce qu'il est écossais ; l'Allemand est à couteaux tirés avec le Français, l'Espagnol avec l'un et l'autre. Quelle dépravation ! »

— Erasme, Plaidoyer pour la paix, Arléa, 2005 ; extrait.

##### De la glorification au constat amer
Alors que les débuts de l'humanisme de la Renaissance donnaient de l'homme une image prometteuse, voire glorieuse, à la fin du siècle, le spectacle tragique des guerres conduit les intellectuels à porter un regard désabusé sur l'humanité. En 1548, dans son Discours de la servitude volontaire, Étienne de la Boétie (alors âgé de 17 ans) s'interroge sur les raisons qui poussent les individus à miser leur confiance sur les chefs d'état au point de sacrifier leurs vies. Et à la même époque, dans ses Essais, son ami Montaigne, dresse un portrait tout aussi amer :

« Entre Pétrarque et Montaigne, on (est) pass(é) de la mise en scène d'un moi grandiose à celle d'un moi ordinaire, de l'éloge de l'individualité remarquable à la peinture de l'individualité basique. (…) Chez Montaigne, l'humanisme de la Renaissance apparaît désenchanté, désabusé et comme à son crépuscule : l'individualité de l'auteur et le reste de l'humanité y sont décrits avec un excès de scepticisme et de relativisme comme des choses assez ridicules, versatiles et vaines. »

— .

##### «L'invention de l'homme»

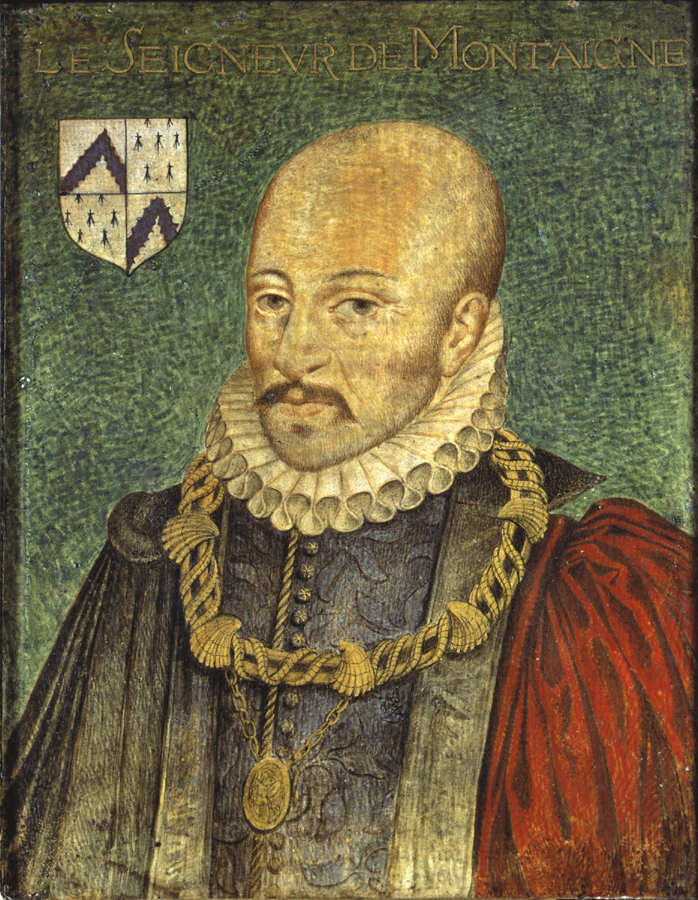
Montaigne

Dans le troisième livre de ses Essais, en 1580, Montaigne dégage le concept d'homme, à la fois unique et universel,.
Cette focalisation croissante sur la condition humaine a pour corollaire, de façon sous-jacente, l'idée d'un effacement progressif de la relation au divin. Certains historiens allemands utilisent l'appellation « humanisme tardif » (Späthumanismus) pour désigner cette période, qu'ils situent globalement entre le début des guerres de Religion françaises (1562) et la signature des traités de paix de Westphalie (1648),.

### Temps Modernes

#### Montée en puissance de la science

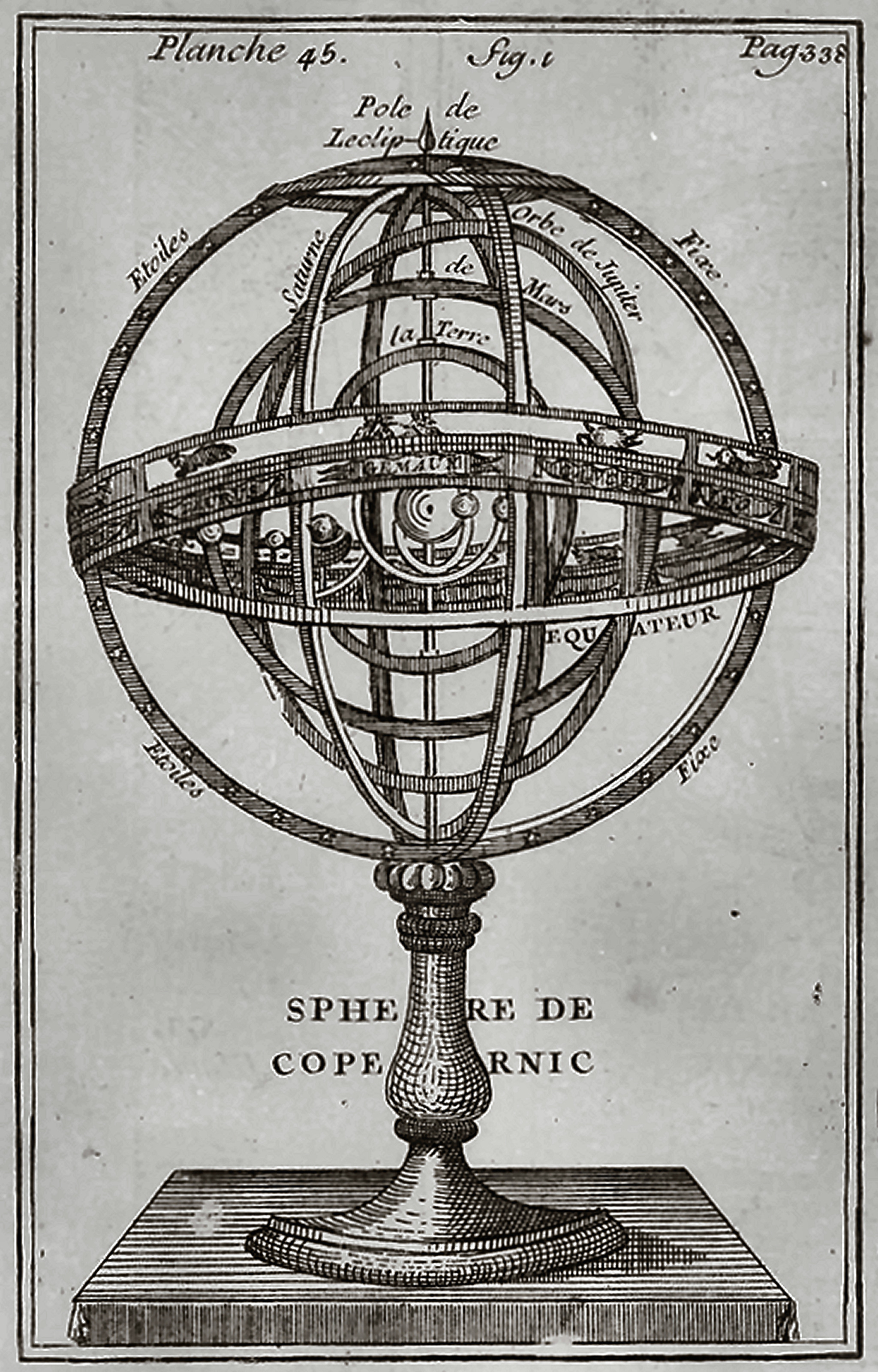
La sphère de Copernic (gravure du XVIIIe siècle).

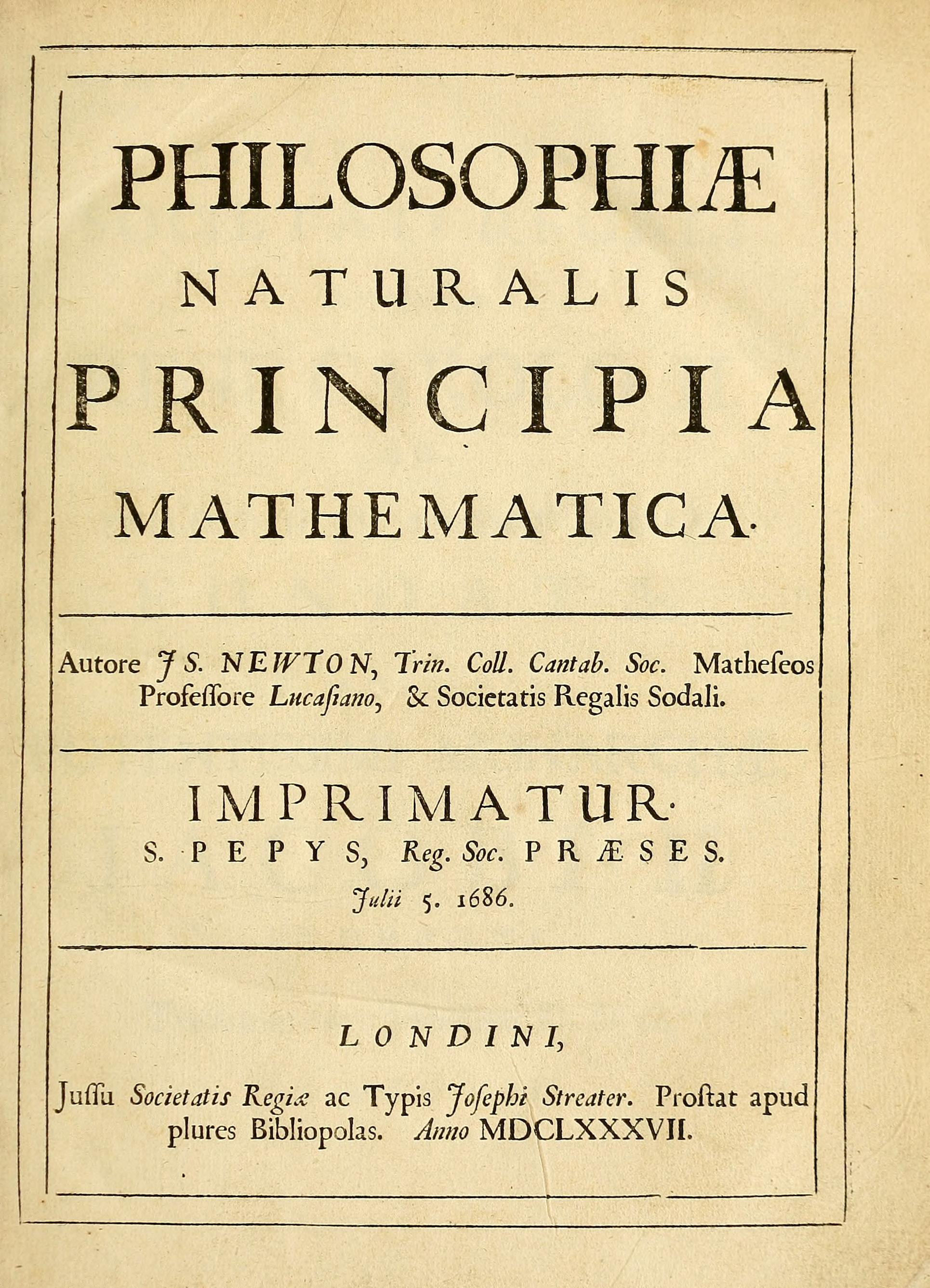
En 1687, Newton démontre la capacité des hommes d'analyser la structure de l'univers sur la base de principes mathématiques.

En 1605, l'Anglais Francis Bacon développe une théorie empiriste de la connaissance et, quinze ans plus tard, précise les règles de la méthode expérimentale, ce qui fait aujourd'hui de lui l’un des pionniers de la pensée scientifique moderne. Celle-ci émerge pourtant dans les pires conditions : en 1616, le traité de Copernic, Des révolutions des sphères célestes, qui affirme que la terre tourne autour du soleil et non l'inverse (héliocentrisme) est condamné par la Congrégation de l'Index de l'Église catholique ; et en 1633, cette dernière condamne Galilée pour avoir défendu l'héliocentrisme dans son Dialogue sur les deux grands systèmes du monde.
En 1637, soit quatre ans seulement après le procès de Galilée, dans son Discours de la méthode, Descartes fonde le rationalisme et affirme que l'homme doit se rendre « comme maître et possesseur de la nature » : la philosophie naturelle s'émancipe alors radicalement et définitivement de l'Église, point d'aboutissement de l'idéal humaniste. Durant la seconde moitié du XVIIe siècle, avec la probabilité, le calcul infinitésimal et la gravitation universelle, le monde est de plus en plus pensé dans une optique quantitative, matérialiste, ceci avec l'aide de techniques désormais considérées comme indispensables à sa connaissance, telles la machine à calculer ou le télescope.
Philosophe cartésien, Spinoza estime que l'on n'a plus à rechercher la vérité dans les Écritures mais dans ses propres ressources (philosophie pratique). Publiée à sa mort, en 1677, son Éthique invite l'homme à dépasser l'état ordinaire de servitude vis-à-vis des affects et des croyances pour atteindre le bonheur au moyen de la « connaissance ». Le titre complet de l'ouvrage (« Éthique démontrée suivant l'ordre des géomètres ») témoigne du fait que la foi en un dieu révélé s'efface au profit d'une « croyance en l'homme », un homme pour le coup totalement rationnel.
À la fin du XVIIe siècle; la plupart des savants désertent l’université, encore engluée dans la théologie, mais tissent leurs propres réseaux et, par eux, finissent par imposer leurs découvertes et conditionner le terrain même de la philosophie. Avec Galilée puis Huygens, il est possible d'avoir une idée de l'éloignement des étoiles, de la taille de la Terre et des autres planètes ainsi que de leurs positions respectives. L'« homme » sur lequel se focalisaient les humanistes de la Renaissance et l'univers lui-même deviennent des données toutes relatives. Publiés en 1687, les Principes mathématiques de la philosophie naturelle du physicien Isaac Newton sont complétés par lui en 1726 (un an avant sa mort) et traduits en français trente ans plus tard par Émilie du Châtelet, femme de lettres, mathématicienne et physicienne française. Symbolisant la capacité de l'homme à concevoir le monde de façon abstraite (mathématique), cet écrit constitue l'un des fondements de la philosophie des Lumières.

#### Autonomisation de la morale et de l'histoire
Conséquence ou effet corollaire de l'émancipation de la raison instrumentale et du développement de la science, certains penseurs vont peu à peu faire l'apologie des « vertus naturelles » (ou « morales »), se démarquant ainsi de l'éthique chrétienne.

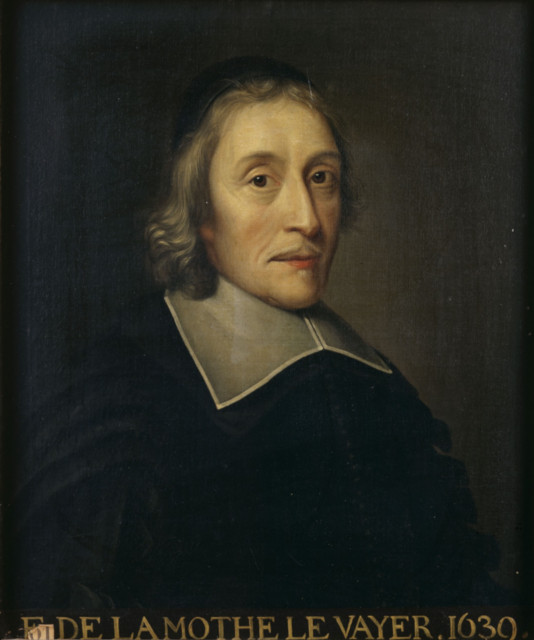
La Mothe Le Vayer, l'un des premiers auteurs libertins et apologiste des « vertus naturelles ».

C'est le cas en particulier du Français La Mothe Le Vayer, un des premiers grands écrivains libertins, auteur en 1641 de son ouvrage le plus célèbre De la Vertu des païens. « Son analyse affirme l'existence de vertus profanes valables sans le secours de la grâce, et indépendamment de toute inquiétude religieuse. C'est une des premières affirmations d‟une morale existant seule, sans le support de la religion, d'une morale pour ce monde-ci, de la morale laïque qui sera désormais un trait caractéristique de l'humanisme. (…) Cette analyse est pleinement humaniste par sa confiance en la nature et en la raison, et elle fait un grand pas vers celles des Lumières ».
La Mothe Le Vayer et les libertins sont également à l'origine d'une conception de l'histoire « dégagée de l'emprise scripturaire, religieuse et ecclésiale, une histoire construite sur des bases historiques sûres et non théologiques, une histoire non finalisée, une histoire universelle entendue au sens d'une collection de l'histoire des diverses nations » (…) « L'histoire de La Mothe Le Vayer ne s'inscrit pas dans un temps théologique orienté d'une création à des fins dernières ; il n'y a pas de téléologie à retrouver dans l'histoire : celle-ci est une lecture philosophique qui n'a rien à faire de l'assise biblique érudite. En évacuant la Bible comme "premier livre d'histoire" et Moïse comme "premier historien", les libertins annulent l'histoire sainte et laïcisent l'histoire. Celle-ci est humaniste en ce qu'elle exclut les contraintes extérieures, le "doigt de Dieu" cher à Bossuet, la Providence, le destin… toutes les formes de déterminisme. On passe d'une histoire de croyance à une histoire de savoir ».

#### Diffusion des savoirs

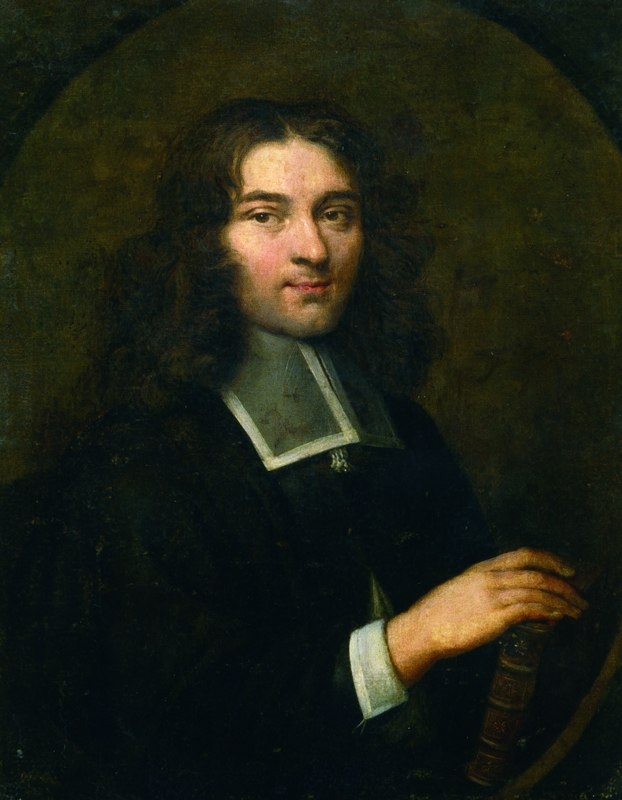
Pierre Bayle

En 1684, Bayle rédige un périodique de critique littéraire, historique, philosophique et théologique, les Nouvelles de la république des lettres. Pour ce faire, il est entré en relation avec plusieurs grands savants de son temps, il a rédigé des comptes rendus de livres récemment publiés en donnant toutes sortes de renseignements sur les auteurs, tout cela dans un style particulièrement accessible.
L'ouvrage fera la notoriété de Bayle et sera plus tard considéré comme une préfiguration de l'Encyclopédie. L'idée majeure qui s'en dégage, en effet, c'est que l'esprit critique n'est possible que si l'on fait preuve d'objectivité, c'est-à-dire que si l'on est capable de se référer à des points de vue non seulement différents mais opposés. En cela, Bayle développe l'esprit de tolérance qui sera la marque de la philosophie des Lumières. Voltaire, en particulier, le considèrera comme son "père spirituel".

#### XVIIIesiècle
Le siècle est marqué par de profondes mutations dans tous les domaines - économique, politique, social, technique… - lesquelles vont modifier en profondeur le paysage intellectuel. Pour comprendre celui-ci, il importe donc de rappeler brièvement le contexte.
La première de ces valeurs est la liberté, terme qu'il faut comprendre comme liberté à l'égard des anciennes tutelles : non plus seulement l'Église, comme aux temps de la Renaissance, mais du Prince, lequel, progressivement, va être destitué et remplacé (à chaque fois provisoirement) par « le peuple ». Liberté par conséquent d'entreprendre quoi que ce soit. L'émancipation ne s'opère plus au niveau strictement philosophique : l'« homme » et son cogito ; mais à un niveau très pratique : les « humains » et leurs capacités à intervenir individuellement sur le monde. L'universalisme (l'idée que les humains sont supérieurs aux autres créatures, grâce à la raison et la parole, et que, grâce à elles, ils peuvent sans cesse mieux s'accorder entre eux) constitue le fondement de ce que l'on appellera l'humanisme des Lumières. Du moins peut-on dire que les artisans des Lumières (non seulement les philosophes et théoriciens mais les « entrepreneurs » de toutes sortes) incarnent le concept d'humanisme,.

##### Idéologie du progrès technique
Le concept d'humanisme prend forme quand, durant la première moitié du siècle, se développent les arts mécaniques puis quand, à la fin du siècle, avec l'invention du moteur à vapeur, l'ensemble de la société européenne s'engage dans la révolution industrielle.
Or les débuts de l'industrialisation contribuent à leur manière à limiter cette polémique. De fait, certains philosophes en sont à se demander si celle-ci n'a pas pour effet premier d'assimiler les êtres humains à des machines. Le premier à s'interroger est Jean-Jacques Rousseau, en 1750, dans son Discours sur les sciences et les arts. Commentant les premières manifestations de la division et de la mécanisation du travail, il écrit : « les arts ne se perfectionnent qu'en se subdivisant et en multipliant à l'infini les techniques : à quoi cela sert-il d'être un être sensible et raisonnable, c'est une machine qui en mène une autre ».

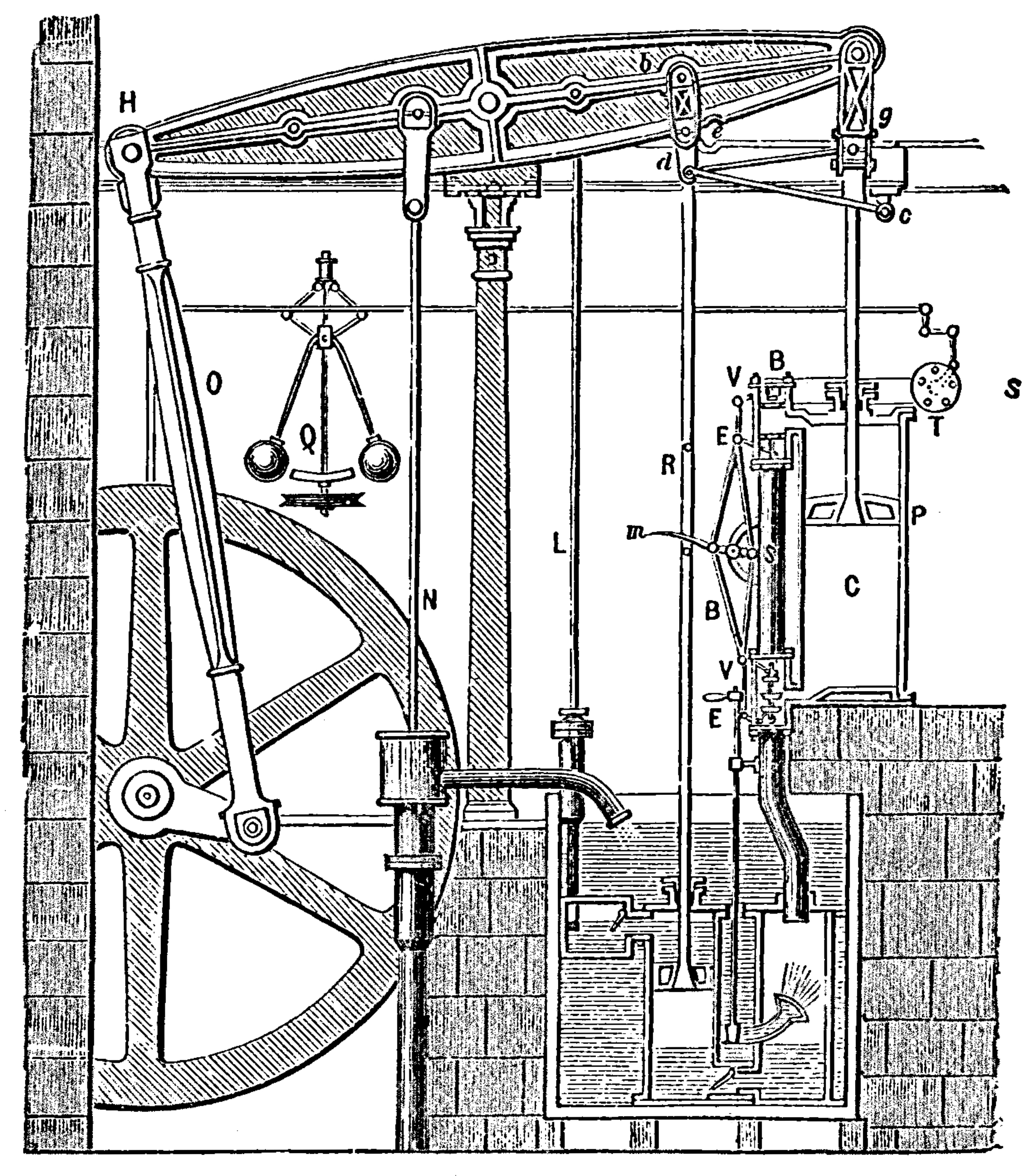
La machine à vapeur conçue par Boulton & Watt, dessin de 1784.

En 1967, Jacques Ellul se livre à une critique sévère de l'humanisme des Lumières au motif que, selon lui, les philosophes de l'époque — et la bourgeoisie du XVIIIe siècle en général — ont développé un argumentaire fallacieux visant à légitimer l'idée que le perfectionnement des techniques constitue une avancée considérable pour l'humanité, le moyen de « progresser » vers toujours plus de confort matériel — le progrès — en éludant d'office l'hypothèse que « le progrès technique » puisse présenter des risques, que ce soit en termes environnementaux ou humains.
En 1996, Bruno Jarrosson confirme cette thèse. Selon lui, « l’humanisme contemporain est né au XVIIIe siècle » car c'est précisément à ce moment que « l'on est passé de l’idée cartésienne de « maîtrise de la nature » à celle de confort », des spéculations de la science à la recherche systématique de leur application concrète, c'est-à-dire la technique.
Plus récemment, Nicolas Le Dévédec partage à son tour cette vision. Il se montre toutefois plus radical encore. Il estime en effet que l'humanisme des Lumières est tout entier porté par une idée d'amélioration qui confine à une obsession de perfectibilité, laquelle préfigure le concept d'homme augmenté, qui est promu au XXIe siècle par les théoriciens du transhumanisme.

##### «Droits de l'homme»

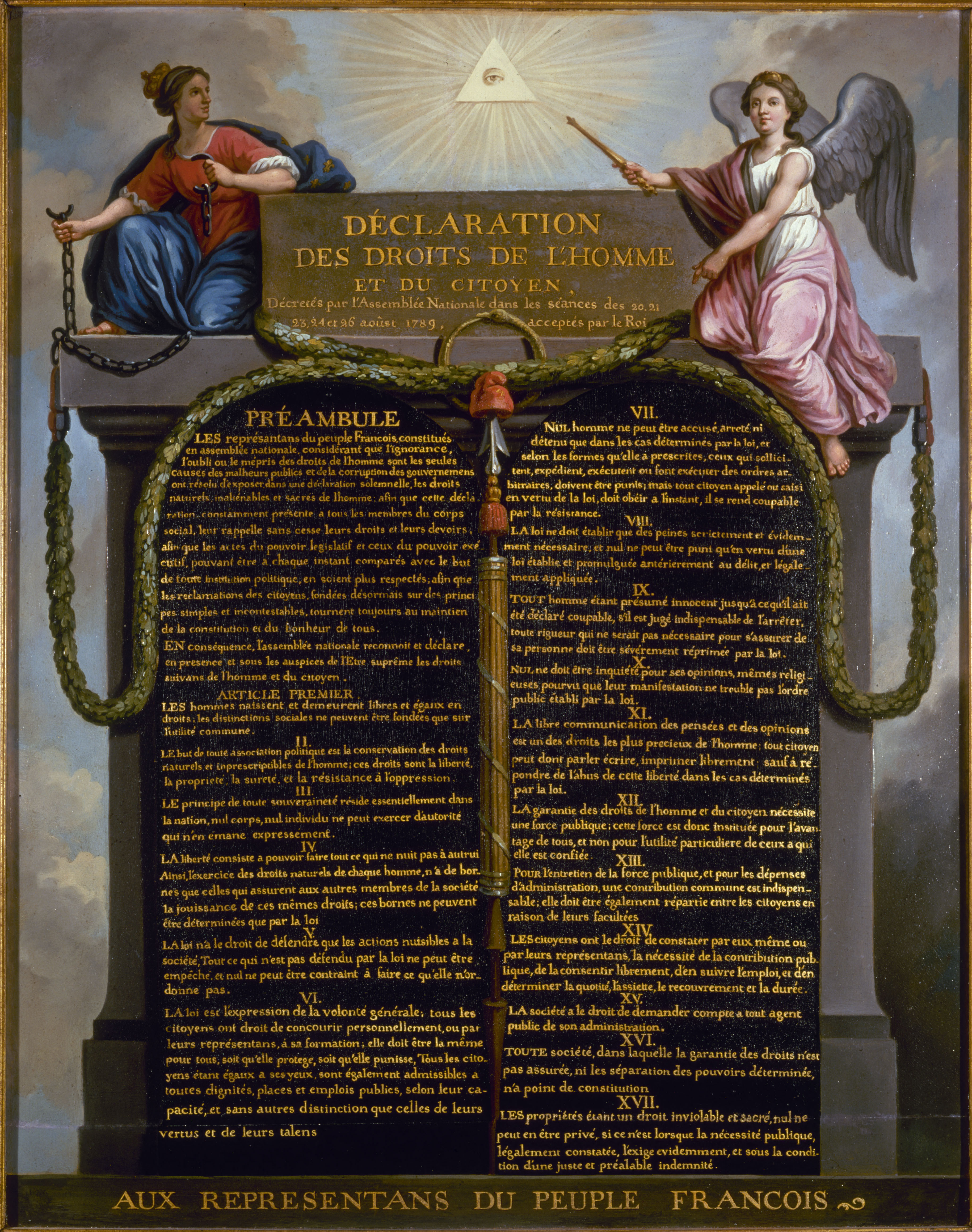
Déclaration des droits de l'homme et du citoyen de 1789.

Rédigée en 1776 aux États-Unis durant le processus d'indépendance du pays, la Déclaration des droits de l'État de Virginie, suivie treize ans plus tard en France par la Déclaration des droits de l'homme et du citoyen, inscrivent l'humanisme dans le domaine du droit : elles stipulent que tout être humain possède des droits universels, inaliénables, quel que soit le droit positif en vigueur ou d'autres facteurs locaux tels que l'ethnie, la nationalité ou la religion.
L'expression « droit de l'homme » fait aujourd'hui consensus, ce qui interroge certains penseurs, dont l'historien du droit français Jacques Ellul : « Je suis toujours étonné que cette formule réunisse un consensus sans faille et semble parfaitement claire et évidente pour tous. La Révolution française parlait des « droits de l’homme et du citoyen ». Les droits du citoyen, j’entends : étant donné tel régime politique, on reconnaît au membre de ce corps politique tel et tel droit. Ceci est clair. De même lorsque les juristes parlent des droits de la mère de famille, ou le droit du mineur envers son tuteur, ou le droit du suspect. Ceci encore est clair. Mais les droits de l’homme ? Cela veut donc dire qu’il est de la « nature » de l’homme d’avoir des « droits » ? Mais qu’est-ce que la nature humaine ? Et que signifie ce mot « droit », car enfin, jusqu’à preuve du contraire, le mot "droit" est un mot juridique. Il a et ne peut avoir qu’un sens juridique. Ce qui implique d’une part qu’il peut être réclamé en justice, et qu’il est également assorti d’une sanction que l’on appliquera à celui qui viole ce droit. Bien plus, le droit a toujours un contenu très précis, c’est tout l’art du juriste que de déterminer avec rigueur le sens, le seul sens possible d’un droit. Or, quand nous confédérons, en vrac, ce que l’on a mis sous cette formule des droits de l’homme, quel est le contenu précis du "droit au bonheur", du "droit à la santé", du "droit à la vie", du "droit à l’information", du "droit au loisir", du "droit à l’instruction" ? Tout cela n’a aucun contenu rigoureux. ».

##### Entre pessimisme et engagements

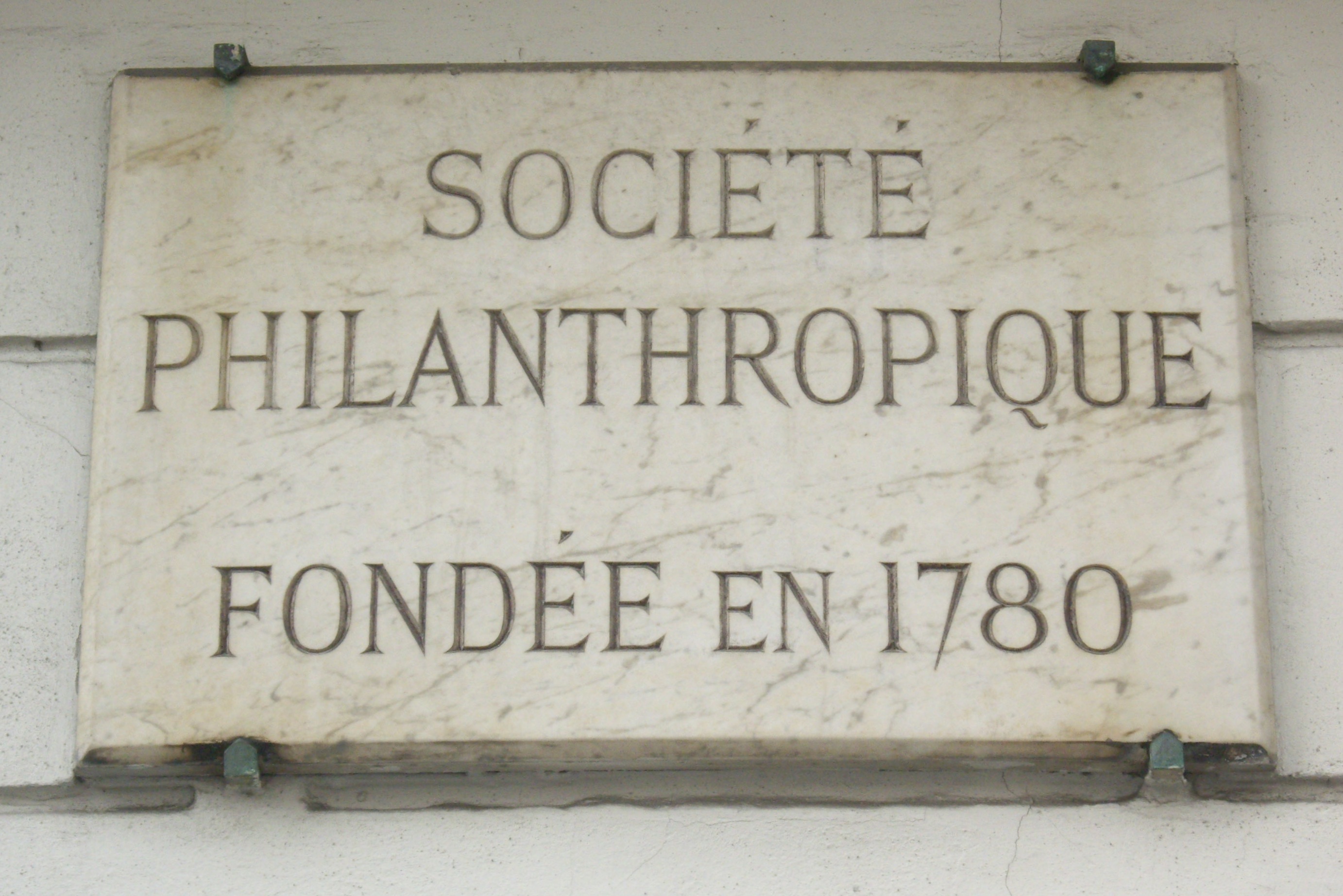
Plaque de la Société philanthropique à Paris.

Se démarquant des inquiétudes de ces intellectuels, la bourgeoisie réagit par une forme d'activisme social. À la misère générée par l'industrialisation, qui contredit la thèse d'Adam Smith de l'autorégulation du marché, elle réagit par l'action philanthropique. En 1780 naît à Paris la Société philanthropique (toujours active aujourd'hui) qui, sept ans plus tard, définit ainsi sa mission : « Un des principaux devoirs des hommes est (…) de concourir au bien de (leurs) semblables, d'étendre leur bonheur, de diminuer leurs maux. (…) Certainement, un pareil objet entre dans la politique de toutes les nations et le mot philanthrope a paru le plus propre à désigner les membres d'une société particulièrement consacrée à remplir ce premier devoir de citoyen ». Au XXe siècle, la philosophe Isabel Paterson établit ainsi les liens entre charité chrétienne, philanthropie et humanisme : « Si l’objectif premier du philanthrope, sa raison d’être, est d’aider les autres, son bien ultime requiert que les autres soient demandeurs. Son bonheur est l’avers de leur misère. S’il veut aider l’humanité, l’humanité tout entière doit être dans le besoin. L’humaniste veut être le principal auteur de la vie des autres. Il ne peut admettre ni l’ordre divin, ni le naturel, dans lesquels les hommes trouvent les moyens de s’aider eux-mêmes. L’humaniste se met à la place de Dieu ».

#### XIXesiècle
Jusqu’au siècle précédent, le travail n'était pas considéré comme une valeur. Il l'est devenu quand, peu à peu, la bourgeoisie a exercé les pouvoirs économique et politique. Désormais, le travail est fourni « en quantité industrielle » : le nouveau siècle est en tout cas caractérisé par un processus qui, après coup, sera qualifié de « révolution » mais qui - à la différence des révolutions américaine et française, au XVIIIe siècle - n'est pas un événement politique à proprement parler : la « révolution industrielle ». Né en Grande-Bretagne puis ayant gagné le reste de l'Europe, il se manifeste par la prolifération des machines dans les usines, dans le but affiché d'accroître la productivité.

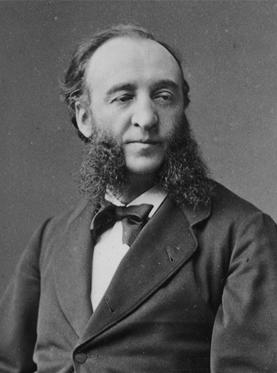
Considéré par beaucoup comme un humaniste, Jules Ferry oppose en 1885 les « races supérieures » aux « races inférieures ».

C'est précisément à cette époque que les milieux bourgeois commencent à répandre le terme « humanisme » : « Le mécanisme de la justification est la pièce centrale de l’œuvre bourgeoise, sa signification, sa motivation » explique Jacques Ellul. Selon Ellul, « Pour y arriver, le bourgeois construit un système explicatif du monde par lequel il rend légitime tout ce qu‘il fait. Il lui est difficile de se reconnaître comme l’exploiteur, l’oppresseur d’autrui, et en même temps le défenseur de l’humanisme. En cela, il exprime un souci propre à tout homme, celui d’être à la fois en accord avec son milieu et avec lui-même. Quand il ne veut pas reconnaître les motivations réelles de son action, il n’est donc pas plus hypocrite qu’un autre. Mais parce que, plus que d’autres, il agit sur le monde, il se constitue un argumentaire des plus élaborés visant à légitimer son action. Non seulement aux yeux de tous mais aussi - et d’abord – à lui-même, pour se conforter.
De fait, un nouveau type de déférence s'exprime, axé sur « la foi dans le progrès » scientifique et l'étatisme, le tout sur fond de déchristianisation. La situation est d'autant plus paradoxale que, comme ils l'avaient fait en Amérique du Sud au XVIe siècle, c'est appuyés par l'Église catholique que les Européens, en quête de minerais et sous prétexte d'apporter la civilisation, s'en vont coloniser l'Afrique et l'Asie du Sud-est. En 1885, Jules Ferry, bien que fervent défenseur de la laïcité, déclare : « les races supérieures ont le devoir de civiliser les races inférieures ». Le concept de racisme contribuera par la suite à discréditer profondément et durablement celui d'humanisme.

##### Humanisme et idéalisme

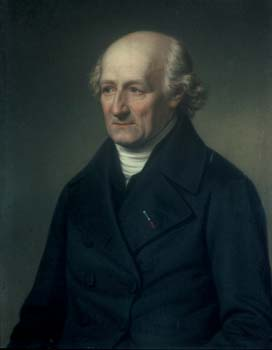
En 1808, F. I. Niethammer distingue catégoriquement l'humanisme de la philanthropie.

Au début du siècle, certains intellectuels soulignent que la philanthropie n'est qu'un succédané de la charité chrétienne. En 1808, le théologien allemand F. I. Niethammer publie un ouvrage intitulé Le débat entre le philanthropisme et l'humanisme dans la théorie éducative actuelle, en réaction précisément au concept de philanthropie. Et deux ans plus tard, dans son livre De l'Allemagne, Mme de Staël estime que Diderot « a besoin de suppléer, à force de philanthropie, aux sentiments religieux qui lui manquent ».
Dans son œuvre, Hegel lui-même n'utilise pas le terme « humanisme » mais, l'année précédente, dans sa Phénoménologie de l'Esprit, il s'est efforcé de décrire « l'évolution progressive de la conscience vers la science » dans le but annoncé d'analyser « l'essence de l'homme dans sa totalité ». Selon Bernard Bourgeois, Hegel a développé dix ans plus tôt, vers 1797-1800, une nouvelle conception de l'humanisme : « ce n'est plus l'humanisme kantien de l'universel abstrait mais l'humanisme de l'universel concret, c'est-à-dire de la totalité, l'humanisme qui veut rétablir l'homme dans sa totalité ».

##### De l'idéal aux doutes

Dans le Tres de Mayo, Goya relate en 1814 un crime de guerre : des civils espagnols sont assassinés par des soldats français.

Les premières grandes critiques envers les idéaux des Lumières s'expriment aux lendemains des conflits nés de la Révolution française puis des guerres napoléoniennes, qui ont fracturé l'Europe pendant quinze ans (1799-1815). Les Désastres de la guerre en font partie, qui sont une série de gravures exécutées entre 1810 et 1815 par Goya. Tout comme son Tres de mayo, réalisé à cette époque, elles dénoncent les crimes de guerre perpétrés tant par les armées françaises sur les populations civiles espagnoles que par les soldats espagnols sur les prisonniers français. Goya ne prend parti ni pour les uns ni pour les autres : décrivant les atrocités comme le feront plus tard les photo-journalistes, il se livre à une méditation qui relève d'un « humanisme saisissant ».
Le mouvement romantique participe de cette volonté de critiquer l'universalisme des Lumières en mettant en relief les arrière-plans de la psyché, les émotions et pulsions jusqu'alors déconsidérées. Dans le Portrait de l'artiste dans son atelier (1819), Géricault se montre « humaniste plus que simplement romantique » en s'exposant seul et mélancolique, un crâne humain posé derrière lui, symbole classique de la vanité.
Quelques philosophes s'attachent à dénoncer le libéralisme, tant politique qu'économique, au motif qu'il entretient une approche de l'existence qu'ils jugent étroitement comptable, au détriment de la sensibilité. Schopenhauer et Kirkegaard, en particulier, développent une vision du monde ouvertement désenchantée, voire pessimiste, qui est une réaction à l'inhumanité de l'époque et, par là même, le témoignage d'un nouveau type d'humanisme,.

##### Capitalisme «humanisé»

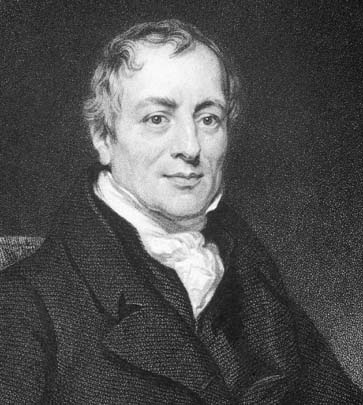
David Ricardo

En 1817, notamment, dans Des principes de l'économie politique et de l'impôt, l’Anglais David Ricardo s'efforce d'asseoir l’économie politique sur des bases rationnelles mais, contraint par les faits (la poussée démographique, l'urbanisation, la paupérisation…), il veille scrupuleusement à les intégrer dans ses calculs comme des données objectives. Il est le premier économiste libéral à penser la répartition des revenus au sein de la société en prenant en compte « la question sociale ». Au point que certains considèrent qu'il s'est mis « au service du bien public », que « la rigueur de son raisonnement lui permet de trouver les solutions les plus aptes à garantir la prospérité de ses concitoyens » et que, par conséquent, « sa démarche comporte une motivation humaniste incontestable »,.

##### État «divinisé»

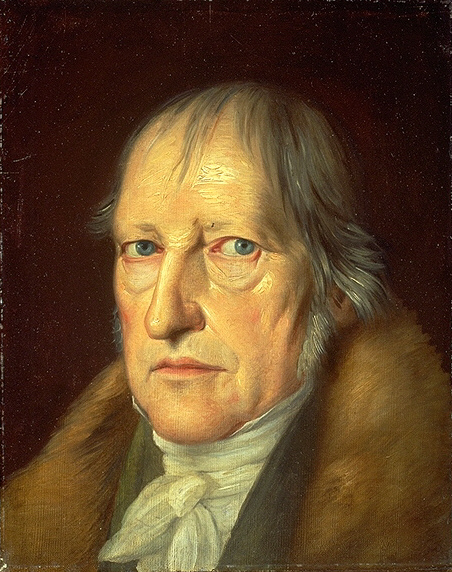
G.W.F. Hegel

En 1820, dans les Principes de la philosophie du droit, Hegel se réfère alors à l'État moderne, dont le Saint-Empire romain germanique, au XIIe siècle, est l'archétype dès lors qu'il s'est révélé le concurrent de l’autorité papale (plus de détails) et qui culmine avec la Révolution française (qu'il qualifie de « réconciliation effective du divin avec le monde »). Hegel voit en Napoléon celui qui a imposé le concept d’État-nation, lequel reste à ce jour[Quand ?] le système politique dominant. Selon lui, l'État est la plus haute réalisation de l'idée divine sur terre et le « rationnel en soi et pour soi ».
Aux lendemains de la Seconde Guerre mondiale, plusieurs intellectuels (principalement Cassirer et Popper) se demanderont si, au lieu de considérer Hegel comme un humaniste, il ne convient pas de voir en lui un précurseur du totalitarisme. D'autres sont plus mesurés, tel Voegelin, qui voit en lui un héritier du gnosticisme, un courant de pensée remontant à l'Antiquité et selon lequel les êtres humains sont des âmes divines emprisonnées dans un monde matériel.
Hegel est-il « humaniste » ou « totalitaire » (ou encore « absolutiste ») ? Cette question divise bon nombre d'intellectuels. Jacques Ellul estime que la divinisation de l'État, telle que formulée par Hegel, ne s'opère pas seulement dans les dictatures militaires, elle s'observe également dans ce que Bergson puis Popper appellent la société ouverte (les États portés par les principes de tolérance, de démocratie et de transparence). Selon lui, tout État est totalitaire : « le mouvement de l’histoire non seulement ne précipite pas la chute de l'État mais il le renforce. C’est ainsi, hélas, que toutes les révolutions ont contribué à rendre l’État plus totalitaire ». Faisant allusion à Hegel, il poursuit : « La bourgeoisie n'a pas seulement fait la révolution pour prendre le pouvoir mais pour instituer le triomphe de la Raison par l'État ». Et il précise que, dès lors que les humains n'ont pas conscience de s'en remettre à l'État pour tout ce qui concerne leur existence, toute discussion sur l'humanisme est vaine car toutes leurs prétentions à s'émanciper le sont également. Et plutôt que de parler de divinisation (terme qui renvoie à une manière d'être assumée), Ellul parle de sacralisation (qui désigne en revanche une posture inconsciente) : « ce n'est pas l'État qui nous asservit, même policier et centralisateur, c'est sa transfiguration sacrale ».

##### Foi dans le progrès

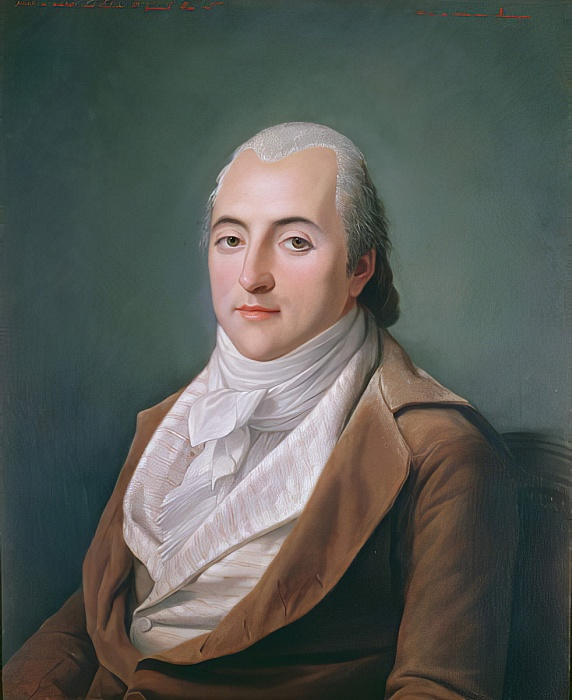
Saint-Simon

La volonté d'humaniser le capitalisme se traduit également dans les années 1820 par une volonté de le réformer en profondeur, quand l'usage du mot socialisme commence à se généraliser. Formant ce que l'on appellera plus tard le « socialisme utopique », ses promoteurs s'appellent Robert Owen, en Grande-Bretagne, Charles Fourier, Étienne Cabet et Philippe Buchez en France. On peut les considérer comme « humanistes » au sens où ils « refusent la réduction de l'homme à la marchandise ».
Le plus prosélyte d'entre eux est Claude-Henri de Rouvroy de Saint-Simon (Saint-Simon). Il voit dans l’industrialisation le moteur du progrès social et aspire à un gouvernement exclusivement constitué par des producteurs (industriels, ingénieurs, négociants…) dont le devoir serait d’œuvrer à l’élévation matérielle des ouvriers au nom d’une morale axée sur le travail et la fraternité.
Disciple de Saint-Simon dont il a été le secrétaire particulier de 1817 à 1824, Auguste Comte, fondateur du positivisme, crée en 1848 l’Église positiviste. Cette religion naturelle, qui repose sur les trois piliers « ordre, progrès, altruisme », sera fermement critiquée au XXe siècle par le théologien jésuite Henri de Lubac.

##### Homme matérialiste
En 1841, Ludwig Feuerbach, ancien disciple de Hegel, en devient le principal critique en publiant L'Essence du christianisme, un ouvrage fondateur d'un véritable courant matérialiste. Selon son auteur, croire en Dieu est un facteur d'aliénation : dans la religion, l'homme perd beaucoup de sa créativité et de sa liberté.

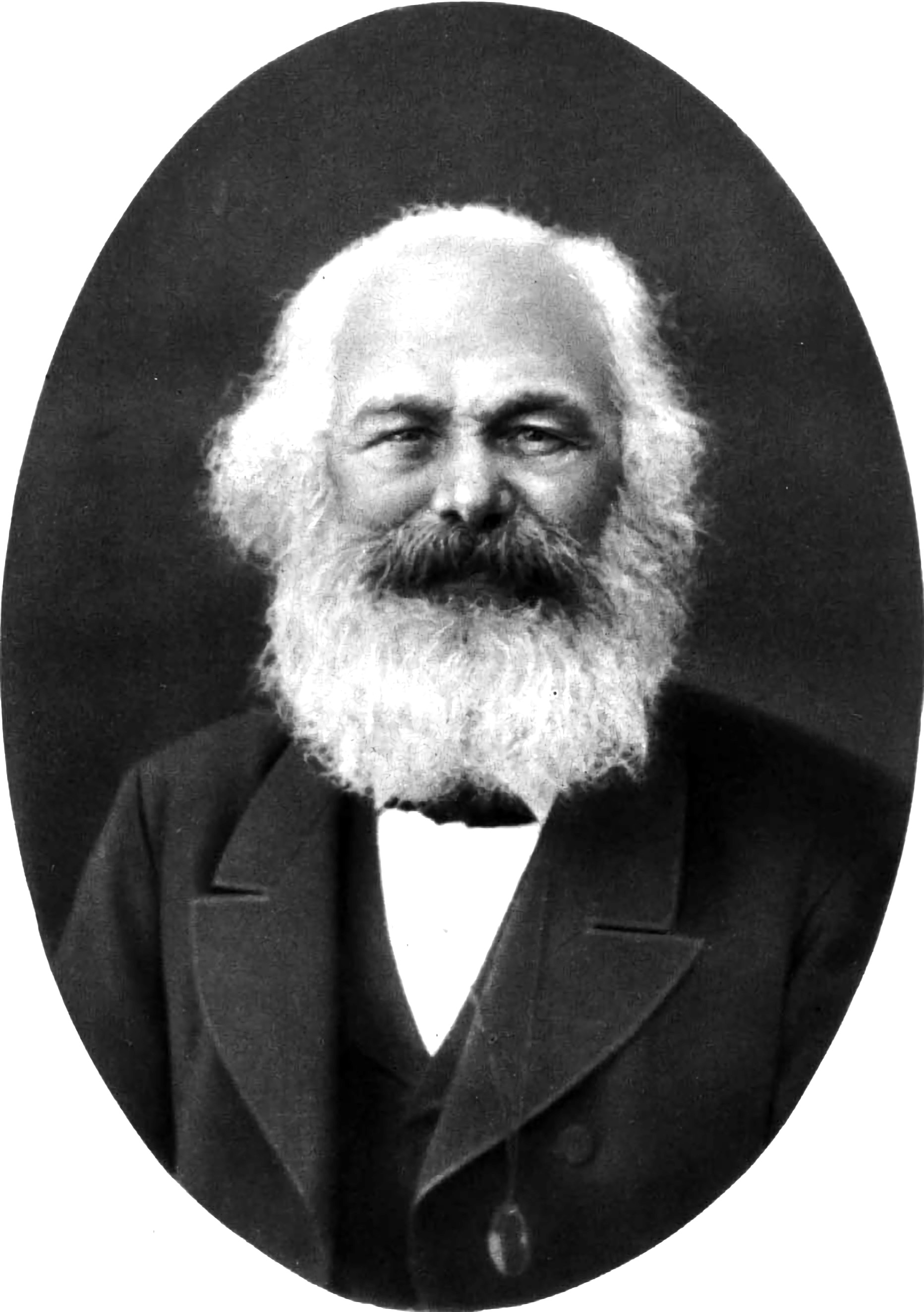
Karl Marx

La question de savoir si Marx est humaniste ou non s'est fréquemment posée au XXe siècle,. Les avis sont partagés. Lucien Sève, par exemple, estime que c'est le cas mais Louis Althusser pense le contraire. Selon lui :
- Avant 1842, Marx est un humaniste traditionnel. Marqué par Kant (qui fait l'apologie du sujet et selon qui celui-ci doit toujours choisir son action de sorte qu'elle devienne « la règle de l'humanité) mais aussi par les libéraux anglais (qui font coïncider l'intérêt de l'individu avec l'intérêt général), il évoque tout comme eux « l'essence de l'homme ».
- De 1842 à 1845, Marx ne pense plus à « l'homme » mais aux hommes, dans leur pluralité. Et il estime qu'ils peuvent aussi bien obéir à la déraison qu'à la raison. À la différence de « l'homme », qui n'est qu'une idée abstraite et idéale, les hommes sont des entités concrètes, inscrites dans l'Histoire. Or l'Histoire résulte du conflit entre la raison et la déraison, la liberté et l'aliénation.
- À partir de 1845, Marx non seulement rompt avec toute théorie sur « l'essence de l'homme » mais il estime que toutes les théories de ce type (qu'il regroupe sous le terme « humanisme ») forment une idéologie, un moyen plus ou moins conscient pour les individus qui les propagent d'entretenir une forme de domination sur d'autres individus. Il entreprend alors de fonder une théorie de l'Histoire sur autre chose que « l'homme »[148].

Jacques Ellul estime que l'analyse d'Althusser est biaisée : si, comme il le prétend, Marx devient un anti-humaniste, c'est parce qu'il taxe l'humanisme d'idéalisme. Mais ce faisant, il appelle de ses vœux un humanisme matérialiste : « il rejette la philosophie humaniste du XIXe siècle bourgeois. (…) Mais cela ne signifie en aucun cas qu'il n'est pas un humaniste. Si « humanisme » signifie donner à l'homme une place privilégiée, dire qu'il est créateur d'Histoire et qu'il peut seul se choisir pour devenir quelque chose de nouveau, alors Marx est parfaitement humaniste ». Ellul considère par conséquent que Marx incarne à lui seul le passage d'un certain type d'humanisme (que Marx fustige) à un autre type d'humanisme (qui se concrétisera de fait et qu'on appelle aujourd'hui « humanisme-marxiste »).

##### Homme cousin du singe

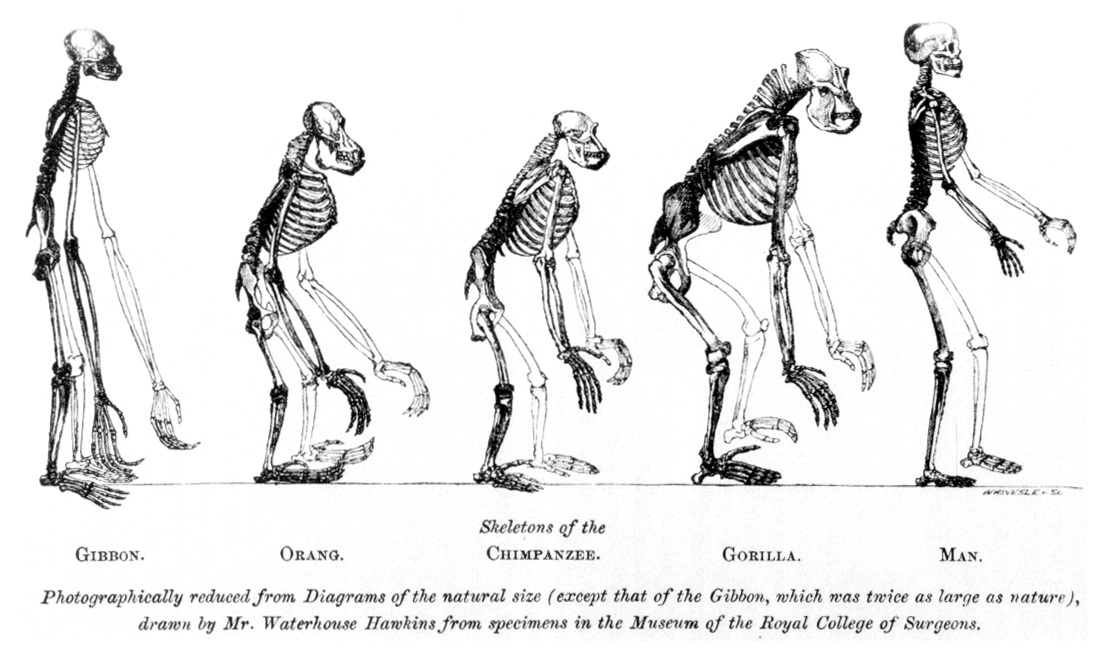
Frontispice de l'ouvrage de Thomas Huxley, La Place de l'homme dans la nature (1863)

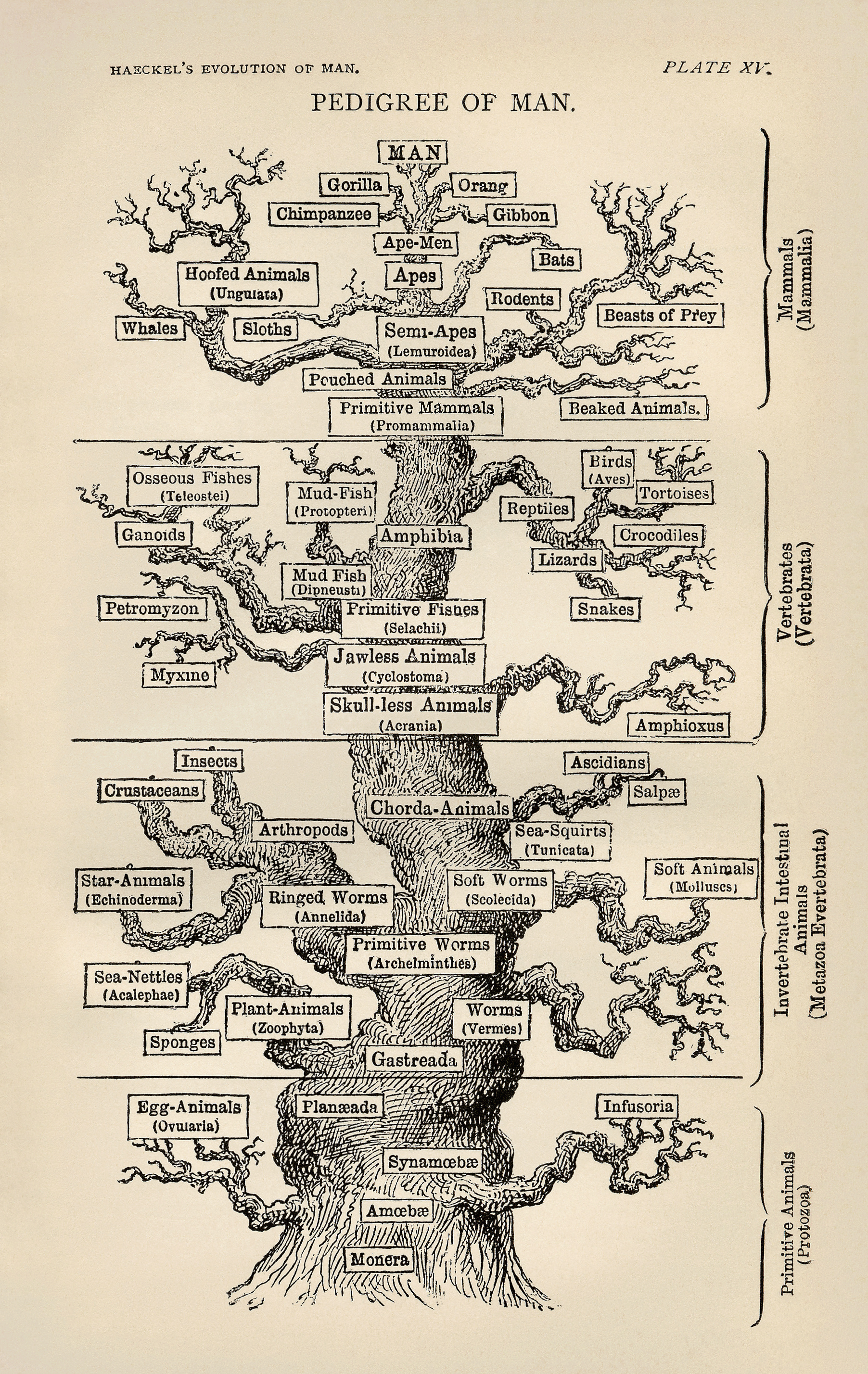
Dans L'évolution de l'Homme (1879), de Ernst Haeckel, l'homme constitue le point culminant de toute l'évolution.

L'argument selon lequel la science prend le relai de la religion imprègne toute la pensée du XIXe siècle et culmine en 1859 quand le paléontologue anglais Charles Darwin publie De l'origine des espèces, ouvrage aujourd'hui considéré comme le texte fondateur de la théorie de l'évolution. Sur la base de recherches scientifiques, il avance l'idée que les espèces vivantes, végétales et animales, descendent d'autres espèces, les plus anciennes ayant disparu, et qu'il est possible d'établir une classification en vue de déterminer leurs « liens de parenté » (thèse de la sélection naturelle).
Accessible au grand public, ce livre fait l'objet de débats intenses et passionnés, qui ne prendront fin que beaucoup plus tard, suscitant notamment l'opposition de l’Église anglicane et du Vatican car il contredit la théorie religieuse en vigueur à l'époque de la création divine des espèces de manière séparées et leur immutabilité. Cette réaction des Églises leur sera préjudiciable.
L'année suivante, le paléontologue et philosophe Thomas Huxley s'attire les foudres de l'église anglicane pour défendre la thèse de Darwin mais, en 1863, il publie son livre Evidence as to Man's Place in Nature (La Place de l'homme dans la nature) dans lequel il s'efforce de prouver que l'homme et le singe ont une origine commune. Dans l'Occident anglophone, principalement aux États-Unis, et de façon minoritaire, certains milieux religieux entendent encore aujourd'hui se référer à une interprétation littérale du Livre de la Genèse pour contester la thèse sur l'évolution.
En 1866, le naturaliste allemand Ernst Haeckel commence à représenter la filiation des espèces sous la forme d'arbres généalogiques : les arbres phylogénétiques. On notera que, loin de figurer l'homme comme une espèce parmi d'autres, et donc de le déprécier, il le place systématiquement en bout de chaîne, comme constituant le point le plus avancé de l'évolution de la nature. Ce type de représentation s'inscrit dans la pure tradition humaniste.

##### Homme objet et argent sujet
En 1867, dans Le Capital, Marx conteste la glorification de l'homme en tant que « sujet », vision inaugurée par Kant et la philosophie des Lumières. Dans le monde capitaliste, explique-t-il, l'économie façonne entièrement les modes de vie, la circulation de l'argent joue un rôle « capital » et le fruit du travail des hommes n'étant plus considéré que comme une vulgaire marchandise, les humains, pour se sentir reconnus, en viennent à « fétichiser toute marchandise », ils lui sont aliénés. Aux yeux de Marx, « l'essence » de l'homme et la « nature humaine » sont par conséquent des concepts philosophiques ne présentant plus aucun intérêt. Ellul résume ainsi la position de Marx : « Un nombre croissant d'individus cessent de pouvoir agir sur la société : ils cessent d'être sujets pour être transformés en objets. Et c'est l'argent, qui devrait être objet, qui devient sujet ».

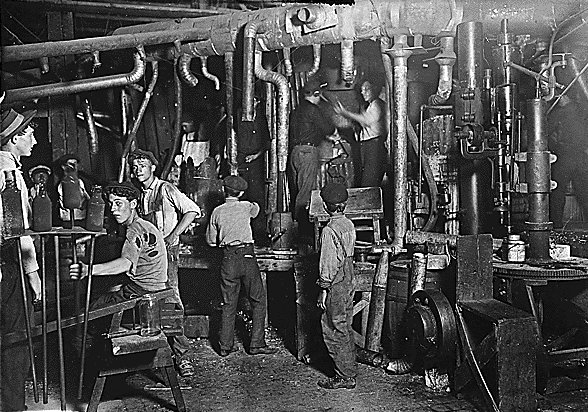
A l'heure de l'exploitation forcée des enfants par le capitalisme, il faut cesser de discourir sur lessence ou la nature de l'homme, déclare Karl Marx, pour étudier sa condition et œuvrer à son amélioration.
Usine de verre aux États-Unis en 1856.

Si l'on prétend encore s'intéresser à l'homme, explique Marx, c'est vers l'étude de ses « conditions » matérielles qu'il faut désormais se tourner puis, ensuite, vers les modalités selon lesquelles on peut agir pour les abolir et ainsi se désaliéner. Ellul avance la thèse que si les marxistes n'ont jamais réussi à réaliser le projet émancipateur de Marx par la révolution, c'est parce qu'ils n'ont pas compris ce que dit Marx à propos de l'argent : le problème majeur n'est pas tant de savoir qui sont ceux qui l'accumulent à leur profit puis de les renverser que l'argent lui-même : celui-ci en effet est devenu

« … le médiateur de toutes les relations. Quelle que soit la relation sociale, elle est médiatisée par l'argent. Au travers de cet intermédiaire, l'homme considère son activité et son rapport aux autres comme indépendants de lui et dépendants de cette grandeur neutre qui s'interpose entre les hommes. Il a extériorisé son activité créatrice, dit Marx, qui ajoute : L'homme n'est plus actif en tant qu'homme dans la société, il s'est perdu. Cessant d'être médiateur, il n'est plus homme dans la relation avec les autres ; il est remplacé dans cette fonction par un objet qu'il a substitué à lui-même. Mais en agissant ainsi en considérant sa propre activité comme indépendante de lui, il accepte sa servitude. (…) Dans la médiation de l'argent, il n'y a plus aucune espèce de relation d'homme à homme ; l'homme est en réalité lié à une chose inerte et les rapports humains sont alors réifiés. »

— .
Reprenant l'argument d'Althusser affirmant que Marx est un antihumaniste, Ellul rétorque que ce n'est pas Marx qui est antihumaniste mais son époque, dès lors que les relations entre les humains sont totalement dépendantes de l'argent dont ils disposent. alors que cet argent ne devait rester pour eux qu'un vulgaire objet, ils en sont devenus la « chose ».

##### «Dieu est mort»
En 1882, dans Le Gai Savoir, Nietzsche affirme que « Dieu est mort » et que c'est l'homme qui l'a « tué » :

« Dieu est mort ! Dieu reste mort ! Et c'est nous qui l'avons tué ! Comment nous consoler, nous les meurtriers des meurtriers ? (…) La grandeur de cet acte n'est-elle pas trop grande pour nous ? Ne sommes-nous pas forcés de devenir nous-mêmes des dieux simplement — ne fût-ce que pour paraître dignes d'eux ? »

— Le Gai Savoir, Livre troisième, 125.

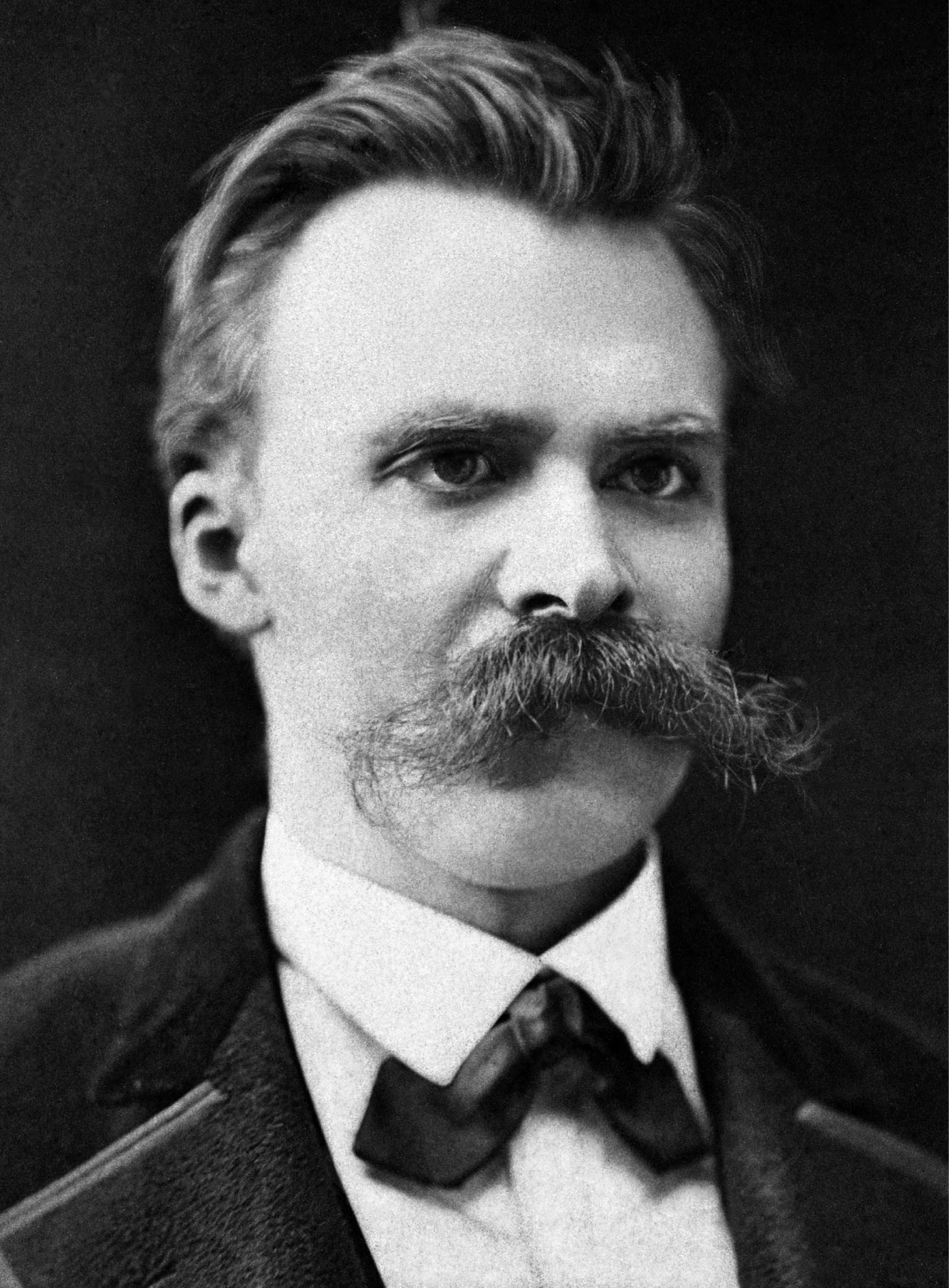
Friedrich Nietzsche, théorise la « mort de Dieu » en 1882.

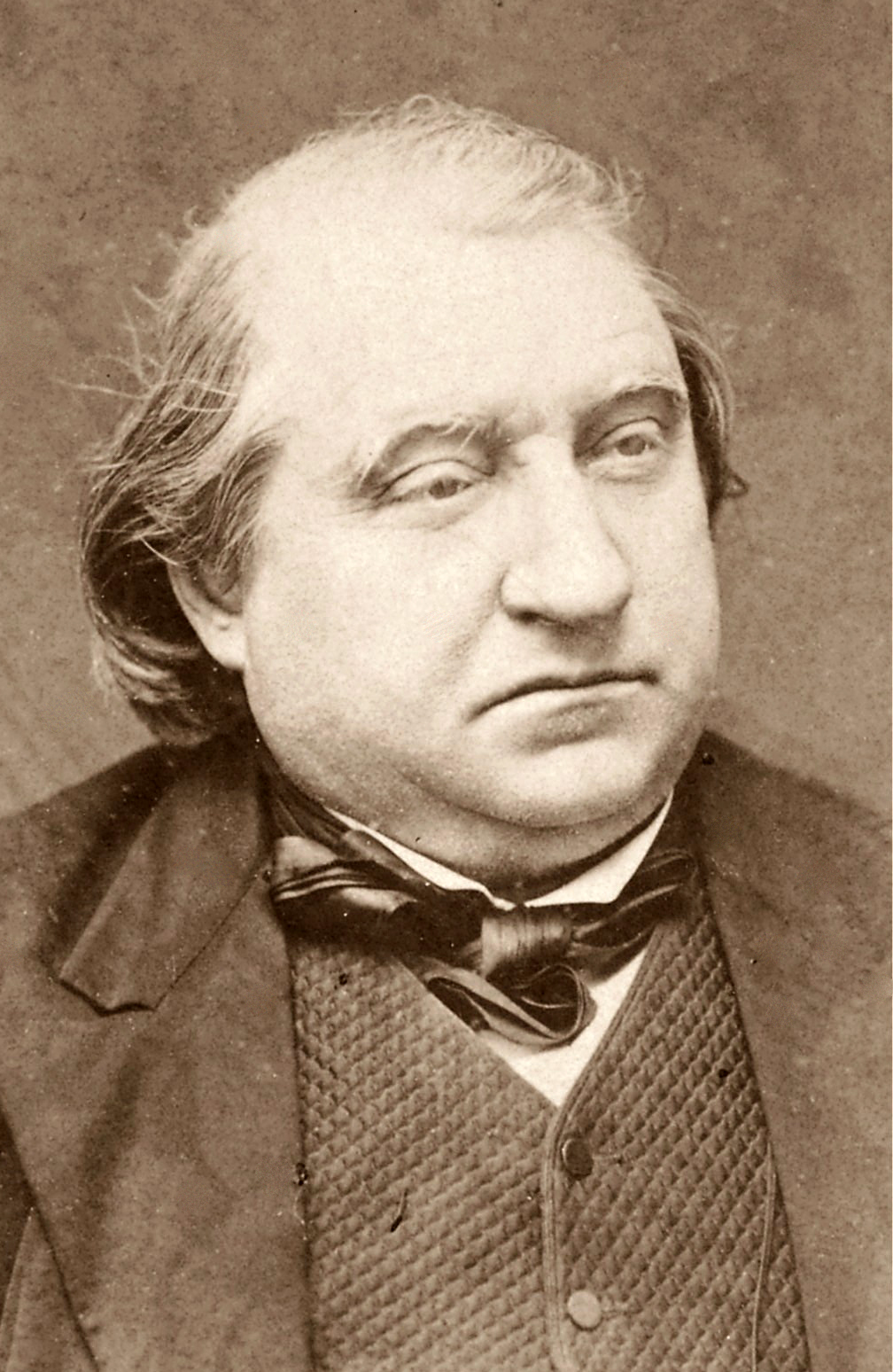
Ernest Renan souhaite en 1890 que l'humanité soit « organisée scientifiquement » et pense que « la religion de l'avenir sera le pur humanisme ».

Cette formule de Nietzsche et sa théorie du surhomme sont souvent interprétées comme l'expression de la volonté de puissance, l'orgueil prométhéen, l'hybris. Certains y voient également la formulation d'une crainte sourde : que la croyance en Dieu s'éteignant, la religiosité n'emprunte d'autres voies… notamment celle de l'humanisme. Déjà, en 1846, dans Misère de la philosophie, Pierre-Joseph Proudhon voyait dans celui-ci « une religion aussi détestable que les théismes d'antique origine ».
Ernest Renan devient l'apôtre du scientisme, vision du monde s'inscrivant dans le sillage du rationalisme, du saint-simonisme et du positivisme, selon laquelle la science expérimentale prime sur les formes plus anciennes de référence (notamment religieuses) pour interpréter le monde.
Pour certains critiques, l'athéisme de Nietzsche a donc une conséquence que lui-même redoutait : une mystification de l'humanisme,. Pour d'autres, il signifie carrément la mort de l'humanisme : « en déplaçant l'homme de son statut de l'être, de son humanité vers sa nature la plus primitive, Nietzsche (…) déplace l'homme du piédestal de sa conscience pour le remettre sur pieds et sur terre, il le ramène à son corps et à sa biologie ». S'il est permis d'analyser la pensée de Nietzsche comme une « réduction de l'humain à la biologie », celle-ci préfigure alors des thèses qui fleuriront au XXe siècle (lire infra). En tout cas, quelques années seulement après la mort de Nietzsche, un philosophe marqué par lui, Jules de Gaultier, critique vertement le scientisme : « aucune conception n'est plus contraire à l'esprit scientifique que cette croyance en un finalisme métaphysique. C'est purement et simplement un acte de foi. Le scientisme relève, sous ce jour, d'une croyance idéologique comme les diverses religions relèvent de la croyance théologique ».
L'idéologie scientiste disparaîtra au début du XXe siècle et Jacques Ellul l'expliquera en disant que « l'activité scientifique est (désormais) surclassée par l'activité technique (car) on ne conçoit plus la science sans son aboutissement technique », ses applications. Stimulé par une quête permanente de confort, l'esprit utilitariste asservit la science à la technique et c'est cette dernière qui, à présent, est sacralisée :

« La technique est sacrée parce qu'elle est l'expression commune de la puissance de l'homme et que, sans elle, il se retrouverait pauvre, seul et nu, sans fard, cessant d'être le héros, le génie, l'archange qu'un moteur lui permet d'être à bon marché. »

— La Technique ou l'Enjeu du siècle, p. 133.

##### De l'humanisme aux sciences humaines

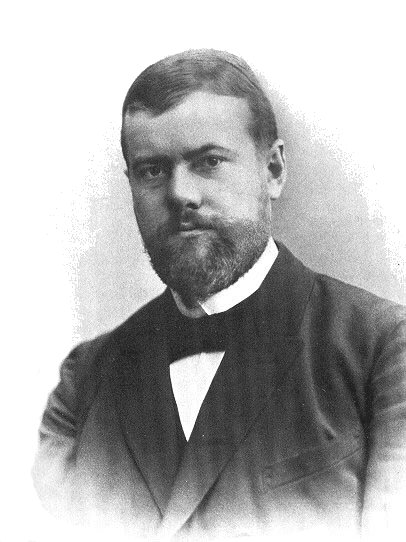
Selon Max Weber, la posture scientifique n'est pas exempte de tout jugement de valeur.

Actif à la fin du XVIIIe siècle, Adam Smith est aujourd'hui considéré comme le fondateur de l’économie politique. Comme lui, durant tout le XIXe siècle, d'autres penseurs se sont efforcés d'aborder la question de l'humanité d'un point de vue objectif, scientifique : von Humboldt a fait émerger la géographie ; Michelet, partant du cas français, l'histoire ; Tocqueville, la sociologie politique ; Marx les liens entre économie et sociologie…
Après qu'en 1830, Auguste Comte ait entrepris une classification des sciences dites « dures » (les sciences formelles, telles que les mathématiques, et les sciences de la nature, telles que la génétique ou la physique) émergent donc, en face de celles-ci, « les sciences humaines ». De la même manière que, lors de la Renaissance, la théologie avait été reléguée au second plan par la philosophie, celle-ci est à son tour mise à mal à la fin du XIXe siècle, par ces nouvelles disciplines. Ceci d'autant plus que, sous l'effet du scientisme, « la science » devient un objet hautement respecté. Ainsi se développent notamment la psychologie (Wundt, Éléments de psychologie physiologique, 1873-1874) et la sociologie (Spencer, Principes de sociologie, 1876-1896 ; Durkheim, Les règles de la méthode sociologique, 1895).
Autant le concept d'humanisme va rester vivace au XXe siècle chez les philosophes et chez un grand nombre de personnes (lire infra), autant il perd a priori toute pertinence dans les sciences humaines, précisément parce qu'il est considéré comme dépourvu de valeur scientifique, de nature spéculative, sans prise significative sur le réel. Les choses sont cependant plus subtiles. À la fin des années 1910, Max Weber démontrera que les jugements de valeur restent prégnants dans toute démarche scientifique et que l'objectivité (ou « neutralité axiologique ») n'y est qu'apparente. Qui plus est, dans les années 1940, Henri de Lubac classera Comte et Marx parmi les humanistes d'un nouveau type, ayant en commun le rejet catégorique de Dieu.

### Époque contemporaine

#### Appel à un «troisième humanisme»

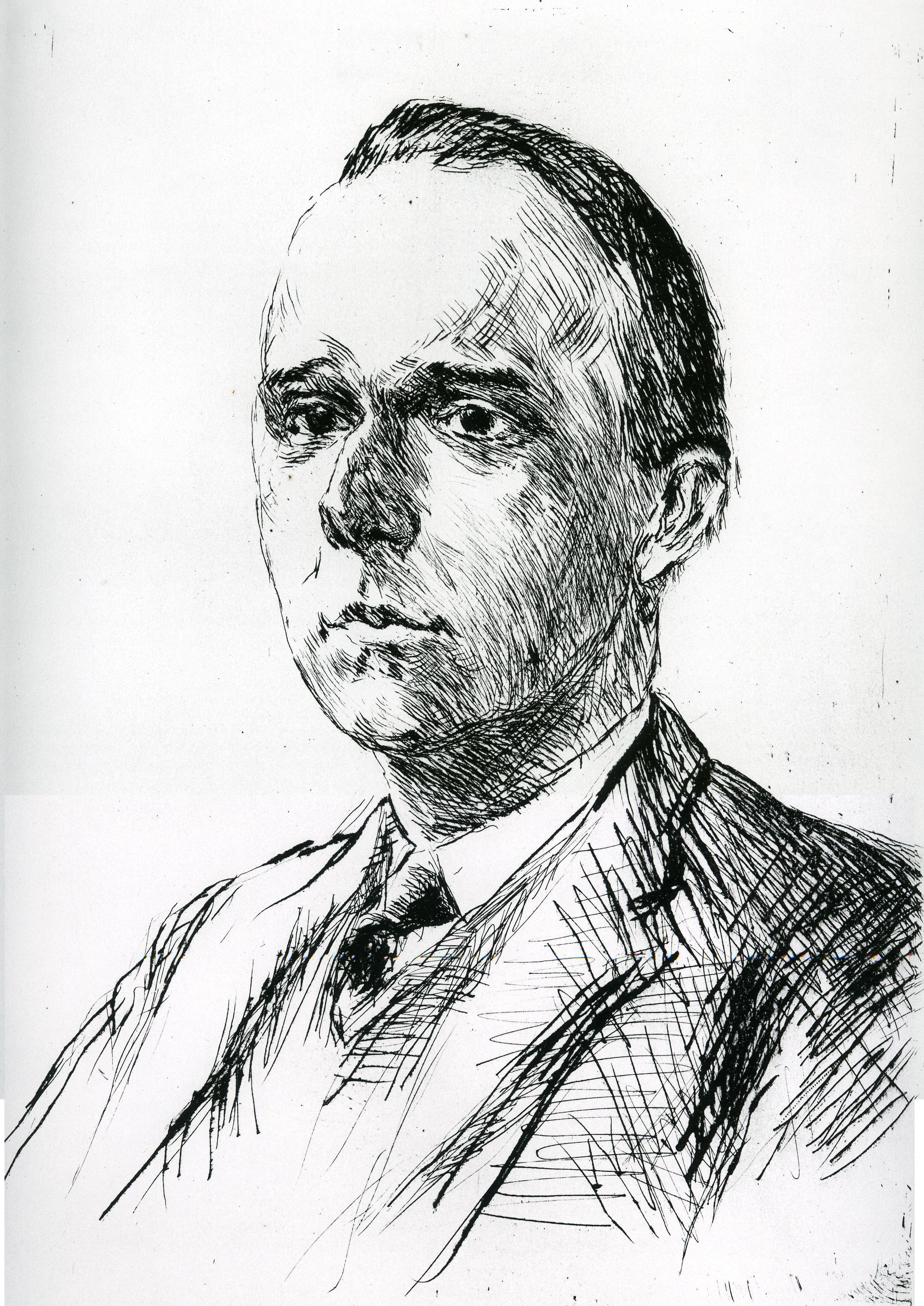
Werner Jaeger, vu par Max Liebermann

L'expression « troisième humanisme » apparaît chez Jaeger lui-même en 1934, un an après l'arrivée d'Hitler au pouvoir et deux ans avant qu'il n'émigre aux États-Unis pour fuir le nazisme. Ce concept « participe de l’idée d’un affaiblissement des « valeurs » traditionnelles, accablées par les maux d’une modernité aussi délétère que mal définie. Il se présente (…) comme une tentative de régénération (et) se traduit par l’abandon des certitudes positivistes et historicistes de la fin du XIXe siècle. Il se veut une réponse au besoin de « réorientation » dont l’érudition de l’époque weimarienne se fait l’écho. Il s’inscrit d’autre part dans la tradition de retour aux Grecs qui, depuis la Goethezeit, n’a cessé d’alimenter la vie intellectuelle allemande. (…) Les recherches de Jaeger sont en effet guidées par une intuition : celle que l’homme grec fut toujours un homme politique, que l’éducation et la culture, en Grèce ancienne, furent inséparables de l’ordre communautaire de la polis. Aussi le nouvel humanisme ne peut-il être (…) qu’un humanisme politique, tourné vers l’action et ancré dans la vie de la cité ».
Aux États-Unis, Jaeger poursuivra ses efforts pour promouvoir l'humanisme sur la base des valeurs de l'Antiquité grecque.

#### Humanisme et inhumain

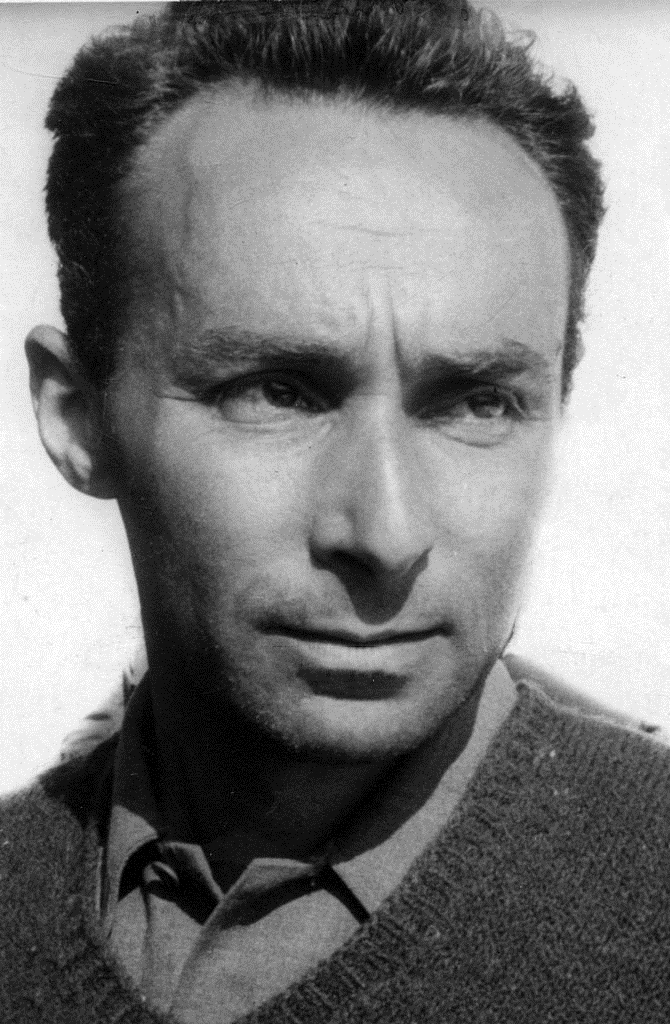
Primo Levi

À peine revenus des camps de la mort, auxquels ils ont survécu, l'Italien Primo Levi et le Français Robert Antelme décrivent les souffrances qu'ils y ont enduré et les scènes d'horreur extrême dont ils ont été les témoins. Des années plus tard, ils seront suivis par le Russe Alexandre Soljenitsyne, survivant des goulags soviétiques.
Analysant en 2001 ces génocides et celui, plus récent, du Rwanda, l'essayiste Jean-Claude Guillebaud s'interroge sur le sentiment d'impuissance qu'ils suscitent au sein des institutions internationales, sur la façon selon lui superficielle dont les médias en rendent compte ainsi que sur la légèreté avec laquelle, dans ce contexte, on ose encore parler d'humanisme :

« On pourrait s'indigner de l'incroyable légèreté du discours médiatique lorsqu'il évoque ce qu'on pourrait appeler « la nouvelle question humaniste ». Dans le babillage de l'époque, l'humanisme est parfois puérilement désigné comme une revendication gentille, désuète, attendrissante, moralisatrice, etc. La référence à l'homme est ingénument ravalée au rang d'un moralisme doux, d'une sorte de scoutisme que la technoscience n'admet plus qu'avec une indulgence agacée. Humanisme et universalisme sont perçus, au fond, comme les survivances respectables mais obsolètes d'un monde ancien. »

En 1987, le philosophe Philippe Lacoue-Labarthe trouve cependant à dire que « le nazisme est un humanisme, en tant qu'il repose sur une détermination de l'humanitas à ses yeux plus puissante, c’est-à-dire plus effective, que toute autre. (…) Qu’il manque à ce sujet l’universalité, qui définit apparemment l’humanitas de l’humanisme au sens reçu, ne fait pas pour autant du nazisme un anti-humanisme ».
Tout aussi virulent à l'encontre de ce qu'on appelle l'« humanisme » mais toutefois plus nuancé en ce qui concerne les accointances de celui-ci avec les systèmes totalitaires, Claude Lévi-Strauss tient ces propos en 1979 :

« Ce contre quoi je me suis insurgé, et dont je ressens profondément la nocivité, c’est cette espèce d’humanisme dévergondé issu, d’une part, de la tradition judéo-chrétienne, et, d’autre part, plus près de nous, de la Renaissance et du cartésianisme, qui fait de l’homme un maître, un seigneur absolu de la création. J’ai le sentiment que toutes les tragédies que nous avons vécues, d’abord avec le colonialisme, puis avec le fascisme, enfin les camps d’extermination, cela s’inscrit non en opposition ou en contradiction avec le prétendu humanisme sous la forme où nous le pratiquons depuis des siècles, mais dirais-je, presque dans son prolongement naturel, puisque c’est en quelque sorte d’une seule et même foulée que l’homme a commencé par tracer la frontière de ses droits entre lui-même et les autres espèces vivantes et s’est ensuite trouvé amené à reporter cette frontière au sein de l’espèce humaine, ses parents, certaines catégories reconnues seules véritablement humaines, d’autres catégories qui subissent alors une dégradation conçue sur le même modèle qui servait à discriminer entre espèces vivantes humaines et non humaines, véritable pêché originel qui pousse l’humanité à l’autodestruction. »

#### Floraison d'humanismes
Tout au long du siècle, des penseurs d'opinions très différentes, voire divergentes, se réclament de l'humanisme. Cette prolifération contribuant à rendre le concept d'humanisme de plus en plus flou, elle fait l'objet de multiples débats, notamment lorsque « humanisme » et « politique » sont mis en corrélation. Ainsi, en 1947 Jacques Ellul écrit :

« Sitôt que l'on parle d'humanisme, on est en plein dans le domaine des malentendus. On pense à un certain sentimentalisme, à un certain respect de la personne humaine, qui n'est qu'une faiblesse et un luxe bourgeois et l'on ne peut s'empêcher de penser qu'un écrivain communiste (…) avait en partie raison quand il écrivait : « la dignité humaine, les droits de l'homme, le respect de la personne, etc, on en a les oreilles rebattues ». Cette réaction est dure, mais je crois qu'elle est légitime en face de tout ce que l'on a appelé « humanisme ». Et, en particulier, l'un des malentendus qu'il faudrait dissiper, c'est (l'idée) que la démocratie serait humaniste et respecterait l'homme et (que) la dictature serait anti-humaniste et mépriserait l'homme. Tout notre temps est absolument subjugué par cette erreur, par cette antinomie au sujet de l'homme, entre démocratie et dictature. »

##### Humanisme chrétien
L'expression « humanisme chrétien » date des années 1930. Par la suite, certains y voient un phénomène né avec les premiers « intellectuels » chrétiens (Saint Justin, Origène, Clément d'Alexandrie…). De façon générale, l'expression est utilisée pour différencier les intellectuels chrétiens du XXe siècle de ceux qui se revendiquent athées.
Il faut rappeler que l'humanisme de la Renaissance a été porté par des penseurs qui étaient « chrétiens » non pas forcément par conversion mais parce que cela allait à l'époque de soi : au sortir du Moyen Âge, il était inconcevable de s'éloigner de la doxa de l’Église sous peine d'être frappé d'hérésie. Et c'est parce qu'au fil du temps les intellectuels se sont affranchis de la tutelle morale de l’Église au point d'adopter des postures ouvertement agnostiques, voire - après Nietzsche - athées, que certains d'entre eux, invoquant leur foi chrétienne, réagissent en manifestant leur volonté d'insuffler une éthique qui sera en définitive qualifiée d'humanisme chrétien.

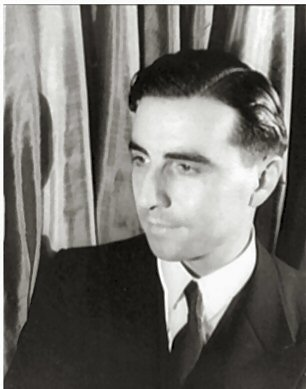
Julien Green

En France, c'est le cas notamment de Charles Péguy, Léon Bloy, Georges Bernanos et Emmanuel Mounier ainsi que Jacques Maritain, le seul d'entre eux à prôner, en 1936, un humanisme d'un nouveau type qu'il qualifie d'intégral, qu'il place sous le signe de la transcendance et de la « dignité transcendante de l'homme » et qu'il oppose à « un humanisme anthropocentrique refermé sur lui-même et excluant Dieu ». Un certain nombre d'écrivains sont souvent rangés dans la catégorie « humanisme chrétien », dont principalement Julien Green.
Dans les années 1960, certains courants au sein de l'Église catholique contestent les positionnements du concile Vatican II sur la question de l'humanisme, notamment la Ligue de la contre-réforme catholique, qui rejette la constitution pastorale Gaudium et Spes promulguée en 1965 par Paul VI puis le pape lui-même, en 1967, dans une lettre encyclique.
À la fin du siècle, le pape Jean-Paul II se positionne sur la question de l'humanisme en développant une critique de l'utilitarisme et du productivisme : « L’utilitarisme est une civilisation de la production et de la jouissance, une civilisation des “choses” et non des “personnes”, une civilisation dans laquelle les personnes sont utilisées comme des choses ».

##### Humanisme athée
On regroupe généralement sous l'étiquette « humanisme athée » les penseurs qui, dans le sillage de Marx, Nietzsche et Freud (surnommés maîtres du soupçon par Paul Ricœur) contestent catégoriquement non seulement la religion mais la foi en Dieu.
Théologien catholique, Henri de Lubac déplore en 1944 ce qu'il appelle « le drame de l'humanisme athée », dont il situe les origines au XIXe siècle, dans les prises de positions de Feuerbach, Saint-Simon et Comte. Bien qu'occupant une place majeure dans le clergé (il est cardinal), de Lubac ne taxe pas ceux-ci d'anti-humanistes et ne porte pas sur eux un jugement normatif. Il ne peut d'ailleurs les condamner car l’Église n'exerce plus sur les consciences l'autorité dont elle disposait jusqu'alors. Il considère en revanche l'athéisme comme un fait social, une donnée objective avec laquelle les chrétiens (et pas seulement le clergé) doivent désormais composer. Il prend au sérieux les revendications des athées au libre arbitre et trouve digne et courageuse la position de Dostoïevski quand il pose la question : « mais alors, que deviendra l'homme, sans Dieu et sans immortalité ? Tout est permis, par conséquent, tout est licite ? ». Cette position traduit selon lui l'angoisse et le doute que le Christ lui-même a exprimé peu avant de mourir : « Mon dieu, pourquoi m'as tu abandonné ? » (Mc|15|34 et Mt|27|46).

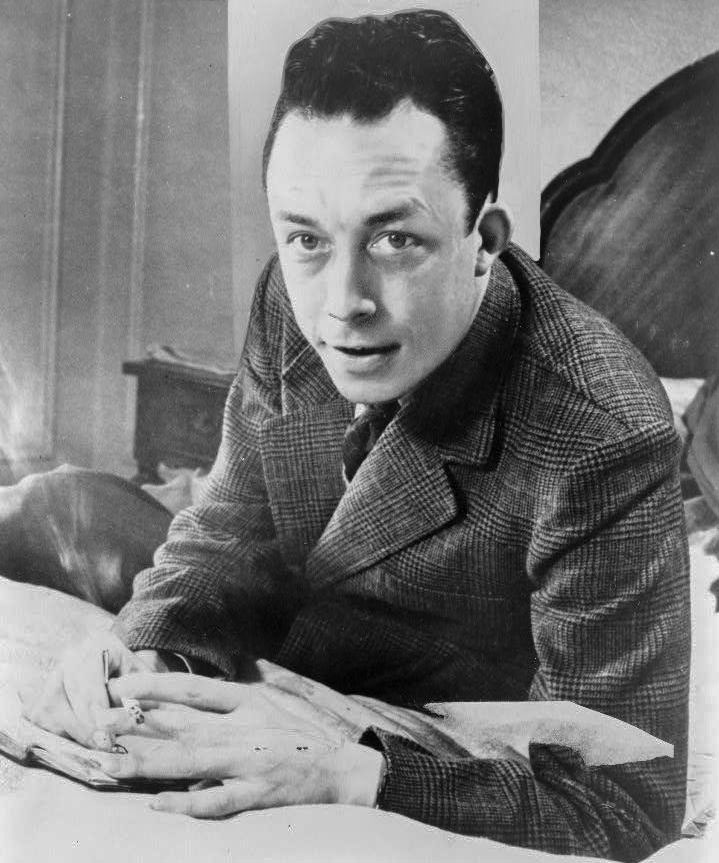
Albert Camus

En Allemagne, Ernst Bloch et Erich Fromm sont rangés aussi bien parmi les humanistes marxistes que les humanistes athées. Selon l'historien Arno Münster, Bloch associe étroitement les concepts d'humanisme, de marxisme et d'utopie.
En France, Jean-Paul Sartre et Albert Camus sont eux aussi considérés fréquemment comme des humanistes athées. Certains, toutefois, font remarquer que si l'athée est « celui pour qui la question de Dieu ne se pose pas », cet adjectif ne s'applique pas à Camus : non seulement celui-ci n'est pas « indifférent à la question de Dieu » mais il s'efforce de se confronter à elle. Il est donc préférable de qualifier Camus d'agnostique.
Ce que l'on qualifie d'humanisme athée se répand hors d'Europe. Ainsi dans les années 1960 se développe en Israël le judaïsme humaniste, à la suite de l'essor du sécularisme et de l'athéisme depuis le XIXe siècle (mouvement de l'Haskalah, souvent qualifié de Lumières Juives). En 1969 est créée la Société pour un judaïsme humaniste.

##### Humanisme scientiste
Dans le sillage de l'idéologie scientiste du XIXe siècle, quelques intellectuels européens, aussi bien chez les athées que chez les chrétiens, s'efforcent dans les années 1950 de promouvoir un humanisme qui serait basé sur les avancées de la science, notamment les théories de l'évolution, mais formulé dans une rhétorique religieuse assumée. C'est le cas principalement du français Teilhard de Chardin et de l'anglais Julian Huxley, le second traduisant les ouvrages du premier en anglais.

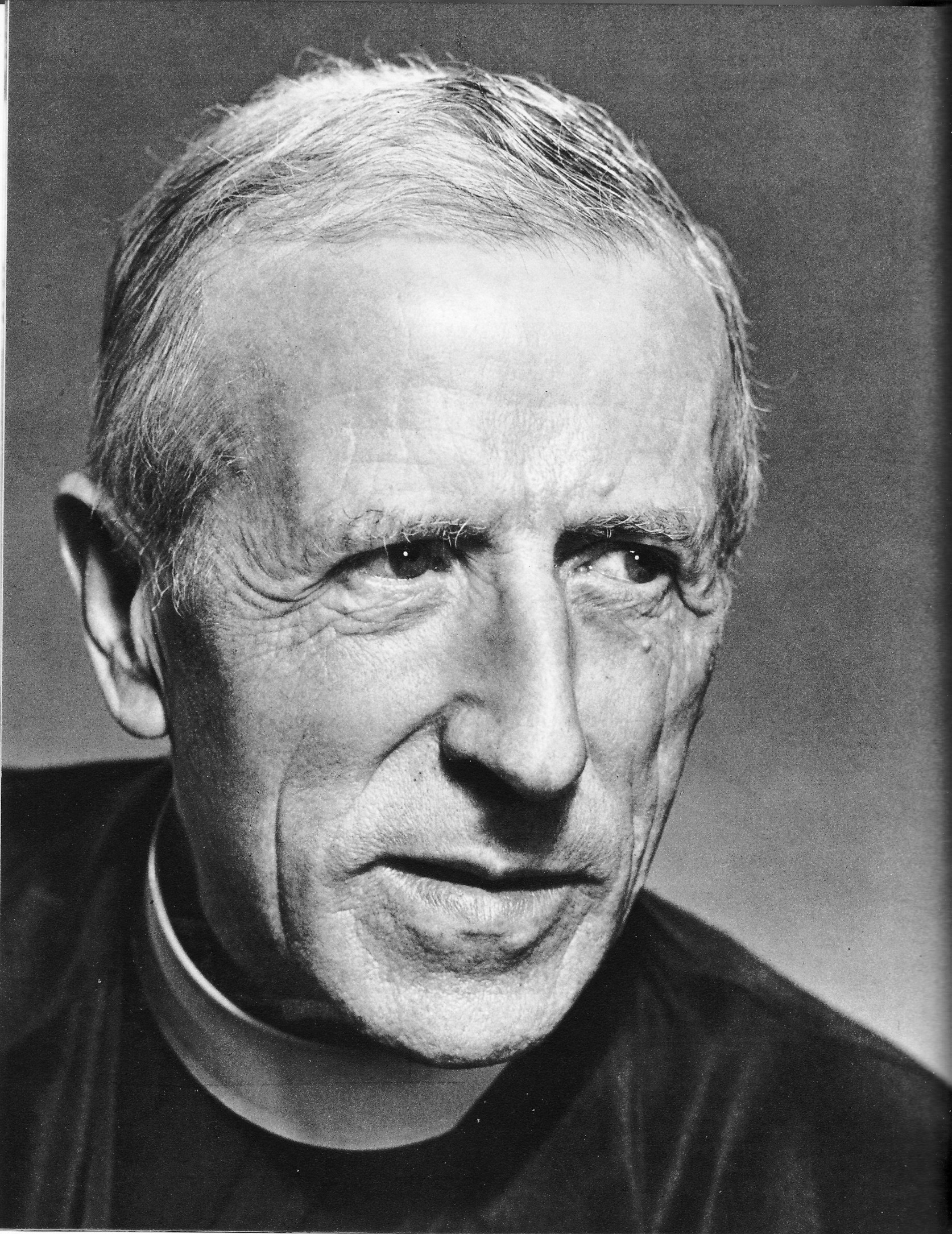
Teilhard de Chardin

Dans Le Phénomène humain, paru juste après sa mort en 1955 et qu'il qualifie lui-même d'« introduction à une explication du monde », Teilhard établit une relation entre ses recherches en paléontologie et ses positions en tant que théologien. Selon lui, l'univers est en constante évolution vers des degrés toujours plus hauts de complexité et de conscience. Et il appelle « point Oméga » l'aboutissement de cette évolution. Relatant en 1956 l'approche de Teilhard (mais aussi celles d'Huxley et du zoologiste Albert Vandel), l'essayiste André Niel parle d'« humanisme cosmologique ».
En 1957, Huxley, qui a fondé cinq ans plus tôt l'Union internationale humaniste et éthique et qui est biologiste, forge l'expression « humanisme évolutionnaire » et reprend le mot « transhumanisme », cette fois pour lui donner le sens qu'on lui donne aujourd'hui : pour promouvoir l'idée que les humains sont désormais capables de dépasser leur condition grâce à la science et aux moyens techniques. Tel Auguste Comte qui voulait ériger le positivisme en église (lire infra), et bien que se réclamant rationaliste comme lui, Huxley souhaiterait que l'humanisme devienne une religion, une « religion de l'homme »,,.
En 1963, Bernard Charbonneau qualifie Teilhard et Huxley de « prophètes d'un âge totalitaire ».

##### Humanisme marxiste
Depuis la mort de Marx, et suivant sa méthode dialectique, différents penseurs tentent de réactualiser son œuvre au fur et à mesure des évolutions des « infrastructures ». D'autres, en revanche, se focalisent sur une partie de cette œuvre, principalement le Manifeste du parti communiste, s'efforçant d'en dégager une doctrine (axée sur la lutte des classes, la « dictature du prolétariat » et l'appropriation des moyens de production) en vue de mettre fin au capitalisme. Ainsi naît le marxisme.
En 1917, quand s'enclenche la révolution russe, Lénine apparait comme le principal héritier de cette doctrine, le leader de ceux qui entendent la mettre en application par l'État. Dans les années 1930, un processus de propagande confère à son successeur, Staline, l'image d'un nouveau « père des peuples » (populisme). En Europe, principalement en France, différents intellectuels (Nizan, Barbusse, Aragon, Malraux, Guéhenno…) dressent de lui le portrait d'un véritable humaniste. Mais dans les années 1940, d'autres vont contester cette image, en particulier quand paraît Le Zéro et l'Infini, roman d'Arthur Koestler, et surtout le témoignage du transfuge V. Kravtchenko, qui révèle les Grandes Purges et les « Procès de Moscou » ordonnés par le dictateur,.

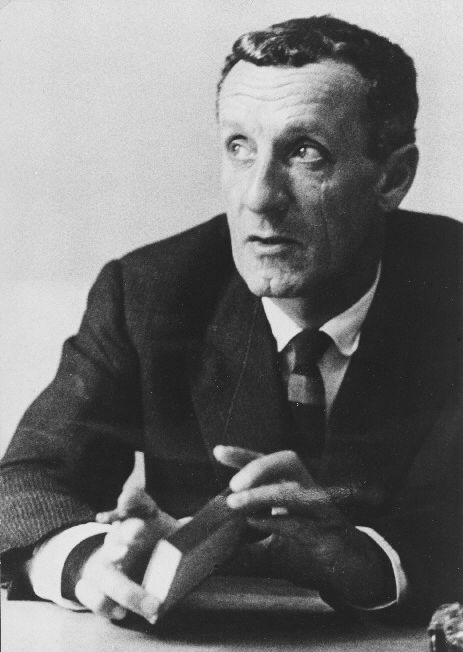
Maurice Merleau-Ponty

Quand sont écrasés les trois grands régimes fascistes mondiaux (en Allemagne, en Italie et au Japon), s'ouvre une vaste lutte d'influence (dite Guerre froide) entre les deux grands « blocs », l'URSS et les États-Unis. Les révélations au sujet des massacres en URSS posent la question : humanisme et marxisme sont-ils compatibles ? En France, Maurice Merleau-Ponty ouvre le débat en 1947 avec Humanisme et terreur, une compilation d'articles parus l’année précédente dans la revue Les Temps Modernes et qui, bien que remettant en cause les allégations de Koestler, ont alors suscité de violentes polémiques dans les milieux intellectuels, notamment cette phrase : « Il n’y a que des violences, et la violence révolutionnaire doit être préférée parce qu’elle a un avenir d’humanisme […] Nous n’avons pas le choix entre la pureté et la violence, mais entre différentes sortes de violences ». Cinq ans plus tard, le philosophe rompt finalement avec le marxisme et avec Sartre, selon qui « le marxisme est l'horizon indépassable de notre temps ».

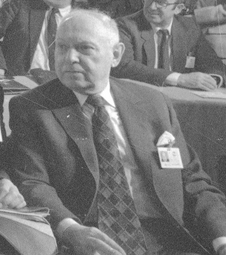
Adam Schaff.

Quelques intellectuels communistes défendent le concept d'humanisme-marxiste en évitant de remettre en cause la doctrine marxiste. C'est le cas notamment, en 1957, de Roger Garaudy, membre actif du PCF, qui, après avoir été ouvertement stalinien, s'ouvre aux théories d’Antonio Gramsci (auxquelles s’oppose alors Althusser) et « qui promeut un matérialisme dans lequel l’homme, en étant ouvert au dialogue avec d’autres visions du monde, notamment chrétiennes, peut se créer lui-même ».
C'est également le cas, en 1958, de la trostkyste américaine Raya Dunayevskaya, qui combat le stalinisme sans mettre en cause le léninisme, et celui, en 1968, d'Adam Schaff, qui représente la fraction la plus conservatrice du communisme polonais et se réclame lui aussi de l'humanisme,.
En 2018, le sociologue et philosophe marxiste Michael Löwy voit en Ernest Mandel (1923-1995) un « humaniste révolutionnaire », au motif qu'il considérait que « le capitalisme est inhumain » et que « l’avenir de l’humanité dépend directement de la lutte de classe des opprimés et des exploités ».

#### Psychologie humaniste
L'idéal humaniste gagne également certains secteurs des sciences humaines, notamment la psychologie aux États-Unis. En 1943, l'Américain Abraham Maslow publie son premier ouvrage. Son impact est tel que son auteur est considéré dans son pays comme l'initiateur d'un nouveau courant, la psychologie humaniste. Sa théorie de la motivation et du besoin (connue sous le nom de pyramide des besoins de Maslow) postule que le comportement des hommes est régi par la satisfaction de différents besoins : viennent d'abord les besoins physiologiques élémentaires, puis les besoins de sécurité ; ensuite le besoin d’être aimé des autres puis celui d’être reconnu par eux. Chaque besoin assouvi conduit les humains à aspirer à la satisfaction d’un besoin supérieur. Au sommet de la pyramide vient le besoin d’accomplissement de soi.
La psychologie humaniste introduit le postulat de l'autodétermination et s'appuie sur l'expérience consciente du patient : il s'agit de développer chez lui la capacité de faire des choix personnels (volontarisme). Selon les théoriciens de cette approche (outre Maslow, citons Carl Rogers), l'être humain est fondamentalement bon : s'il suit sa propre expérience et se débarrasse des conditionnements qui limitent sa liberté, il évoluera toujours positivement.
À la suite des tragédies de la Seconde Guerre, le courant de la psychologie humaniste est considéré comme exagérément optimiste en Europe. Introduit en France dans les années 1970 par Anne Ancelin Schützenberger, il reste relativement peu répandu.

#### Faillite de la raison
Aux lendemains de la découverte des camps de concentration puis de l'utilisation de la bombe atomique au Japon, certains philosophes émettent une critique radicale de la philosophie des Lumières. Alors que leur pays est à l'origine de la Seconde Guerre mondiale, les intellectuels allemands, dans le sillage de Nietzsche et de Max Weber, sont les principaux animateurs de ce que l'on appellera plus tard « la critique de la modernité ».

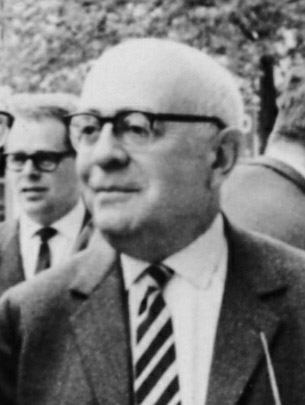
Theodor W. Adorno

Dans leur Dialectique de la Raison, publiée en 1947 (mais seulement traduite en France en 1974), Theodor W. Adorno et Max Horkheimer se demandent comment il est possible que la raison ait été défaillante au point de ne pas pouvoir anticiper la barbarie puis empêcher qu'elle perdure. Selon eux, une forme d'abêtissement général est à l'œuvre du fait que le monde occidental est structuré par l’industrie culturelle, la publicité et le marketing, qui constituent une forme difficilement perceptible de propagande du capitalisme. Tout cela, donc, non seulement ne provoque pas l’émancipation des individus mais au contraire les assujettit à un fort désir de consommer et entraîne une uniformisation des modes de vie, un nivellement des consciences. À force de matraquage médiatique, le capitalisme impose dans les consciences une conception du monde qui contribue, disent les philosophes marxistes, à imposer de facto un « anti-humanisme » : toute tentative pour penser et instituer une nouvelle forme d'humanisme s'annonce donc a priori ardue.
Certains critiques estiment toutefois que, contrairement à ce que peut induire a priori le discours d'Adorno, il faut voir en celui-ci un humaniste. Car s'il se livre à une critique radicale de la « vie fausse », cette critique permet en définitive d'envisager en creux la conception d'une « vie juste ».

#### Position de Sartre

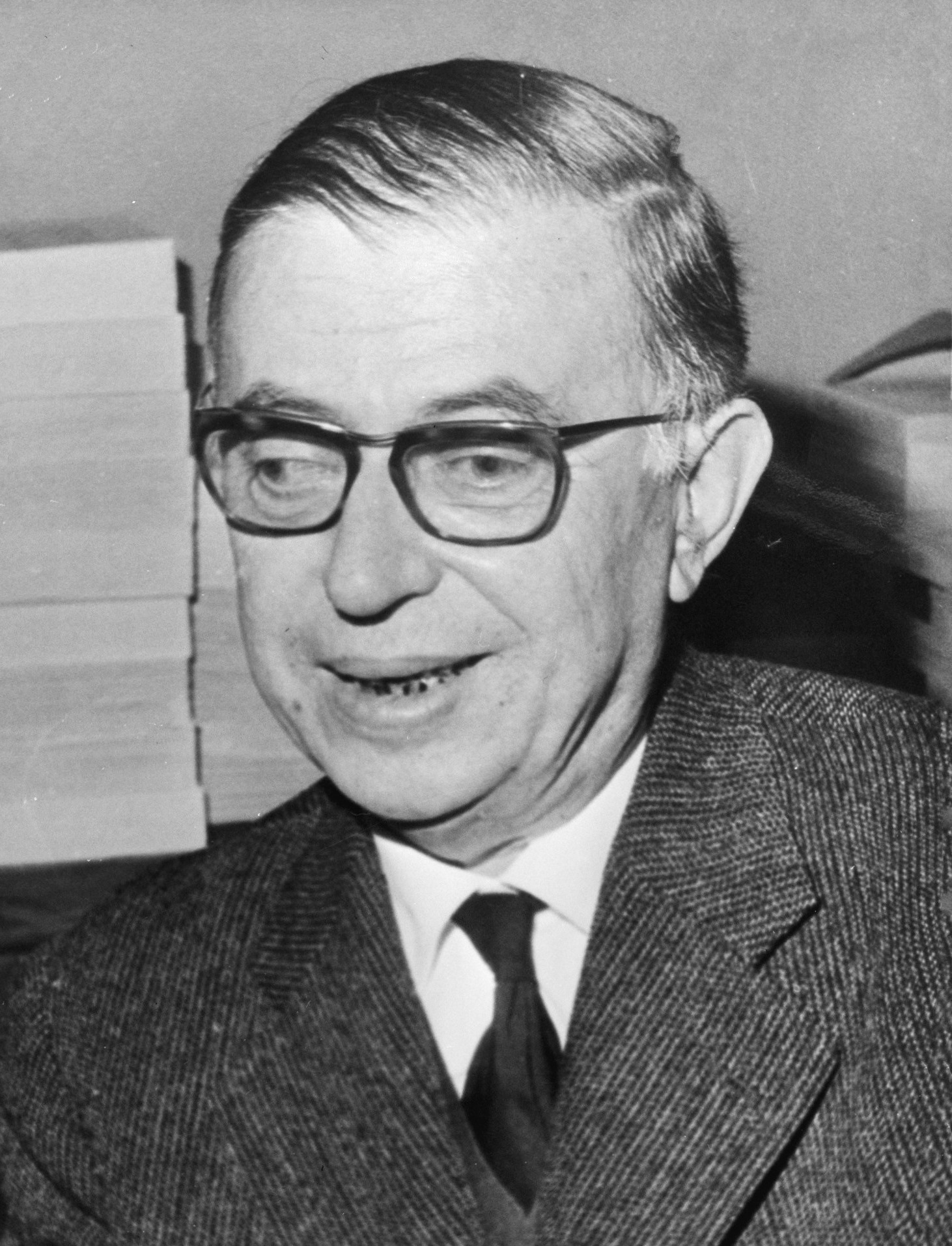
Jean-Paul Sartre

En marge du débat sur les effets du progrès technique sur les humains, mais alors qu'aux lendemains de la tragédie de la Guerre bon nombre d'intellectuels se demandent si le terme « humanisme » a encore un sens, Sartre jette en 1944, dans L'Être et le Néant, les bases de sa doctrine : l'existentialisme.
Aux marxistes, qui n'y voient qu'une « philosophie de l’impuissance », bourgeoise, contemplative et individualiste, il répond deux ans plus tard, lors d'une conférence à la Sorbonne. Selon lui, malgré le poids des déterminations économiques et sociales identifiées par Marx, mais dès lors qu'il est capable de les identifier, l'homme peut se réaliser, s'épanouir : l'existentialisme est d'autant plus un humanisme que l'homme est athée et que, unique créateur de ses valeurs, il assume courageusement sa solitude et ses responsabilités. Il existe (matériellement) avant d'être (c'est-à-dire avant de décider d'être ceci ou cela) : « l'existence précède l'essence ».

#### Position de Heidegger
En 1947, soit un an après la conférence de Sartre, Heidegger est à son tour interrogé : le mot « humanisme » est-il encore approprié ? Dans la Lettre sur l'humanisme, un texte assez court mais dense, le philosophe définit l'humanisme comme « le souci de veiller pensivement à ce que l'homme soit humain et non inhumain, privé de son humanité » et il estime que donner du sens à ce mot revient à questionner « l'essence de l'homme » en écartant la définition traditionnelle de « l'homme animal raisonnable ». Considérant que seul un homme est capable d'élaborer une pensée abstraite et que cette capacité tient au caractère subtil, complexe, de son langage, il pense toutefois que les humains auraient tort de se revendiquer « humanistes » de façon inconsidérée, dès lors que, de plus en plus dominés par la technique, ils tendent à devenir étrangers à eux-mêmes. Il conclut qu'on ne peut prendre position sur l'humanisme qu'en s'attelant à cette question.

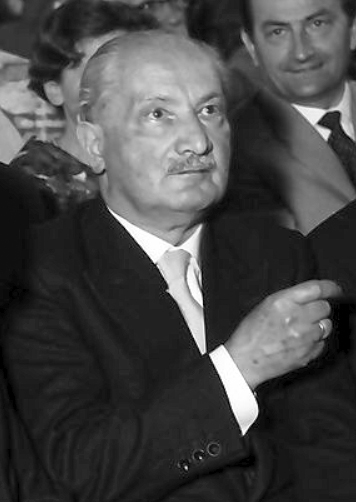
Martin Heidegger

Heidegger est généralement considéré comme un « anti-humaniste ». L'essayiste Jean-Claude Guillebaud estime que les choses sont plus complexes :

« Pour Heidegger, le désenchantement du monde, son asservissement par la technique, l'assujettissement de l'humanitas à la rationalité marchande ne sont pas des atteintes portées à l'humanisme, mais l'aboutissement de l'humanisme lui-même. C'est-à-dire du projet d'artificialisation complète de la nature par la culture humaine, d'un arraisonnement du naturel par le culturel, d'une volonté de maîtrise absolue du réel par la rationalité humaine. (…) Pour Heidegger, la science, la technique, la technoscience, ne constituent en rien un naufrage de l'humanisme traditionnel, mais tout au contraire son étrange triomphe. »

Guillebaud cite alors le philosophe et juriste Bernard Edelman : « Par là même, l'humanisme révèle sa véritable nature : une alliance coupable de la philosophie et de la science, qui a réduit la philosophie à une pensée technique ». Puis il poursuit son argumentation :

« L'humanisme n'aurait eu d'autre fin que d'asservir la nature à la rationalité et celle-ci à la technique. Toute l’œuvre de Heidegger peut s'interpréter comme une critique en règle de cet humanisme dévoué à la « facticité », tournant dramatiquement le dos à la nature, désenchantant le monde et finissant par priver peu à peu l'être humain de tout principe d'humanité, de toute humanitas. »

#### Institutionnalisation de l'humanisme

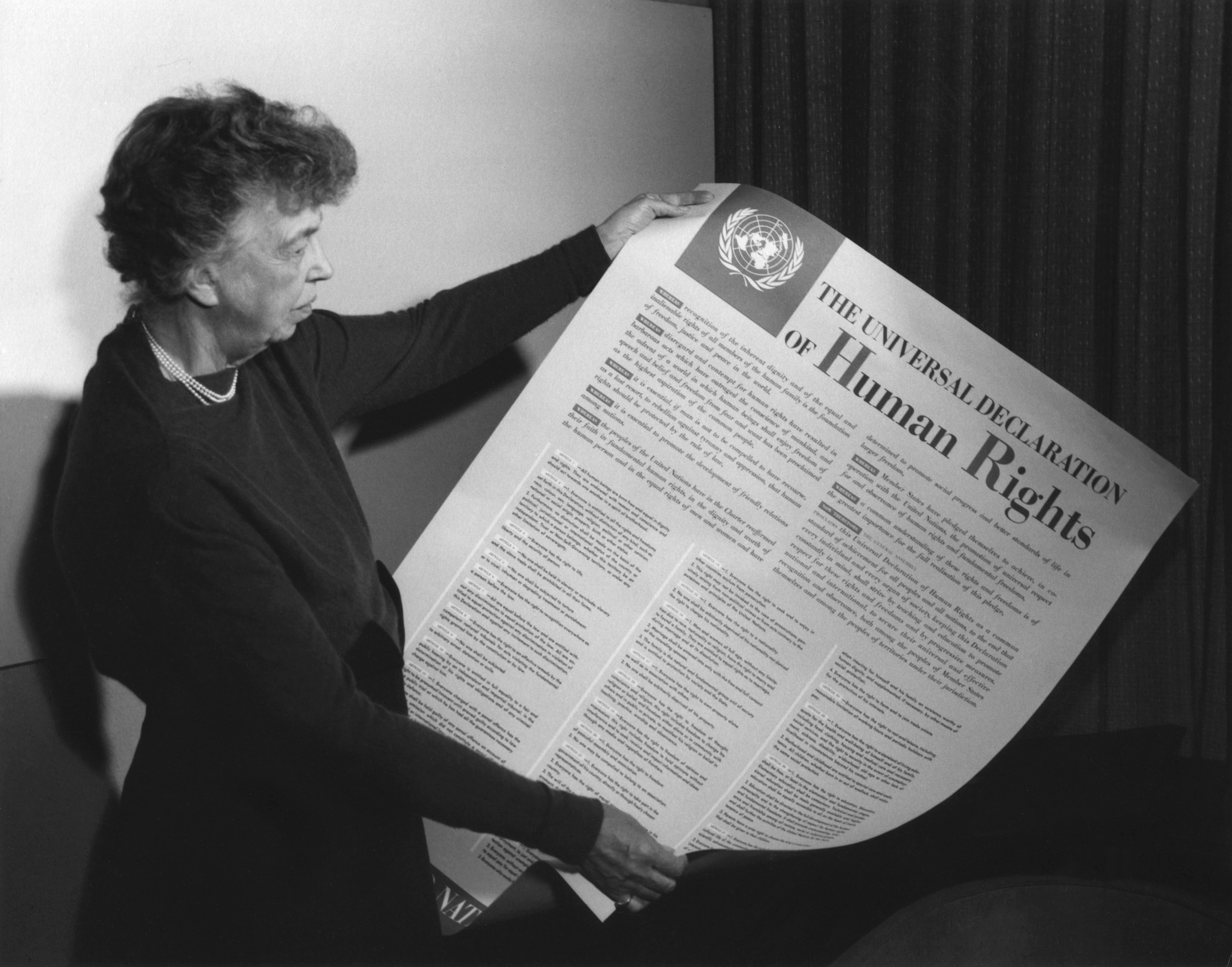
Eleanor Roosevelt, la veuve du président des Etats-Unis, manipule la version anglaise de la Déclaration universelle des droits de l'homme, après avoir présidé la commission chargée de la rédiger.

En 1948, à Paris, l'Assemblée générale des Nations unies adopte la Déclaration universelle des droits de l'homme, un texte qui n'a aucune valeur juridique mais qu'une majorité des membres de l'ONU déclarent considérer comme une référence commune. Dans le préambule, il est écrit :

« L'Assemblée générale proclame la présente Déclaration universelle des droits de l'homme comme l'idéal commun à atteindre par tous les peuples et toutes les nations afin que tous les individus et tous les organes de la société, ayant cette Déclaration constamment à l'esprit, s'efforcent, par l'enseignement et l'éducation, de développer le respect de ces droits et libertés et d'en assurer, par des mesures progressives d'ordre national et international, la reconnaissance et l'application universelles et effectives, tant parmi les populations des Etats Membres eux-mêmes que parmi celles des territoires placés sous leur juridiction. »

En 1952 est fondée à Amsterdam l'Union internationale humaniste et éthique une organisation de dimension internationale regroupant une centaine d'associations issues de quarante pays et de sensibilités athée, rationaliste, laïque, sceptique et relative à la libre-pensée. Julian Huxley, en tant que premier directeur de l'UNESCO, préside la rencontre.

#### Question de la technique
En marge de ces événements, quelques intellectuels ouvrent un nouveau volet de la réflexion sur l'humain : la technocritique. Certains d'entre eux continuent de questionner le machinisme (c'est le cas notamment du sociologue Georges Friedmann et de l'écrivain Georges Bernanos) mais la plupart tentent d'analyser la rationalité qui sous-tend non seulement la fabrication des machines mais aussi l'organisation du travail et la vie quotidienne. Ils ne parlent plus alors des techniques mais de la technique, comme on parle de la science.
En 1946, dans La perfection de la technique, Friedrich Georg Jünger considère que ce qu'on appelle « le progrès technique » correspond à un déficit spirituel, que la raison cherche à dissimuler. En 1948, dans La mécanisation au pouvoir, Siegfried Giedion écrit : « Les relations entre l'homme et son environnement sont en perpétuel changement, d'une génération à l'autre, d'une année à l'autre, d'un instant à l'autre. Notre époque réclame un type d'homme capable de faire renaître l'harmonie entre le monde intérieur et la réalité extérieure ».

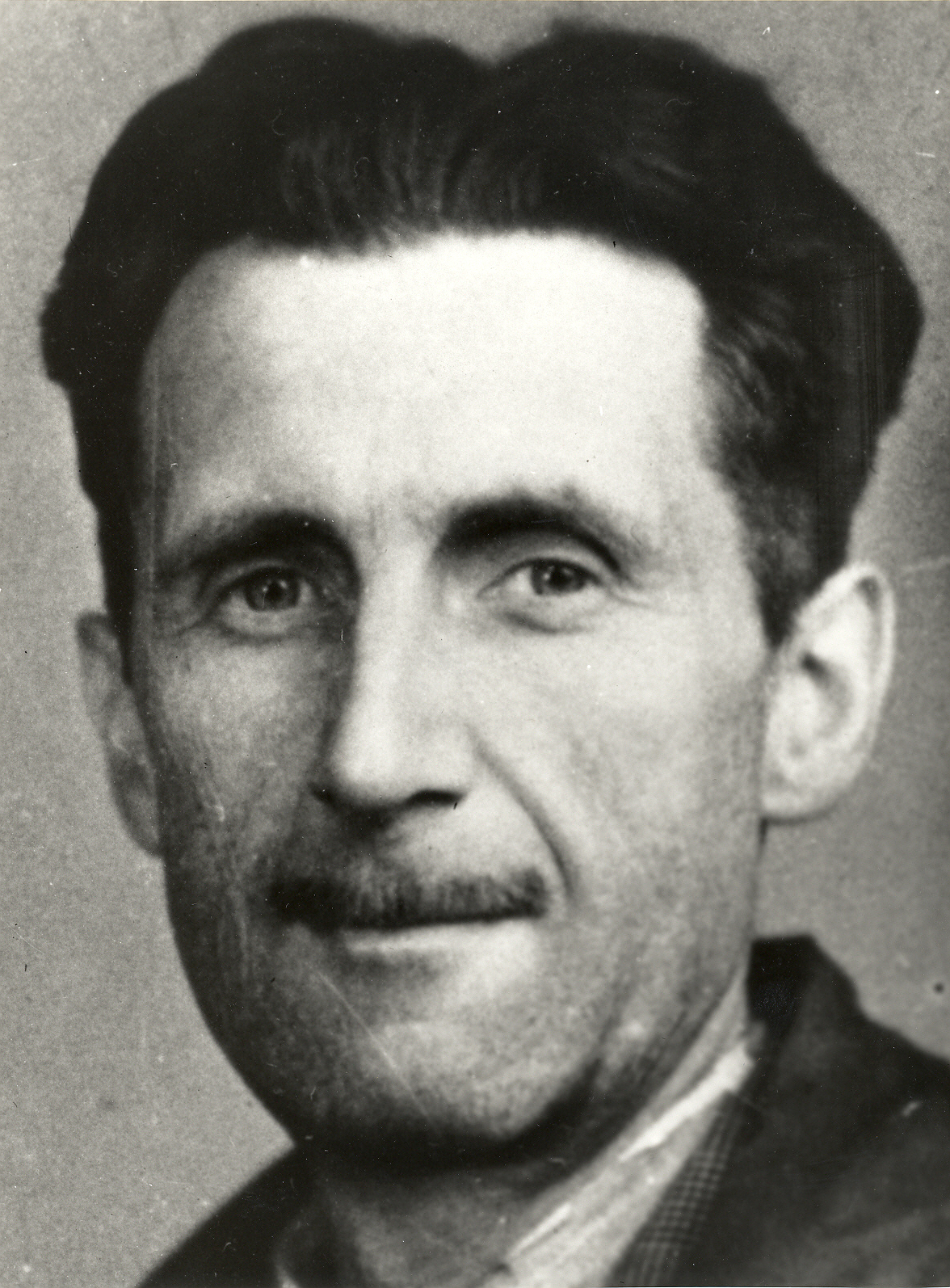
George Orwell

En 1949, l'écrivain anglais George Orwell publie son roman d'anticipation 1984. Il y décrit un monde totalitaire où la domination n'est pas tant assurée par un régime policier que par un dispositif de télésurveillance. Selon l'écrivain François Brune, « Orwell semble nous annoncer la défaite de l’homme ; mais il ne nous l’annonce que pour nous l’épargner » :

« En dépit de toutes les perversions qu'a pu couvrir le discours humaniste, c'est à un humanisme concret qu'Orwell nous demande de nous tenir, même s'il faut sans cesse le reformuler à cause de ses compromissions historiques. S'il y a un espoir, il n'est pas dans telle catégorie sociale ou idéalisée, dans tel groupe humain sacralisé, encore moins dans tel individu charismatique. S'il y a un espoir, il ne peut être qu'en l'homme et en tout homme, à commencer par soi-même, et par ceux que l'on côtoie ici et maintenant. Parce que la menace antihumaniste est présente au cœur de l'être humain, c'est au cœur de chaque homme que se joue la lutte pour l'humanité. Personne n'a le droit de se reposer sur l'idée qu'il y aura toujours des êtres d'exception, des héros, des « hommes dignes de ce nom » chargés à sa place de perpétuer la dignité de l'espèce. »

En 1950, le mathématicien américain Norbert Wiener, souvent présenté comme un humaniste, publie un livre intitulé The Human Use of Human Beings (« l'usage humain des êtres humains ») dans lequel il envisage la « machine à décision ».
En 1952, dans La Technique ou l'enjeu du siècle, Jacques Ellul partage en grande partie ce pessimisme car il estime qu'en l'état des choses, la technique est devenue un processus autonome, qui se développe par lui-même, sans véritable contrôle d'ensemble de la part des humains (au sens du dicton populaire « on n'arrête pas le progrès »). Pour enrayer ce processus, explique-t-il, il faudrait d'abord que les humains soient à même de différencier « la technique » de « la machine » (la seconde n'étant à ses yeux qu'un aspect superficiel de la première).
Ellul insiste sur le fait que « le phénomène technique est la préoccupation de l'immense majorité des hommes de notre temps, de rechercher en toutes choses la méthode absolument la plus efficace ». Et il ajoute que, s'ils tiennent à conserver un minimum de liberté, c'est à la prise de conscience de cette addiction à l'impératif d'efficacité que les humains doivent s'atteler.
En 1954, dans un essai intitulé La question de la technique, Heidegger considère que la technique constitue la manifestation ultime de la volonté de puissance et qu'in fine, elle représente le plus grand danger pour l'homme.

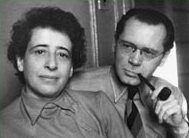
Hannah Arendt (ici avec son second mari, Heinrich Blücher).

En 1956, dans L'Obsolescence de l'homme (qui ne sera traduit en France qu'en 2002), Günther Anders qualifie de « décalage prométhéen » l'écart entre les réalisations techniques de l'homme et ses capacités morales puis de « honte prométhéenne » le sentiment de répulsion qu'il éprouve lorsqu'il est contraint de prendre conscience de cet écart.
En 1958, Hannah Arendt (qui fut l'épouse d'Anders de 1929 à 1936) écrit :

« On ne s’était jamais demandé si l’homme était adapté ou avait besoin de s’adapter aux outils dont il se servait : autant vouloir l’adapter à ses mains. Le cas des machines est tout différent. Tandis que les outils d’artisanat, à toutes les phases du processus de l’œuvre, restent les serviteurs de la main, les machines exigent que le travailleur les serve et qu’il adapte le rythme naturel de son corps à leur mouvement mécanique . »

#### Trois temps de l'humanisme
En 1956, dans un document produit pour l'Unesco et resté longtemps inédit,, l’anthropologue Claude Lévi-Strauss identifie trois phases de l'humanisme : l’humanisme aristocratique (qui correspond à l'époque de la Renaissance, au cours de laquelle on a redécouvert les textes de l’Antiquité classique), l'humanisme exotique (correspondant au XIXe siècle, quand l'Occident s'est ouvert aux civilisations de l’Orient et de l’Extrême-Orient) et l’humanisme démocratique, plus récent, grâce à l'apport de l'ethnologie, qui « fait appel à la totalité des sociétés humaines pour élaborer une connaissance globale de l’homme. » Lévi-Strauss précise :

« L’ethnologie et l’histoire nous mettent en présence d’une évolution du même type. (…). L’histoire, comme l’ethnologie, étudie des sociétés qui sont autres que celle où nous vivons. Elles cherchent toutes deux à élargir une expérience particulière aux dimensions d’une expérience générale, ou plus générale, qui devient ainsi accessible à des hommes d’un autre pays ou d’un autre temps. Comme l’histoire, l’ethnologie s’inscrit donc dans la tradition humaniste. (…) L’ethnologie fait appel à la totalité des sociétés humaines pour élaborer une connaissance globale de l’homme. (…) Elle opère simultanément en surface et en profondeur. »

#### Pour un «humanisme difficile»
En 1958, le philosophe Gilbert Simondon traite à son tour de la question technique mais plaide en faveur d'un nouvel humanisme qui, comme celui des Lumières, serait construit sur l'esprit encyclopédique mais qui, en revanche, « ne régresserait pas au statut d’idéologie européocentriste et scientiste, (ladite idéologie) ayant pour nom "universalisme de la raison humaine" ».
Selon Jean-Hugues Barthélémy, exégète de la pensée de Simondon, l'encyclopédisme tel que celui-ci l'envisage « n’a pas vocation à être un système du savoir absolu et définitif », comme cela a été le cas à partir des Lumières, il doit au contraire être « automodifiable ». Simondon appelle de ses vœux un « humanisme difficile », en opposition à l'« humanisme facile » (idéologique et figé) hérité des Lumières : « l’humanisme ne peut jamais être une doctrine ni même une attitude qui pourrait se définir une fois pour toutes ; chaque époque doit découvrir son humanisme, en l’orientant vers le danger principal d’aliénation ».
Jean-Claude Guillebaud analyse la conception de l’humanisme par Simondon :

« Stimulante et originale à plus d’un titre, elle repose néanmoins sur un postulat critiquable : une adhésion de principe à la logique technoscientifique. Pour lui, indiscutablement, la technique est « bonne » en soi puisqu’elle n’est jamais qu’une cristallisation de la pensée humaine. Elle est d’ailleurs, par essence, universaliste et libératrice. C’est elle qui fait éclater les particularismes, les préjugés ou les intolérances du passé. C’est elle qui remet en question les symbolisations normatives d’autrefois et libère l’homme contemporain des anciennes sujétions ou assignations collectives. (…) La démarche est à l’opposé de celle d’Ellul. Là où Ellul prône la résistance critique, Simondon propose au bout du compte le ralliement et même le syncrétisme. Là où Ellul se méfie du « processus sans sujet » incarné par la technoscience, Simondon fait l’éloge de l’universalisme technoscientifique. Il l’oppose même à l’archaïsme et au particularisme de la culture traditionnelle. Là où Ellul campe sur un principe de transcendance, Simondon sacrifie à un relativisme intégral. Il assigne ipso facto à la philosophie un devoir d’adaptation, plus raisonnable à ses yeux que toute démarche critique ou toute résistance cambrée. »

Guillebaud avance que l'« humanisme difficile » de Simondon prépare le terrain du transhumanisme (lire infra).

#### Homme en milieu artificiel

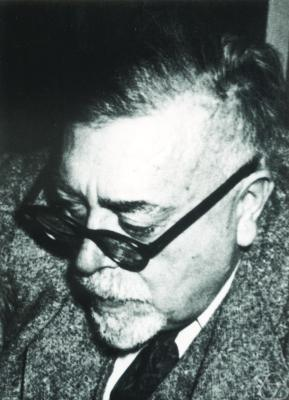
Norbert Wiener, pionnier de l'intelligence artificielle et "humaniste".

La Seconde Guerre mondiale a eu entre autres comme conséquence d'accélérer considérablement l'évolution des techniques. Durant le conflit, les Allemands avaient pris l'avantage en matière de missiles (avec le V2) mais ce sont les Américains qui, les premiers, se sont dotés de l'arme nucléaire. Et ce sont eux également qui ont créé le premier ordinateur, la première machine capable de manifester de l'intelligence artificielle.
L'ingénieur américain Norbert Wiener en est l'un des premiers artisans. Pleinement conscient des potentialités de cette technique mais déplorant les ravages commis au Japon avec la bombe atomique, et donc méfiant à l'égard de l'État, il mène ses recherches en marge de ceux qui sont financés par l’armée. Il se présente comme « un humaniste qui cherche à concilier ses ambitions intellectuelles et son sens aigu de la responsabilité sociale de la science ». Croyant que l'homme est capable de maîtriser la technique, il appelle "cybernétique" la discipline naissante, du grec κυϐερνήτης / kubernḗtēss, « pilote, commandant d'un navire ».
Mais tout le monde ne partage pas cette confiance : en 1954, par exemple, le Français Jacques Ellul estime que la technique dans son ensemble est devenue un processus ingouvernable car "autonome" : les techniques ne sont plus de simples moyens destinés à atteindre des objectifs car leur synergie (qu'Ellul appelle précisément "la technique") est devenue la finalité suprême des humains.
Deux ans plus tard, le philosophe allemand Günther Anders estime que face à leurs réalisations techniques, les humains se sentent démunis, dépassés, "honteux", "obsolescents". En 1962, Jacques Ellul tente d'expliquer ce phénomène :

« L’homme moderne ne se sent pas à l’échelle des événements politiques et économiques mondiaux. Il éprouve sa faiblesse, son inconsistance, son peu d’efficacité. Il réalise qu’il dépend de décisions sur lesquelles il ne peut rien et ces impressions sont désespérantes. Ne pouvant rester longtemps en face de cette réalité-là, il recherche un voile idéologique, une consolation, une raison d’être, une valorisation. Seule la propagande lui apporte le remède à cette situation. (…) Il ne dit pas « je veux une propagande ». Au contraire, obéissant à des schèmes préfixés, il en a horreur car il se croit une personne libre et majeure. Mais en fait, il appelle et désire cette action qui lui permet de parer à certaines agressions et de réduire certaines tensions. »

En 1964, le philosophe néo-marxiste allemand Herbert Marcuse décrit une humanité entièrement façonnée par les techniques de publicité, de marketing et de manipulation de l'opinion publique, lesquelles — selon lui — créent de faux besoins dans l'unique but de grossir les profits des grandes entreprises.

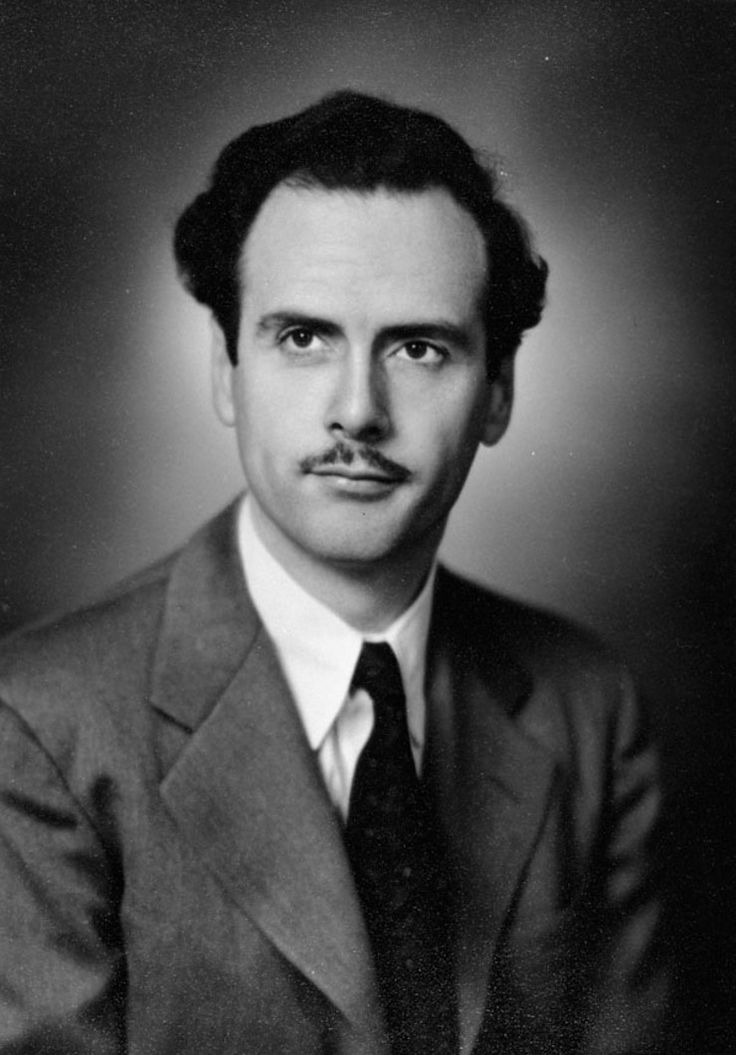
Marshall McLuhan

La même année, le Canadien Marshall McLuhan tient un discours sensiblement différent : selon lui, les médias — du fait même de leur prolifération et quels que soient les messages qu'ils véhiculent — exercent une influence croissante sur les individus : ceux-ci imaginent qu'ils ont davantage prise sur le réel du fait que les médias les informent de ce qu'est le réel alors qu'en définitive les médias incarnent une nouvelle forme d'autorité qui limite considérablement leur capacité d'esprit critique.
En 1966, le Français Georges Friedmann estime que la technique dans son ensemble (et pas seulement les médias) tend à devenir un milieu environnant à part entière — un milieu artificiel, en lieu et place du milieu naturel — sans jamais que les humains ne s'en émeuvent.
L'année suivante, peu avant que l'expression "société de consommation" n'entre dans le langage courant, le Français Guy Debord synthétise les positions d'Ellul, Marcuse, McLuhan et Friedmann : il décrit les humains sous l'emprise des marchandises mais inconscients de leur être aliénés. Parce que les débats de société sont médiatisés, ils lui paraissent superficiels, glissant sur les événements sans jamais en saisir le sens profond. Selon lui, la prégnance des médias (tous genres confondus) est telle que le monde, pour la majorité des individus, n'a plus rien de réel : il est artificiel car effacé par "ce qu'en disent les médias", réduit par conséquent à un simple « spectacle ».
En raison de leur radicalité, ces positionnements restent marginaux : face à l'artificialisation croissante de l'existence, le discours critique reste globalement attaché à l'idéal humaniste. Ainsi par exemple en 1967, dans une lettre encyclique, le pape s'exprime en ces termes :

« Si la poursuite du développement demande des techniciens de plus en plus nombreux, elle exige encore plus des sages de réflexion profonde, à la recherche d'un humanisme nouveau, qui permette à l'homme moderne de se retrouver lui-même, en assumant les valeurs supérieures d'amour, d'amitié, de prière et de contemplation. Ainsi pourra s'accomplir en plénitude le vrai développement, qui est le passage, pour chacun et pour tous, de conditions moins humaines à des conditions plus humaines. »

L'année suivante, le psychanalyste germano-américain Erich Fromm estime lui aussi qu'il est souhaitable et possible d'humaniser la technique.

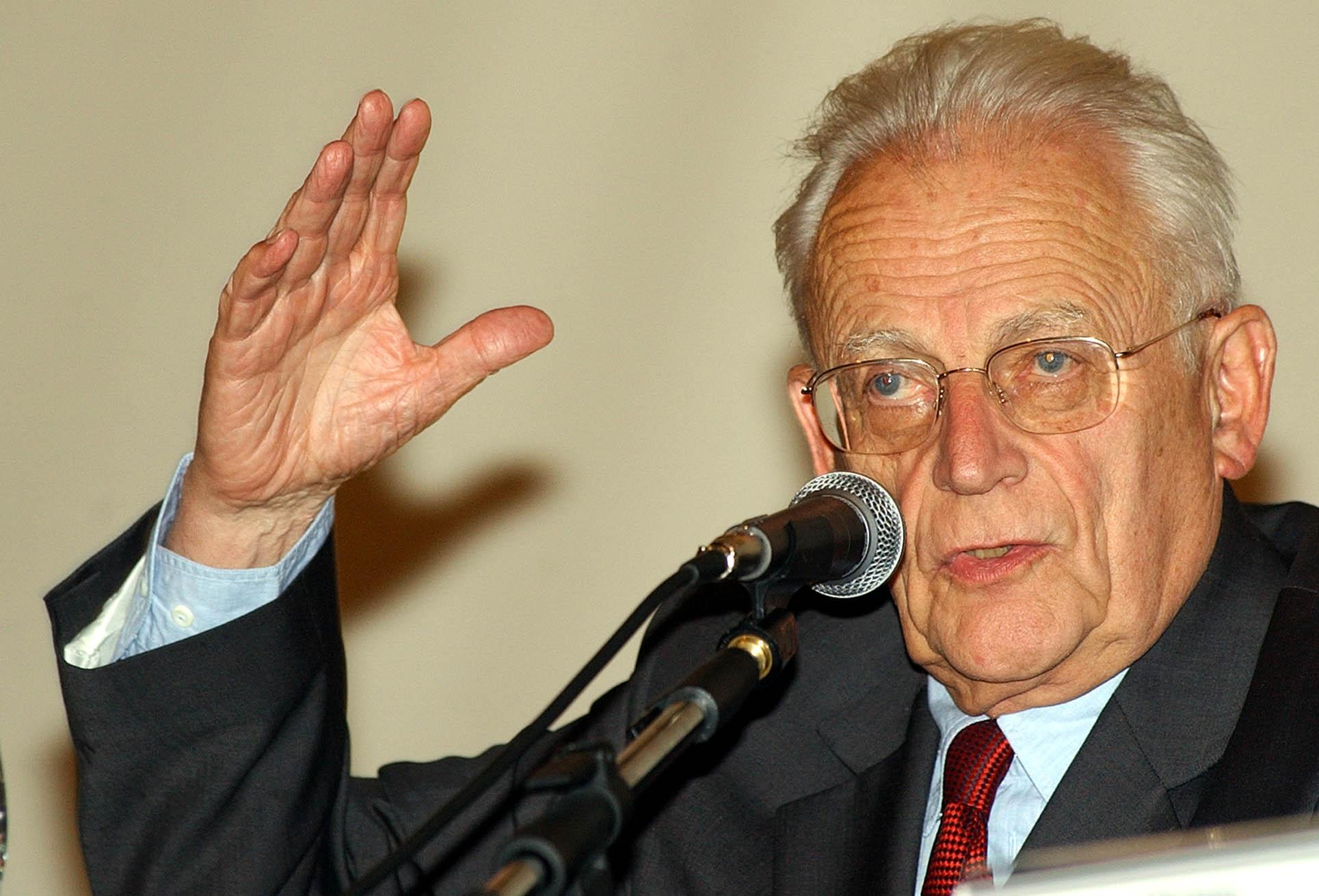
Alain Touraine

Sans se prétendre humanistes ou anti-humanistes, quelques intellectuels amorcent une réflexion sur l'évolution de l'humanité dans son ensemble : ils estiment qu'elle est entrée dans un "après" quelque chose, sans qu'eux-mêmes puissent attribuer un qualificatif précis au phénomène. Ainsi, en 1969 et 1973, le Français Alain Touraine et l'Américain Daniel Bell inaugurent la série des expressions en "post". Ils pensent que les humains évoluent dans une « société post-industrielle » qu'ils décrivent ainsi : les éléments matériels (matières premières et machines) qui caractérisaient la société industrielle sont désormais subordonnés à un grand nombre d'éléments immatériels (connaissance et information).
En 1977, Jacques Ellul rejette l'expression "société post-industrielle" au motif qu'elle n'explicite rien : selon lui, la société est technicienne et la technique forme désormais un système englobant (en cela il rejoint l'avis de Friedmann) qu'il appelle le Système technicien. Selon lui, les humains ne décident aucunement de la façon dont la technique évolue. Au contraire, ils se sentent moralement obligés de s'y adapter. Il se moque du fait que l'on se prétende encore "humaniste" :

« Toute la formation intellectuelle prépare à entrer de façon positive et efficace dans le monde technicien. Celui-ci est tellement devenu un milieu que c'est à ce milieu que l'on adapte la culture, les méthodes, les connaissances des jeunes. L'humanisme est dépassé au profit de la formation scientifique et technique parce que le milieu dans lequel l'écolier plongera n'est pas d'abord un milieu humain mais un milieu technicien. (…) Lorsqu'on recherche un humanisme pour la société technicienne, c'est toujours sur la base que l'homme en question est avant tout fait pour la technique, le seul grand problème est celui de l'adaptation. »

Tout en affichant son ironie à l'égard de l'humanisme, Ellul ne cesse de s'inquiéter pour « l'homme » (lire plus bas). En 1988, il emprunte à Sartre et Jacquard l'expression « inventer l'homme ». Mais, faisant référence à la montée de l'anthropotechnie, et comme Jacquard, il pointe aussitôt le caractère désespéré de cette formule. Et devant l'émergence de ce que l'on appellera bientôt la « révolution numérique », il lâche ses mots : « le système technicien, exalté par la puissance informatique, a échappé définitivement à la volonté directionnelle de l’homme ».

#### «La mort de l'homme»

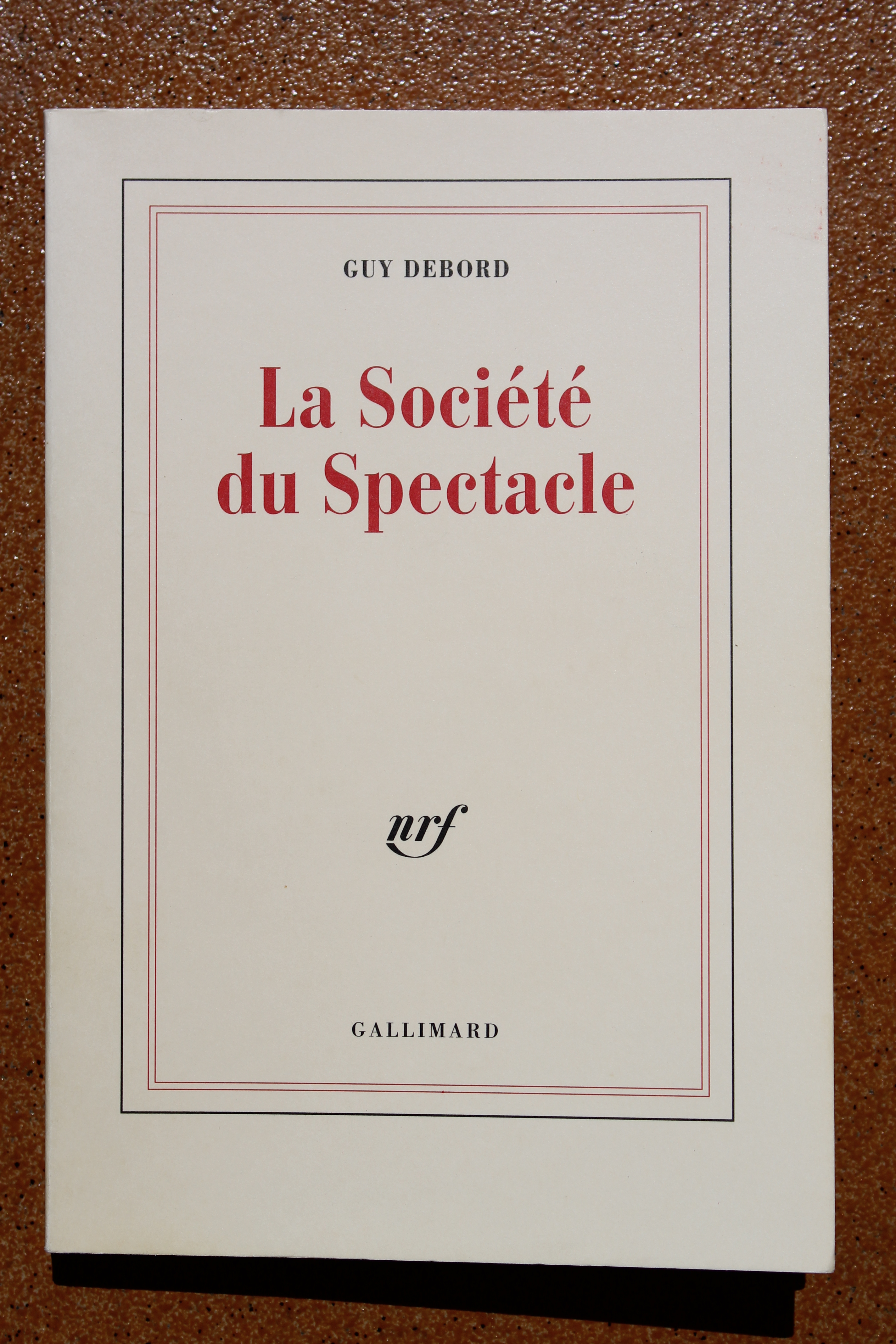
Dans La société du Spectacle, Debord réactualise la critique du fétichisme de la marchandise, que Marx développait en 1867 dans Le Capital.

En 1966, deux intellectuels français émettent des critiques radicales envers le concept d'humanisme, mais selon des points de vue très différents.
- Guy Debord estime que, complètement immergés dans la société de consommation et l'univers des mass media, les humains sont façonnés par eux, « aliénés », au point de devenir des « barbares » :

« Le barbare n’est plus au bout de la Terre, il est là, constitué en barbare précisément par sa participation obligée à la même consommation hiérarchisée. L’humanisme qui couvre cela est le contraire de l’homme, la négation de son activité et de son désir ; c’est l’humanisme de la marchandise, la bienveillance de la marchandise pour l’homme qu’elle parasite. Pour ceux qui réduisent les hommes aux objets, les objets paraissent avoir toutes les qualités humaines, et les manifestations humaines réelles se changent en inconscience animale. »

Debord développera cette idée l'année suivante dans son livre La société du Spectacle. Le terme « spectacle » ne signifiant pas « un ensemble d'images mais un rapport social entre des personnes, médiatisé par des images ».
- Michel Foucault, se référant au concept nietzschéen de « la mort de Dieu », annonce « la mort de l'homme », en tant qu'objet d’étude[265] :

« Plus que la mort de Dieu (ou plutôt "dans le sillage de cette mort", selon une corrélation profonde avec elle, ce qu'annonce la pensée de Nietzsche), c'est la fin de son meurtrier ; (…) c'est l'identité du Retour du Même et de l'absolue dispersion de l'homme. (…) L’homme est une invention dont l’archéologie de notre pensée montre aisément la date récente. Et peut-être la fin prochaine. »
Et considérant que toutes les positions morales et culturelles se valent, sont « relatives », il tourne le terme « humanisme » en dérision :

« On croit que l'humanisme est une notion très ancienne qui remonte à Montaigne et bien au-delà. (…) on s'imagine volontiers que l'humanisme a toujours été la grande constante de la culture occidentale. Ainsi, ce qui distinguerait cette culture des autres, des cultures orientales ou islamiques par exemple, ce serait l'humanisme. On s'émeut quand on reconnaît des traces de cet humanisme ailleurs, chez un auteur chinois ou arabe, et on a l'impression alors de communiquer avec l'universalité du genre humain.
Or non seulement l'humanisme n'existe pas dans les autres cultures, mais il est probablement dans la nôtre de l'ordre du mirage.
Dans l'enseignement secondaire, on apprend que le XVIe siècle a été l'âge de l'humanisme, que le classicisme a développé les grands thèmes de la nature humaine, que le XVIIIe siècle a créé les sciences positives et que nous en sommes arrivés enfin à connaître l'homme de façon positive, scientifique et rationnelle avec la biologie, la psychologie et la sociologie. Nous imaginons à la fois que l'humanisme a été la grande force qui animait notre développement historique et qu'il est finalement la récompense de ce développement, bref, qu'il en est le principe et la fin. Ce qui nous émerveille dans notre culture actuelle, c'est qu'elle puisse avoir le souci de l'humain. Et si l'on parle de la barbarie contemporaine, c'est dans la mesure où les machines, ou certaines institutions nous apparaissent comme non humaines.
Tout cela est de l'ordre de l'illusion. Premièrement, le mouvement humaniste date de la fin du XIXe siècle. Deuxièmement, quand on regarde d'un peu plus près les cultures des XVIe, XVIIe et XVIIIe siècles, on s'aperçoit que l'homme n'y tient littéralement aucune place. La culture est alors occupée par Dieu, par le monde, par la ressemblance des choses, par les lois de l'espace, certainement aussi par le corps, par les passions, par l'imagination. Mais l'homme lui-même en est tout à fait absent. »

#### L'humanisme contre l'homme

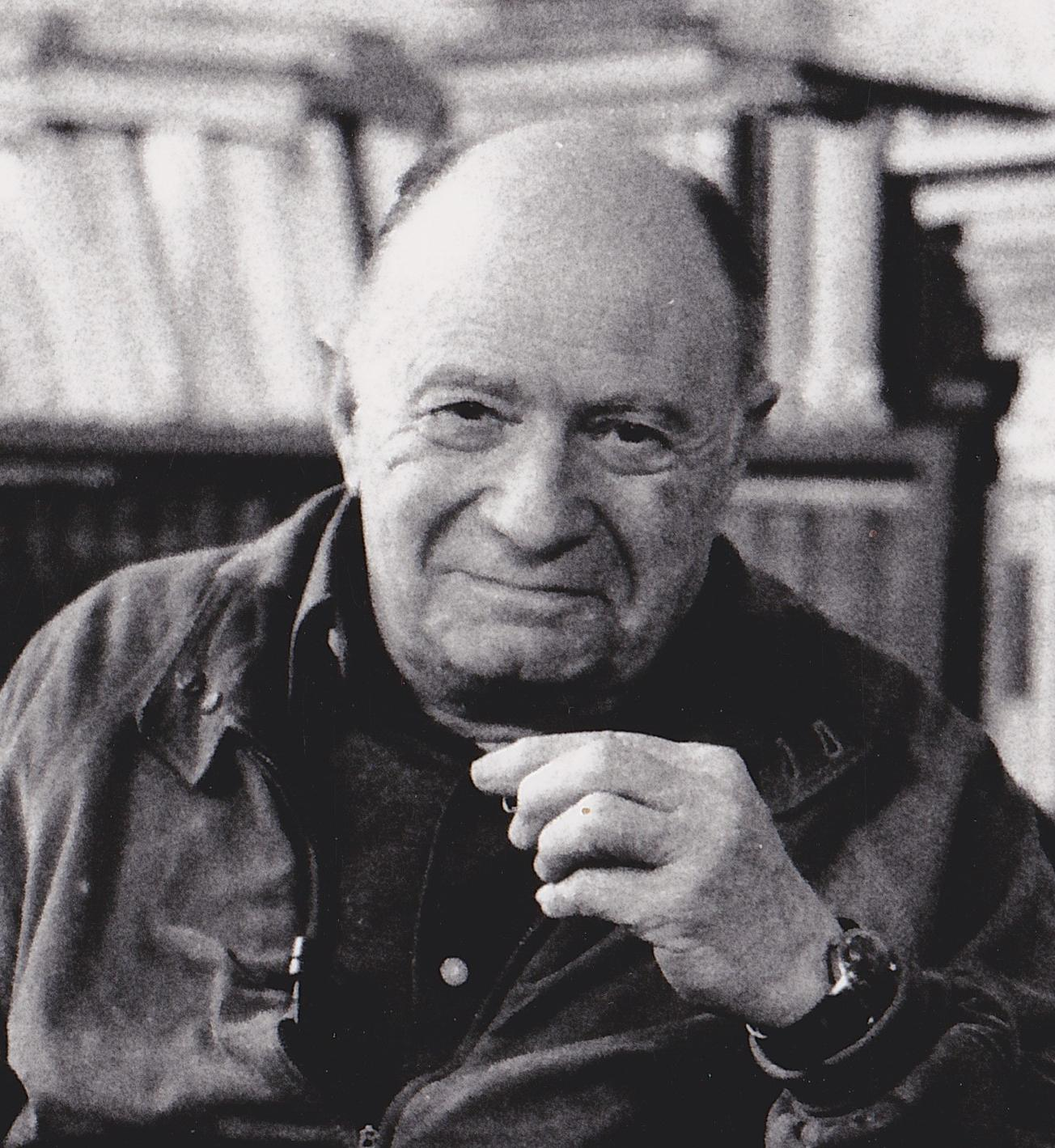
Jacques Ellul

Un an après les positions de Debord et Foucault, Ellul se livre à une critique plus radicale encore :

« Comment nier que l'humanisme a toujours été la grande pensée bourgeoise ? Voyez comme il s'est répandu partout. (…) Maintenant, il est un rassurant thème de devoirs d'école primaire et tout le monde en veut : il s'agit de prouver que le marxisme est un humanisme, que Teilhard est humaniste, que le christianisme est un humanisme, etc. Mais il est toujours le même. Il a toujours été ce mélange de pseudo-connaissance de l'homme au travers desdites humanités, de sentimentalité pleurnicharde sur la grandeur de l'homme, son passé, son avenir, ses pompes et ses œuvres, et sa projection dans l'absolu de l'Homme, titularisé. L'humanisme n'est rien de plus qu'une théorie sur l'homme.
Depuis longtemps, on a dénoncé le fait que, grâce à cette théorie, grâce à cette exaltation, on pouvait éviter de considérer la réalité, le concret, la situation vécue de l'homme. (…) L'humanisme est la plus grande parade contre la réalité. Il s'est présenté comme doctrine pour éviter que, du premier coup, chacun ne voie qu'il était simple discours et idéologie ». (…) Doctrine, certes, mais toujours exposée dans les larmoiements. (…) Le tremolo est la marque du sérieux. Il fallait à tout prix empêcher d'apercevoir le hiatus entre « l'Homme de l'humanisme » et « les hommes menant leur vie concrète ». C'est la sentimentalité qui comble le hiatus. (…) L'unité de l'objet et du sujet se reconstitue dans la sentimentalité. On ne peut plus à ce moment accuser l'humanisme de manquer de sérieux ou de concret. Cette comédie du sérieux à l'état pur fut encore une invention géniale du bourgeois. elle révèle par son existence même ce qu'elle prétendait cacher, à savoir l'éclatement de l'homme, dénoncé par Marx, et non seulement voilé mais provoqué par l'humanisme lui-même. Il suffit de poser la question de la coïncidence historique : « Quand donc l'humanisme fut-il clamé et proclamé ? ». Exactement au moment où, dans ses racines, l'homme commençait à être mis en question par l'homme. »

Pour expliquer comment et pourquoi « l'humanisme est la plus grande parade contre la réalité », Ellul précise :

« Se justifier soi-même est la plus grande entreprise de l'homme, avec l'esprit de puissance, ou plutôt après la manifestation de cet esprit. Car l'homme ayant agi ou vécu selon cet esprit ne peut pas se contenter d'avoir réalisé sa puissance, il faut encore qu'il se proclame juste. »

Globalement, il approuve l'analyse de Debord mais très partiellement seulement celle de Foucault :

« (Son) radical rejet de presque tout ce qui constitue l'humanisme est bon. Mais (il) a tort de ne pas voir que, ce faisant, il poursuit exactement ce que l'humanisme avait commencé. L'humanisme, système de liquidation de l'homme dans sa période primaire de son asservissement, de sa mise en question, œuvres l'un et l'autre du bourgeois, n'est plus aujourd'hui pour continuer la persévérante néantisation de l'homme. Les moyens (techniques) dépassent infiniment l'idéologie (de l'humanisme). Il fallait mettre en accord la pensée avec la situation. »

Ellul reproche ainsi à Foucault d'exprimer une « fausse contradiction » : compte tenu de la prégnance de l'idéologie technicienne, il est non seulement inutile de critiquer l'humanisme sans critiquer l'idéologie technicienne mais critiquer le premier sans critiquer la seconde revient à alimenter soi-même la seconde.

#### «Renaissance de l'humanisme»?
S'opposant à ces prises de positions pour le moins négatives, certains veulent croire en la pertinence du concept d'humanisme. C'est entre autres le cas de deux scientifiques français : l'ethnologue Claude Levi-Strauss, en 1973, puis le neurobiologiste Jean-Pierre Changeux, dix ans plus tard.
Tous deux se disent humanistes mais leurs points de vue sont radicalement différents.

##### Humanisme et ethnologie

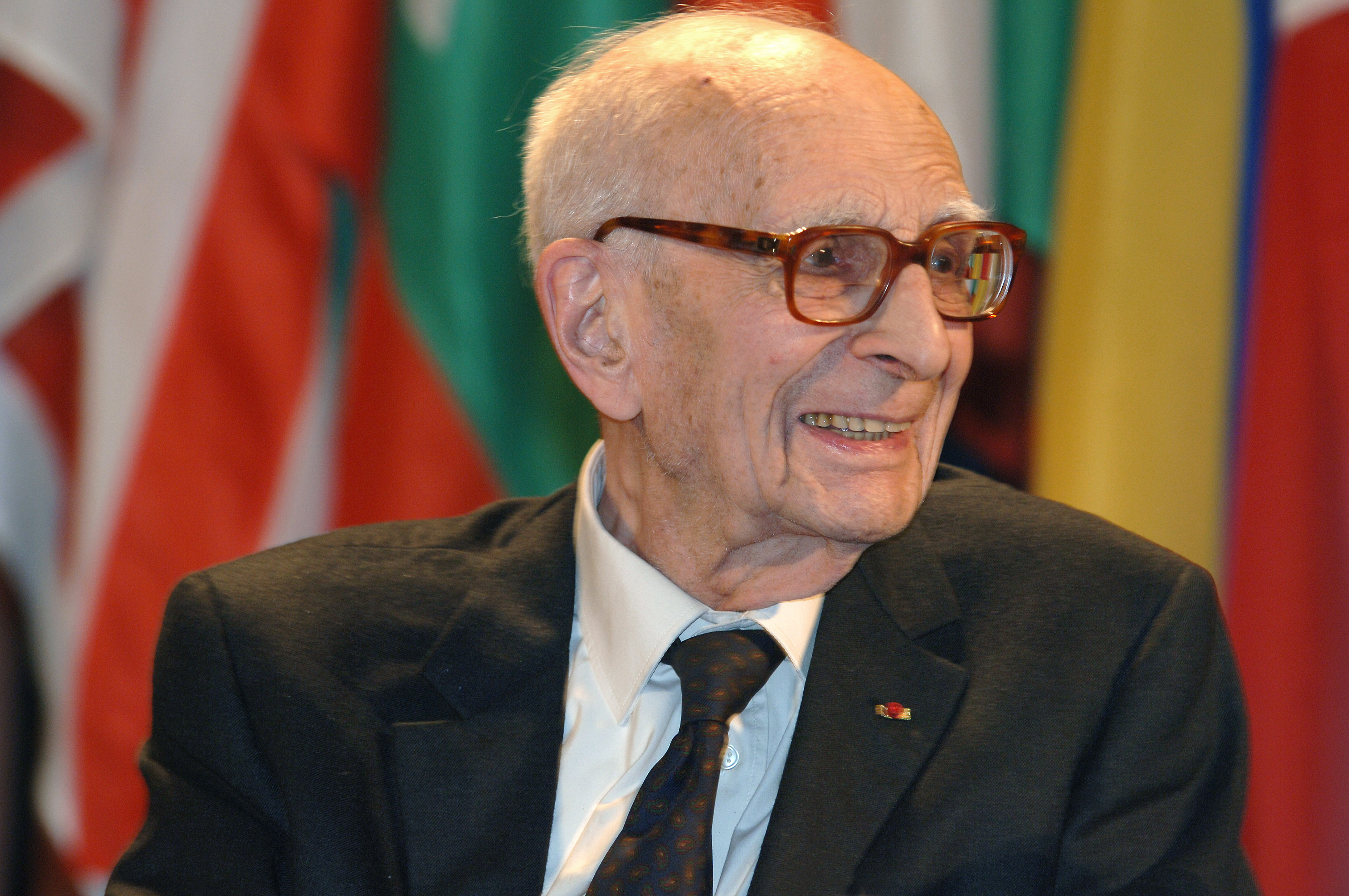
Claude Levi-Strauss

Selon Claude Levi-Strauss, « après l’humanisme aristocratique de la Renaissance et l’humanisme bourgeois du XIXe siècle », l’ethnologie pourrait marquer l’avènement d’un nouvel humanisme :

« Quand les hommes de la fin du Moyen Âge et de la Renaissance ont redécouvert l’antiquité gréco-romaine, (…) (ils) reconnaissai(en)t qu’aucune civilisation ne peut se penser elle-même, si elle ne dispose pas de quelques autres pour servir de terme de comparaison. La Renaissance a retrouvé, dans la littérature ancienne (…) le moyen de mettre sa propre culture en perspective, en confrontant les conceptions contemporaines à celles d’autres temps et d’autres lieux. (…) Aux XVIIe et XIXe siècles, l’humanisme s’élargit avec le progrès de l’exploration géographique. (…) En s’intéressant aujourd’hui aux dernières civilisations encore dédaignées - les sociétés dites primitives - l’ethnologie fait parcourir à l’humanisme sa troisième étape. Sans doute sera-t-elle aussi la dernière, puisqu’après cela, l’homme n’aura plus rien à découvrir de lui-même, au moins en extension,. »

##### «L'homme neuronal»
En 1983 parait en France L'homme neuronal, de Jean-Pierre Changeux, un ouvrage qui déclenche un grand nombre de réactions, notamment chez les philosophes et les psychanalystes. Portée par les avancées dans le domaine des neurosciences, la thèse développée est biologisante : elle s'appuie sur un modèle théorique scientiste et réductionniste qui consiste à appliquer aux phénomènes sociaux une grille de lecture inspirée des sciences de la vie ; autrement dit selon lequel les conditions naturelles et organiques de la vie et de son évolution (gènes, hormones, neurotransmetteurs, lois néodarwiniennes) constituent la base non seulement de la réalité physique des hommes mais aussi de ce qui autrefois était considéré comme « spirituel » : « le clivage entre activités mentales et neuronales ne se justifie pas. Désormais à quoi bon parler d'esprit ? », résume Changeux. En cela, sa conception de l'homme est l'héritière de la philosophie mécaniste de Descartes (théorie de l'homme-machine, début du XVIIe siècle) et de La Mettrie (début du XVIIIe siècle), du transformisme de Lamarck (fin du XVIIIe siècle) et du darwinisme social d'Herbert Spencer (fin du XIXe siècle) ; et plus récemment de la psychologie évolutionniste (début du XXe siècle) et de la sociobiologie (seconde moitié du XXe siècle).

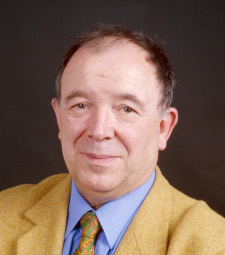
Jean-Pierre Changeux

Mais Changeux se défend d'être déterministe, plus précisément adaptationniste. Selon lui, le cerveau peut faire preuve d'une plasticité étonnante et, du moment que l'on prend conscience de son fonctionnement, on peut agir sur soi-même, développer les capacités que l'on souhaite et modifier dans une certaine mesure ses comportements. L'homme est « programmé pour être libre ». À la question, « la biologie est-elle un humanisme ? », le sociologue Sébastien Lemerle répond qu'il y voit surtout le signe d'un conformisme extrême au libéralisme économique : « Dès le début des années 1980, Robert Castel observait que la passion pour la biologie pouvait être une arme de guerre contre la pensée critique. Dans les entreprises, racontait-il, quand les salariés se plaignent d'être dépossédés de leur autonomie par une nouvelle organisation du travail, l'une des réponses des services de gestion du personnel consiste à reformuler les problèmes dans un registre « psychologisant » fondé en partie sur la biologie : « Votre mal-être est un problème relationnel, on peut y remédier en vous aidant à vous reprogrammer et en éliminant les pensées et comportements négatifs », grâce à la programmation neuro-linguistique par exemple. Pour le biologisme, plutôt que de changer le monde, il vaut mieux s'y adapter ».
Toutefois, le mathématicien Jean-Pierre Kahane voit dans la pensée de Changeux la marque d'un « vibrant humanisme ». De même, les organisateurs du Prix Balzan (prix littéraire pour les neurosciences cognitives) estiment qu'il est « un maître à penser, un humaniste du XXIe siècle ». La journaliste Caroline Delage considère qu'il est « le parfait exemple de ce que l'on appelait autrefois un humaniste : un homme pétri d'histoire, de sciences et de beaux-arts ». Changeux lui-même déclare « désirer faire passer un message humaniste ».

#### Humanisme et autres «-ismes»
À partir des années 1970, différents intellectuels estiment qu'il importe d'analyser le mot « humanisme » ainsi que tous ceux auxquels il est le plus souvent associé (christianisme, athéisme, scientisme, marxisme…) afin de déceler : 1°) ce qui les rapproche par delà leur antagonisme apparent ; 2°) inversement, le côté utopique de vouloir les associer ; 3°) l'impossibilité pure et simple de les définir.

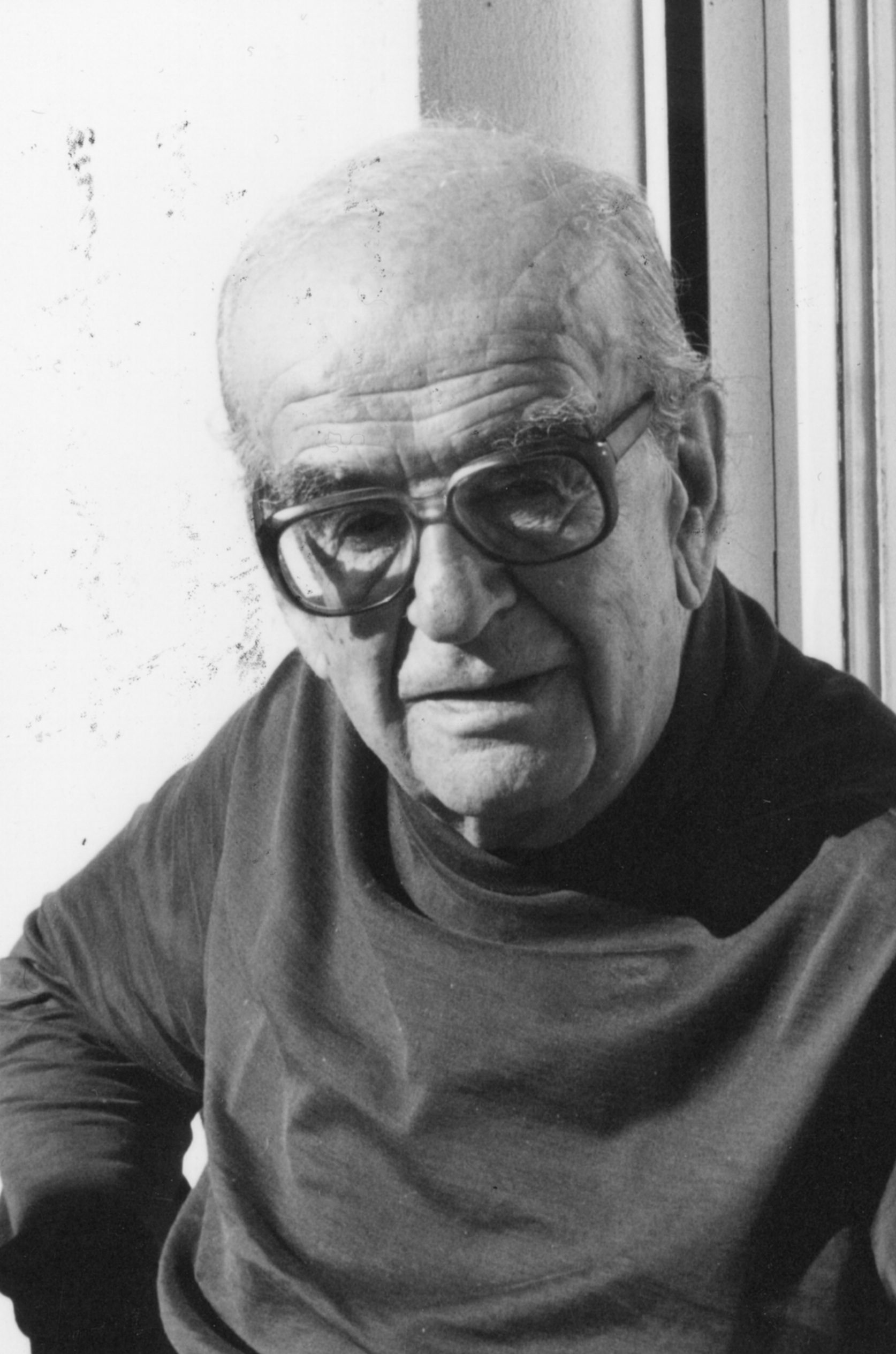
Ernesto Grassi

- En 1979, Jacques Ellul se réfère entre autres à la théologie de la libération pour démontrer que « christianisme » et « marxisme » ne sont nullement contradictoires, précisément parce qu'ils sont tous deux des idéologies ; terme qu'il définit ainsi : « dégradation sentimentale et vulgarisée d'une doctrine politique ou d'une conception globale du monde »[282].

- En 1982, Ernesto Grassi, à l'inverse, démontre le caractère aporétique de l'expression « marxisme-humanisme », se référant à la fois à l'humanisme de la Renaissance, aux théories de l'histoire de Vico et aux positions d'Heidegger[283],[284] (lire infra). Selon lui, « le marxisme a négligé la relation établie par Vico entre travail et imagination. C'est le cœur de la différence entre marxisme et humanisme »[285].

- En 1995, l'historienne hongroise Mária Ormos (hu) estime que, compte tenu des effets de propagande, les mots sont complètement dévalués : la distinction entre l'« humanisme » affiché du stalinisme et l'« anti-humanisme » du nazisme ne peut être la source d'aucun enseignement, elle n'a pas de sens[286].

#### Humanitarisme et humanitude

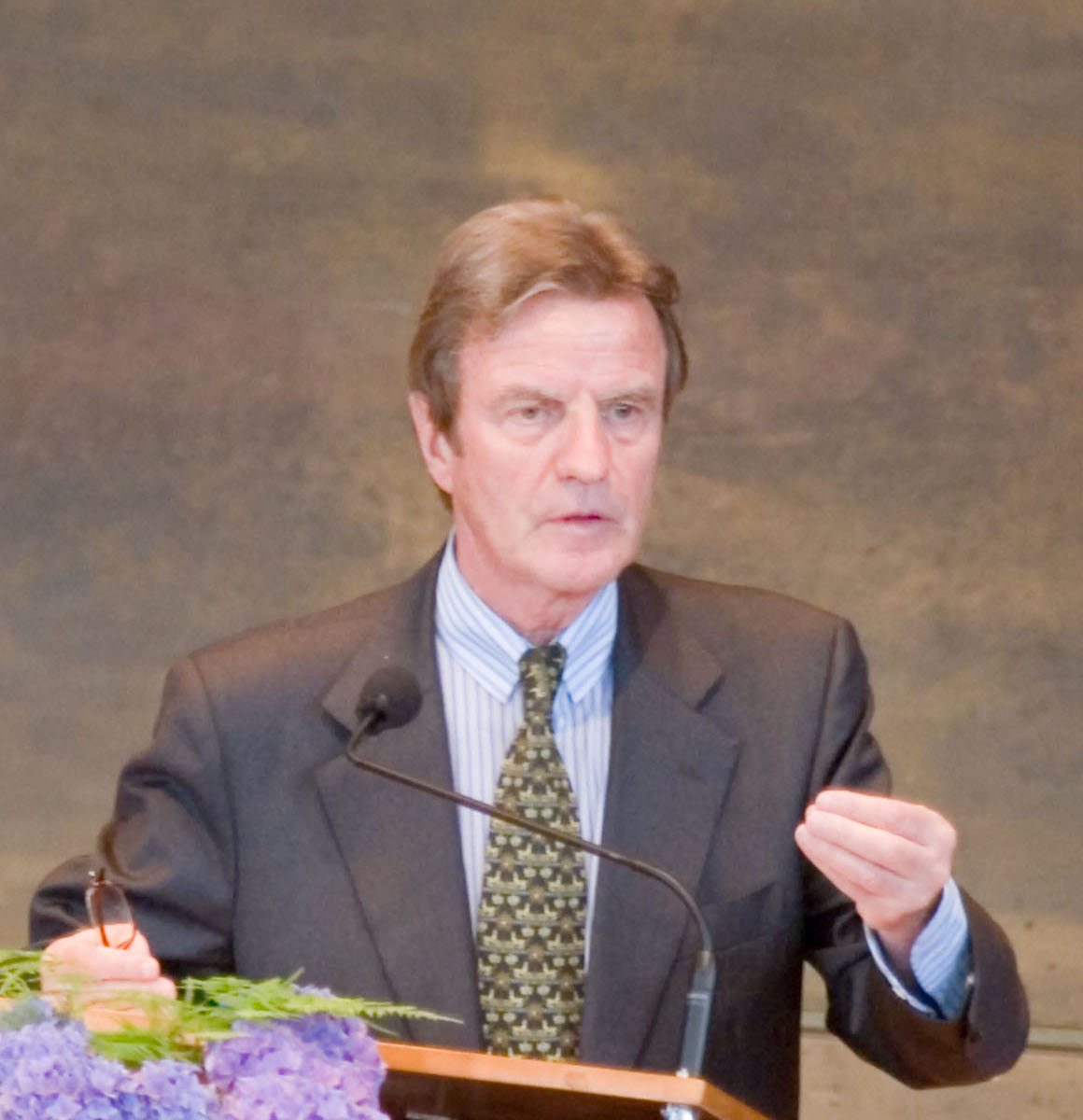
Bernard Kouchner, promoteur du droit d’ingérence humanitaire.

À la fin du siècle, l'idéologie humaniste est entrée dans le moule institutionnel (lire infra) et les expressions ingérence humanitaire et aide humanitaire font partie du langage usuel. Mais au-delà des arguments invoqués (entre-aide, générosité…), les critiques fusent.
En 1992, certains militants libertaires rapprochent l'humanitarisme des pratiques de philanthropie mises en place à la fin du XVIIIe siècle par les cercles libéraux : « les organisations humanitaires ressemblent aux femmes de patrons qui s'occupaient des pauvres pendant que leurs maris les fabriquaient ».
Les milieux conservateurs ne sont pas non plus avares de critiques. Ainsi, en 1993, Luc Ferry fait remarquer que « l'on reproche volontiers au droit-de-l'hommisme de verser dans un « universalisme abstrait » et désincarné, oublieux des réalités historiques qui, seules, permettent de comprendre le sens véritable des conflits humains. Bien plus, on soupçonne la nouvelle charité de faire trop bon ménage avec le « business » : pour l'essentiel, elle servirait à donner bonne conscience aux téléspectateurs tout en assurant le succès médiatique de ses promoteurs ».

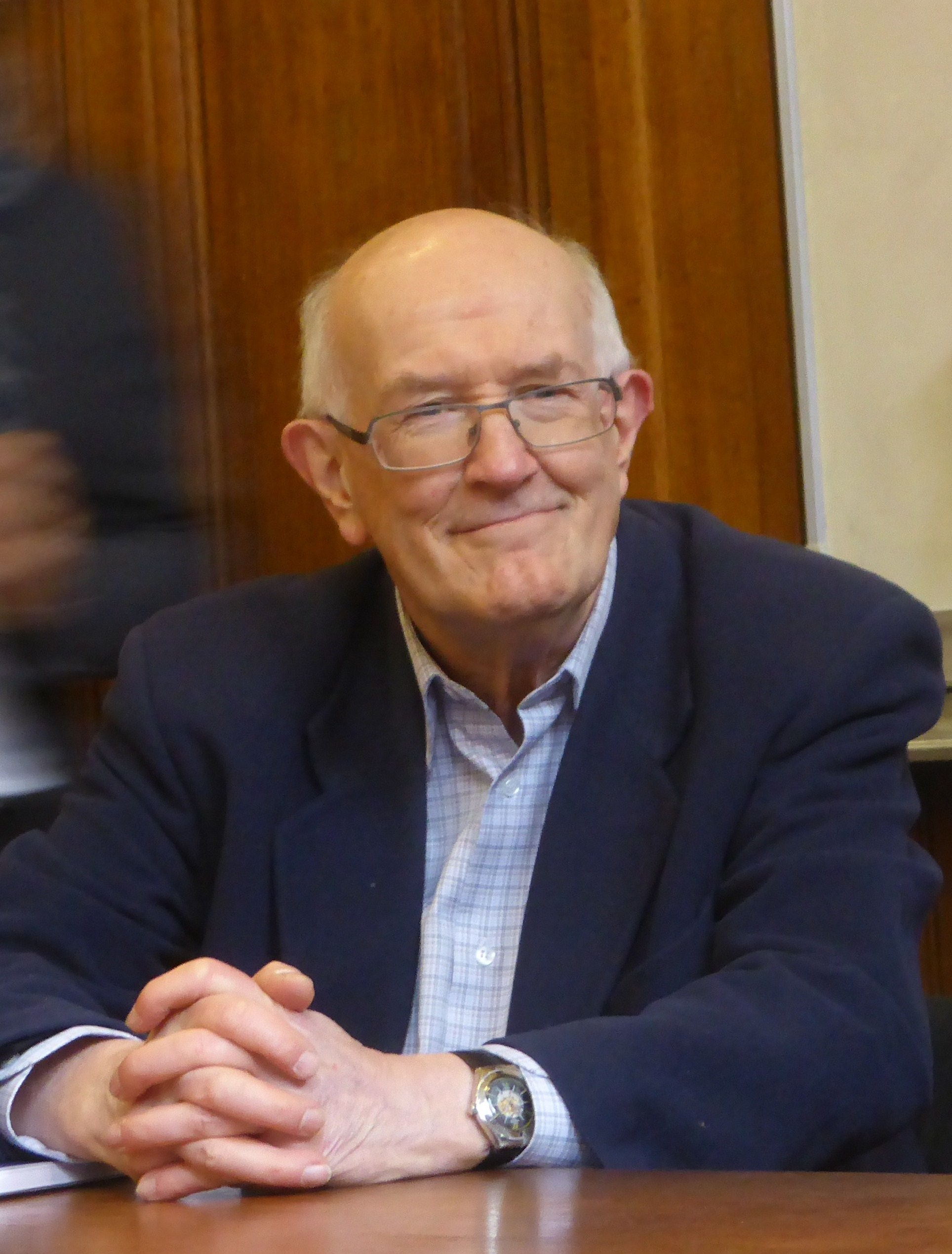
Marcel Gauchet

De fait, l'« humanitaire » s'est mué en véritable marché, offrant notamment un nombre substantiel de débouchés.
Selon Marcel Gauchet, une « politique des droits de l’homme » est née en raison d’une « puissante poussée d’individualisme » mais le fait que les droits de l’homme sont précisément érigés en politique révèle « une incapacité à se représenter l’avenir et une impuissance à penser la coexistence de l’individu et de la société ».
Par ailleurs, tout comme le concept de droit de l'homme, celui d'humanitude est dilué dans les logiques marchandes : alors qu'en 1987, le philosophe Albert Jacquard le définissait comme « les cadeaux que les hommes se sont faits les uns aux autres depuis qu'ils ont conscience d'être », deux psycho-gériatres le réduisent par la suite à une marque déposée de soins.
Les recommandations de Gauchet pour que "l'humanitaire" ne soit pas instrumentalisé par le marché et, plus largement, par l'idéologie du développement restent assez peu entendues. En revanche, les prises de position conciliant "humanitaire" et "humanisme" se poursuivent au XXIe siècle.

#### Pour un «humanisme paradoxal et tragique»
En 1993, Jean-Michel Besnier préconise un renouveau de l'humanisme. Celui-ci, estime-t-il, doit être « paradoxal et tragique » :

« C'est dans la désillusion qu'il faut puiser les armes du renouveau. (…) Ayons le courage d'admettre que l'homme est méchant et naturellement égoïste, que la culture ne le met pas à l'abri des régressions vers la barbarie et que rien jusqu'à présent ne le distingue radicalement des animaux eux-mêmes. (…) L'humanisme désillusionné auquel nous sommes désormais contraints sera forcément non dogmatique : sa force résidera dans le refus qu'il oppose à toute ambition de réduire l'homme à une essence éternelle ou à une définition générique (…). Si l'optimisme ne nous est plus permis, il reste en revanche à accueillir la puissance mobilisatrice du pessimisme : car c'est être humaniste que de dire « non » au monde tel qu'il va et aussi de savoir (…) que l'inhumain est une part nécessaire de l'humain. (…) La ruine des absolus est une chance pour les hommes. (…) Enfin, n'est-il pas bon que l'humanisme se dégage du mol oreiller des consensus ? La bannière ne rassemblera qu'en tenant compte de ce qui divise. (…) Il n'est d'attitude humaniste que dans la sauvegarde des espaces où peuvent se négocier les conflits. (…) Un pessimisme actif vaut mieux qu'un optimisme béat, la régulation des conflits est préférable au confort éphémère des consensus et la charge contre le présent, même dépourvue d'illusions, comporte davantage d'humanité que la fuite en avant vers quelque insoutenable bonheur. Il n'est d'humanisme que paradoxal et tragique. »

#### «Idéal» versus «idéologie»

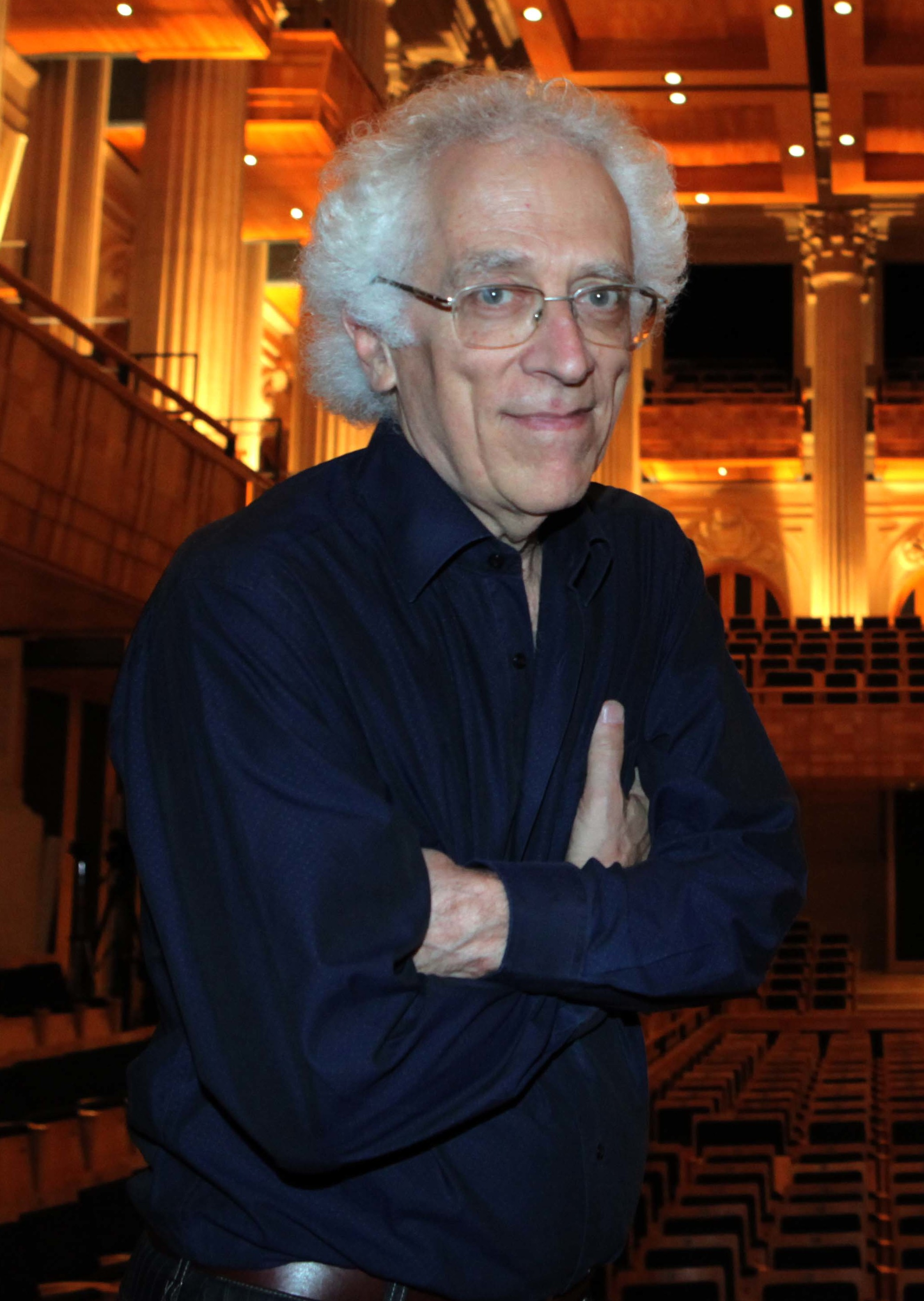
Tzvetan Todorov

En 1998, Tzvetan Todorov s’éloigne de ses premières analyses structuralistes pour aborder la notion d’humanisme, en la démarquant catégoriquement de ce qu'il appelle l’« humanisme conservateur », l’« humanisme scientiste » et l’« humanisme individualiste », mais également de l'« humanisme politique » (notamment sa variante républicaine coloniale) et de l'« humanisme des Droits de l’homme ». Il considère que, dans toutes ces familles, on veut « continuer à jouir de la liberté sans avoir à en payer le prix » et il plaide en définitive pour un humanisme basé sur trois principes qu'il appelle l’« autonomie du je », la « finalité du tu » et l’« universalité des ils ».
Commentant son livre, Sophie Ernst, philosophe à l'INRP propose cette typologie :

« Il y aurait l’humanisme comme idéologie, lorsque ne fonctionne qu’un simple schéma engendrant des lieux communs, assez nettement identifiables, et il y aurait l’humanisme comme idéal, ce que Todorov a tenté de reconstruire avec une certaine plausibilité. Mais pour ne pas tomber dans les travers de l’humanisme comme idéologie, cet humanisme comme idéal ouvert et comme matrice créative (…) a besoin de s’enraciner dans l’humanisme comme corpus. »

#### Post-humanisme

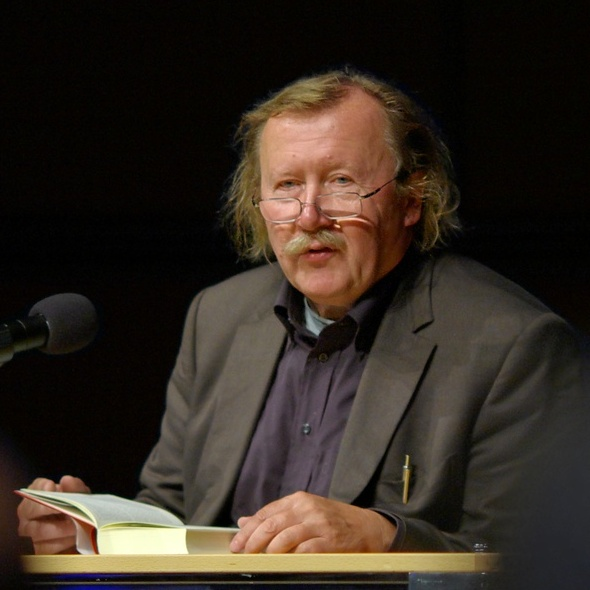
Peter Sloterdijk

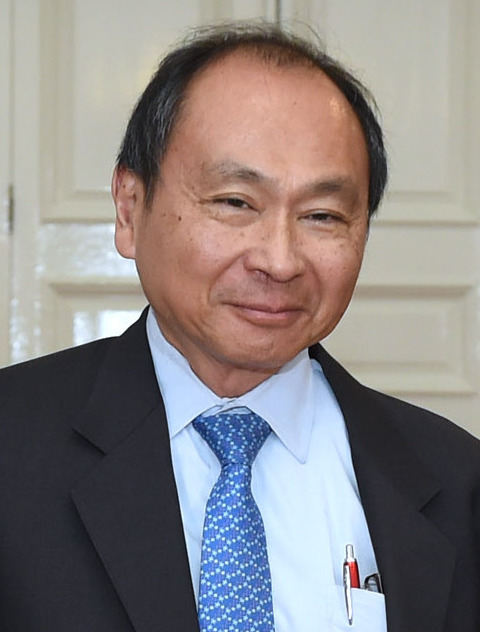
Francis Fukuyama

En 1998, dans son essai Règles pour le parc humain, sous-titré Une lettre en réponse à la Lettre sur l'humanisme de Heidegger, le philosophe Peter Sloterdijk considère que l'humanisme, par l'intermédiaire des livres, a longtemps servi aux hommes à se donner une consistance, une raison d'être, une bonne conscience : cela leur a permis de « se domestiquer ». Mais l'avènement de la culture de masse et la prétendue « révolution » numérique clôturent définitivement cette époque : le temps de l'humanisme est révolu. Il l'est d'autant plus que, malgré les bonnes intentions qu'il affichait, il a dégénéré en bolchévisme ou en fascisme. « Qu'est-ce qui apprivoise encore l'être humain quand l'humanisme échoue dans son rôle d'école de l'apprivoisement ? », conclut le philosophe.
L'année suivante, l'Américain Francis Fukuyama tire à son tour un signal d'alarme. Dans un article intitulé « Le dernier homme dans une bouteille », et surtout en 2002, dans son livre Our Posthuman Future (traduit la même année en français par La fin de l'homme), il popularise l'expression « post-humanisme ».
On confond souvent les termes « post-humanisme » et « transhumanisme ». Ainsi lorsqu'en 2002 le Français Rémi Sussan écrit :

« Le transhumanisme, c’est l’idée que la technologie donne à l’homme les moyens de s’affranchir de la plupart des limitations qui lui ont été imposées par l’évolution, la mort étant la première d’entre elles. À terme, on pourrait voir naître, au-delà du post-humain, les premières créatures post-biologiques : soit des intelligences artificielles succèderont à leurs géniteurs humains, soit les hommes eux-mêmes fusionnés avec la machine jusqu’à être méconnaissables. »

La différence entre les deux termes est pourtant essentielle. Le premier désigne le constat quelque peu désabusé (de Sloterdijk et Fukuyama) du dépassement de la condition humaine par les technologies. Le second désigne en revanche un courant de pensée prosélyte, issu d'un milieu d'ingénieurs (pour la plupart originaires de la Silicon Valley) qui, non seulement ne sont pas consternés par la situation mais tendent au contraire à s'en féliciter, tout en reconnaissant les risques et dangers que cette mutation soulève.

#### XXIesiècle

##### Humanisme et capitalisme

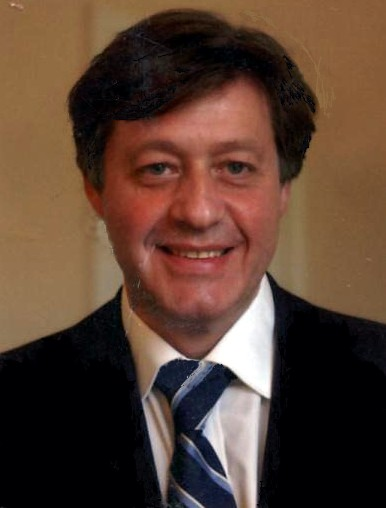
Selon l'essayiste néoconservateur
Yves Roucaute, « le néoconservatisme est un humanisme ».

À la fin de la Guerre froide et l'avènement de ce que l'on appelle à l'époque "la mondialisation", le libéralisme économique régit l’ensemble de la planète. En 2005, l'essayiste néoconservateur Yves Roucaute n'hésite pas à affirmer que "le néoconservatisme est un humanisme" : « né en proclamant "plus jamais Auschwitz", il a détruit l'URSS du goulag et ne détermine pas sans raisons la politique des États-Unis face au nouveau défi barbare et aux tyrans. Contre le relativisme, et au nom de l'humanité de l'homme, il exige le respect des droits naturels inaliénables ».

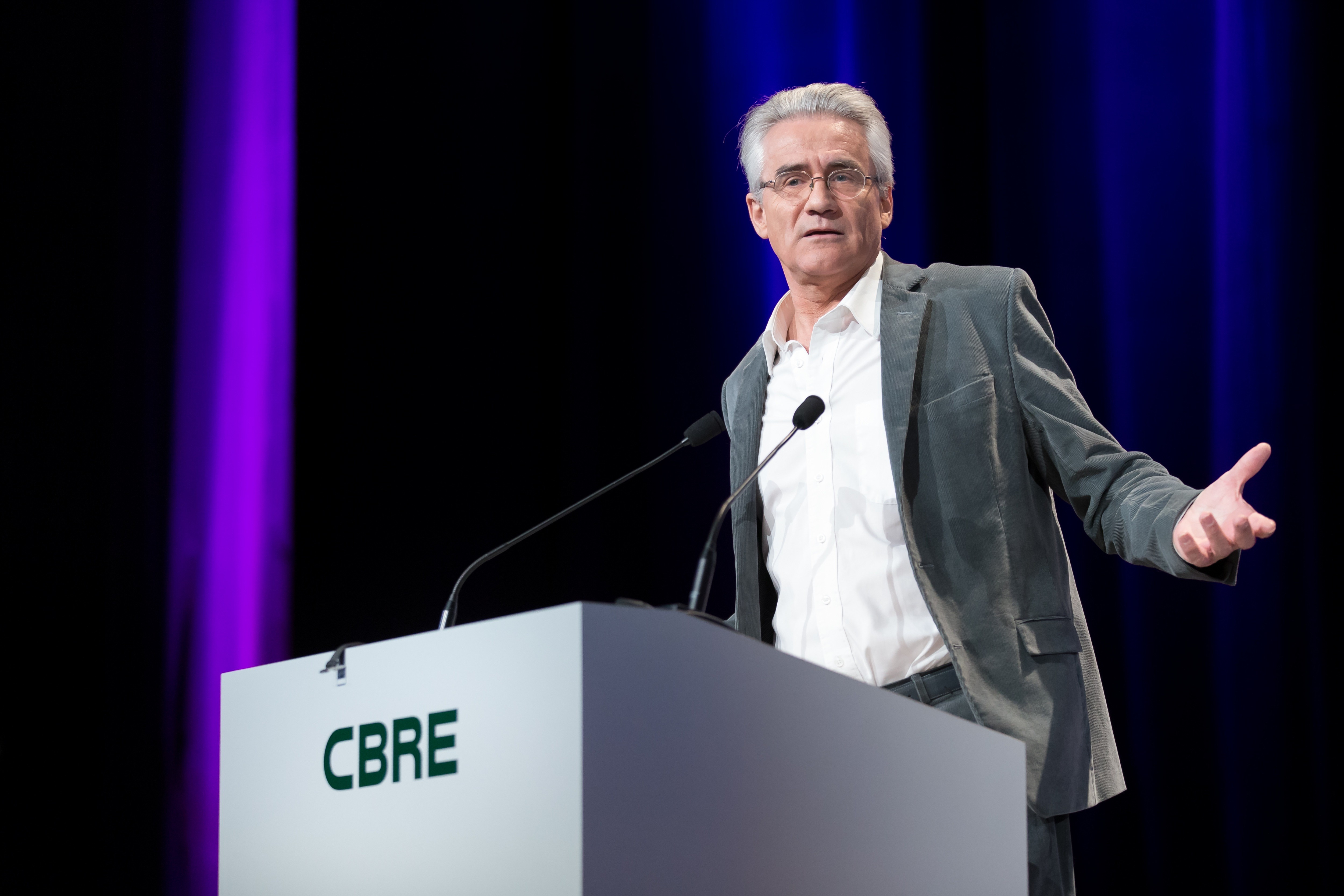
Le philosophe humaniste André Comte-Sponville, invité en 2013 par le CBRE, un groupe de conseil en immobilier d'entreprise.

Selon l'historien Jean-Pierre Bilski, le concept d'humanisme se trouve régulièrement instrumentalisé par l'idéologie capitaliste, de sorte à l'humaniser. Et alors qu'avec le néolibéralisme de plus en plus de services, autrefois gratuits, deviennent payants, un nombre important d’économistes, de philosophes et de sociologues se font généreusement rémunérer pour propager l'idée que le capitalisme est un humanisme. Ainsi, sollicités par le milieu du grand patronat (Medef, Total, Vivendi, AXA, Dexia, Engie, etc.), les Français Luc Ferry, et André Comte-Sponville,, qui prônent respectivement « l'humanisme de l'amour » et « l'humanisme de la miséricorde », touchent entre 6 000 et 8 000 euros par conférence, voire davantage.
De tels gains questionnent, sinon la crédibilité de la philosophie, du moins celle du propos : l'humanisme ne sert-il pas de caution morale au capitalisme ? Ferry pose la question et Comte-Sponville y répond. Il soutient que le travail est une valeur tout en qualifiant le capitalisme d'amoral. Il refuse en effet de l'évaluer en termes d'éthique au motif que celle-ci ne concerne que les individus. Et arguant que la majorité d'entre eux n'entendent pas changer de système, il cautionne la légitimité de celui-ci, non sans revendiquer un certain cynisme.

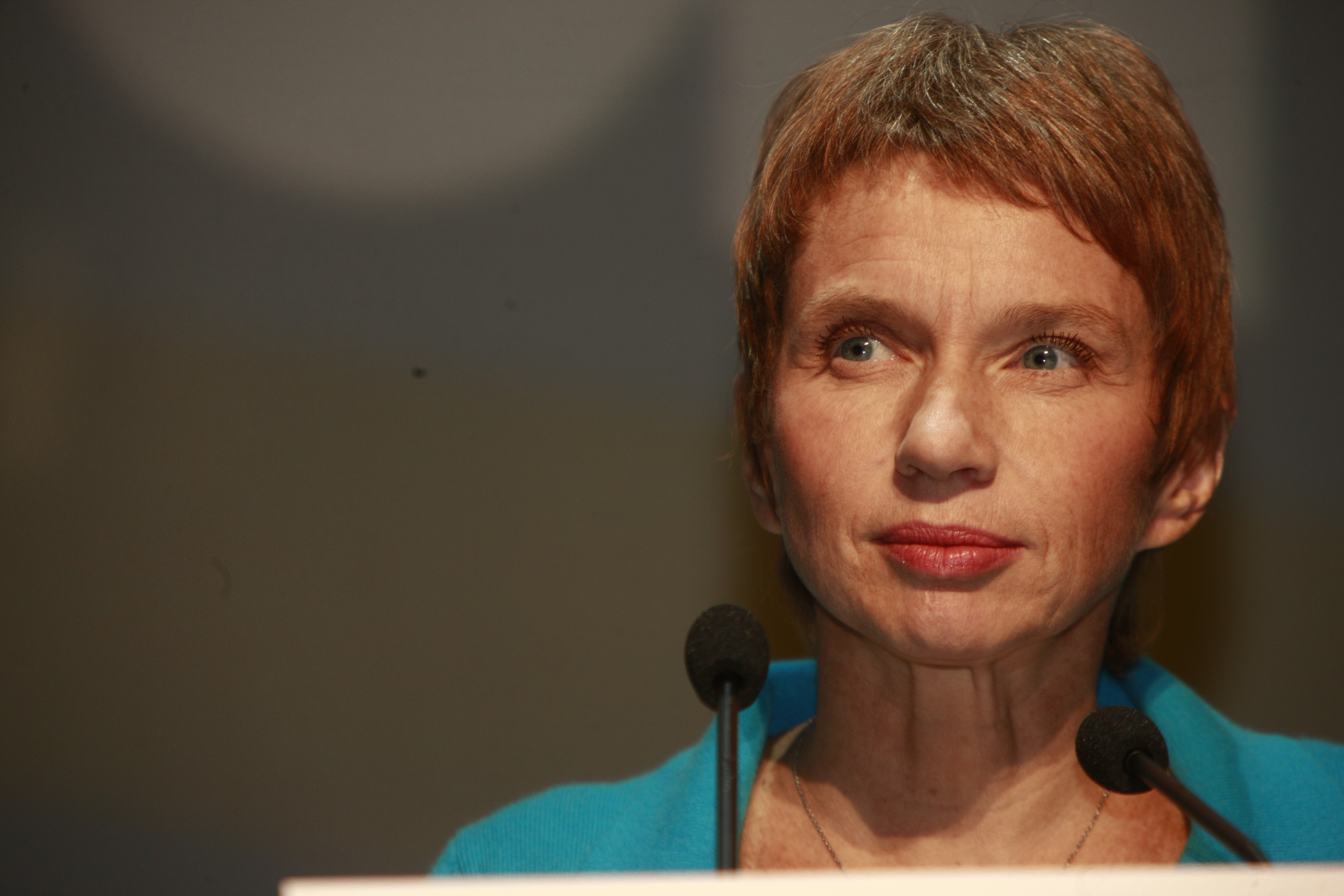
Laurence Parisot

Chez les patrons comme chez les économistes de sensibilité libérale, l'humanisme est fréquemment présenté comme une référence d'ordre éthique. Ainsi en 2012, Laurence Parisot, cite Érasme (« L'esprit d'entreprise est bien supérieur à l'activité de commerce qu'il engendre ») pour affirmer « l'ambition humaniste » du Medef, dont elle est présidente. « Quand nous disons "compétitivité", souligne-t-elle, nous voulons dire "compétitivité équitable", ce qui signifie que nous mettons toujours l'homme au cœur de nos projets ».
« Mettre l'homme au cœur des projets de l'entreprise »… Un an après le discours de Parisot, Jean-Michel Heitz, professeur en management, commente cette formule, après avoir convoqué un grand nombre de philosophes (Aristote, Kant, Hegel, Heidegger, Foucault, Ricœur…) :

« Bien-être et entreprise sont-ils des oxymores ? Seule la considération du profit semble dominer l’économie, on voit quotidiennement des cas de licenciements abusifs et les drames humains qui s’ensuivent engendrant chômage, précarité et perte d’estime de soi. Paradoxalement le discours ambiant ne cesse de scander son objectif : replacer l’homme au centre. Vœu pieux, utopie ? Lorsque l’on est un manager qui a réfléchi à ce que peut être l’humanisme à notre époque et dans ce cadre, on voit que la première condition pour lui donner un sens nouveau, c’est de créer le bien-être au travail, afin que chacun le vive comme une activité épanouissante et non pas destructrice. (…) Dans ma carrière de manager au sein d’entreprises de caractère international, il m’a fallu peu de temps pour vérifier que le bon management, efficace, ne peut s’appuyer que sur le respect des personnes. »

Se demandant "d'où vient cette aspiration à plus d'humanisme en entreprise", Christophe Faurie — un autre conseil en management — voit deux raisons : 

« La première est une réaction, violente, à la vogue de l’intelligence artificielle. On entend dire que l’intelligence artificielle pense mieux que l’homme. Elle va l’éliminer. Il va devenir un esclave de la machine et du capitalisme. Révoltons-nous. Sauvons notre âme… Paradoxalement, la seconde raison est économique. (…) Le succès d'Apple est dû à un créateur, irrationnel, les malheurs d'Alcatel à un gestionnaire, ultra rationnel. À trop vouloir calculer, on tue la poule aux œufs d’or, et donc on ruine l’actionnaire. »

##### Humanisme à l'agonie
En marge à la fois de l'instrumentalisation du discours humaniste dans le monde managérial, ou bien son discrédit par les philosophes postmodernes (dans le sillage de Foucault) ou encore l'utilisation fourre-tout du mot « humanisme », rares sont ceux qui manifestent un questionnement approfondi sur l'humanisme.
En quête permanente d'une issue positive au conflit israélo-palestinien, Edward Saïd lui consacre en 2003 son dernier livre. Et quelques jours avant sa mort, il précise qu'il croit encore à l'humanisme en tant que valeur : « … (ce) mot que, têtu, je continue à utiliser malgré son rejet méprisant par les critiques postmodernes sophistiquéstexte ». À la fin des années 2000, il arrive que le terme « humanisme » soit utilisé à des fins polémiques, pour alimenter des débats au sein d'une discipline en perte d'audience du fait de la montée en puissance des technologies, par exemple la psychanalyse à la suite de l'impact croissant des sciences cognitives dans la communauté scientifique. Mais les prises de position sont alors loin de faire l'unanimité,,.

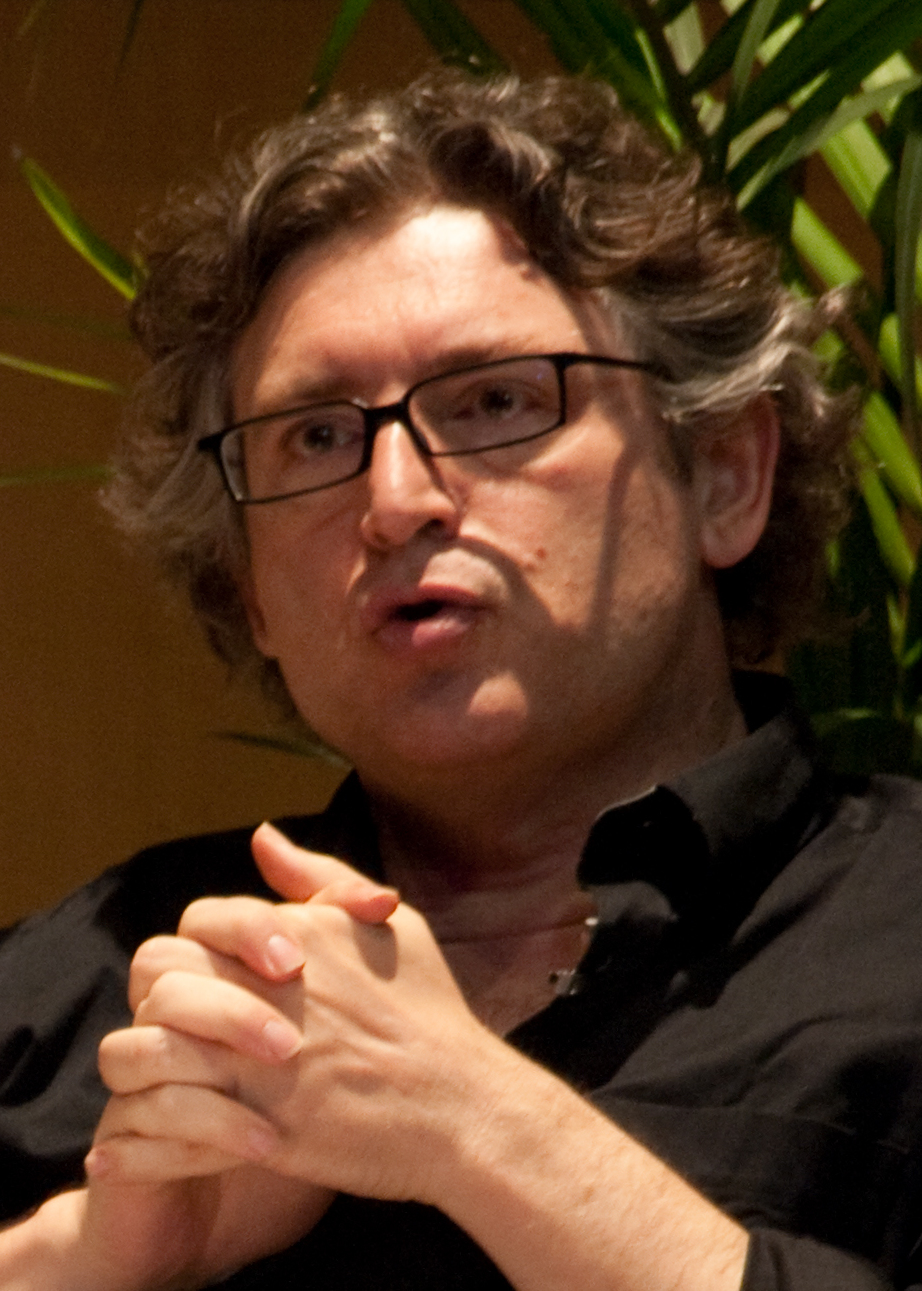
Michel Onfray

En 2009, le philosophe Michel Onfray est invité à se positionner sur la question de l'humanisme mais ses vues restent floues, voire très partagées. Ainsi, à la question qui lui est posée : « L’humanisme des lumières vous semble-t-il d’une portée universelle ? », il répond : « À l’heure de la montée de l’intégrisme religieux musulman, du retour du religieux chrétien ou bouddhiste, de la légitimation des communautarismes, (…) il faut oser à nouveau les Lumières européennes en pensant qu’il ne s’agit pas d’imposer notre modèle mais de le faire connaître et de laisser le choix après s’être assuré que les gens disposaient des moyens de savoir puis de pouvoir choisir ».
De même, à la question : « Si un humanisme politique est possible, comment le caractériser aujourd’hui ? », il répond par une suite d'adjectifs : « Libertaire, républicain, hédoniste, féministe, cosmopolite, internationaliste, culturel, pédagogique… »

#### Pape François

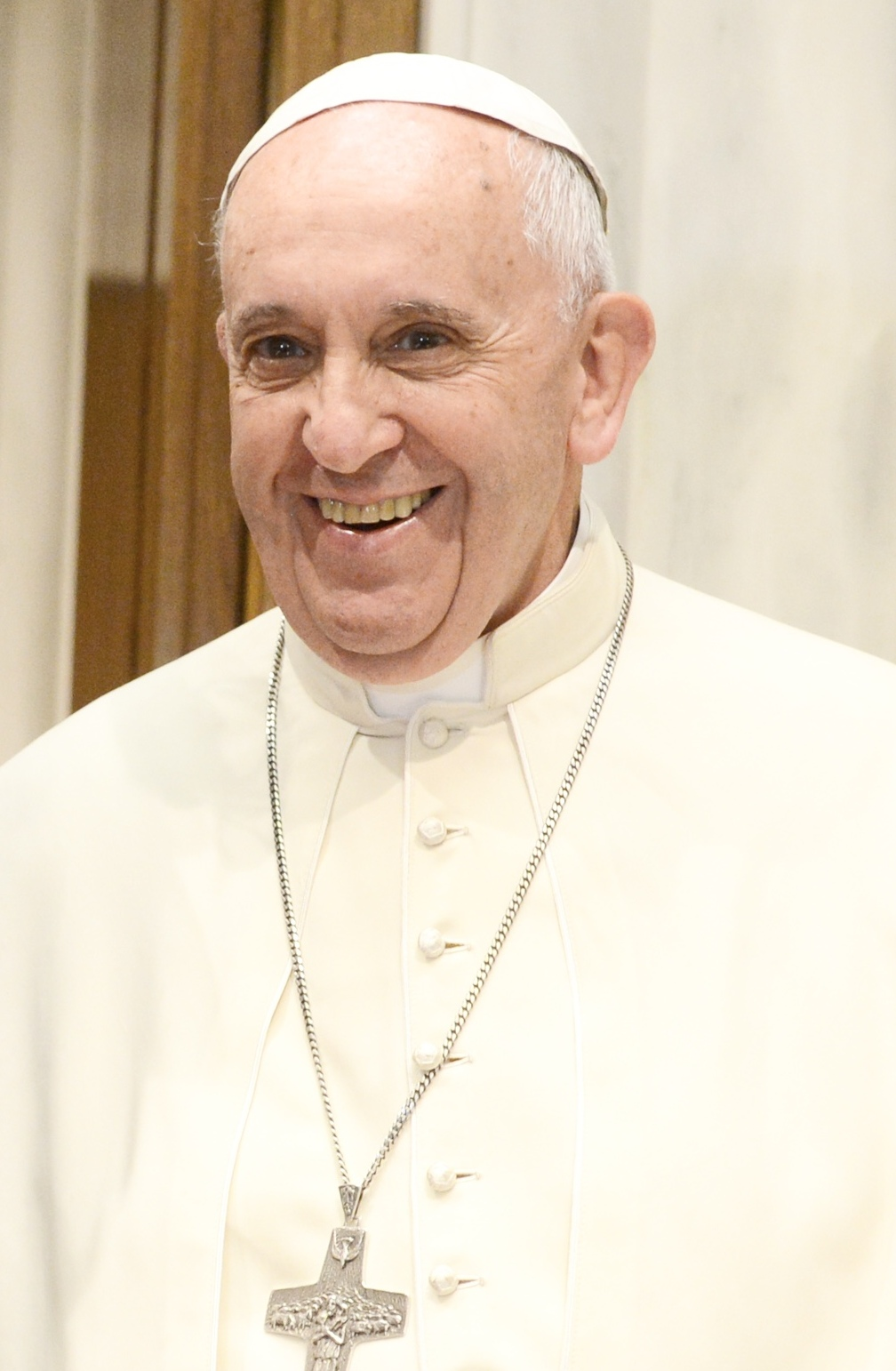
Le pape François

Bien que certains chrétiens contestent vivement l'idée que l'on puisse concilier christianisme et humanisme, ce n'est pas la position affichée par le Vatican ou dans l'environnement du pape.
En 2015, le pape François concentre sa réflexion sur le concept d'humanisme chrétien, précisant que ses bases sont l'humilité, le désintéressement et la béatitude et que les « tentations » qui empêchent son développement sont le pélagianisme et le gnosticisme. En 2016, il appelle les Européens à « un nouvel humanisme », tout en admettant que cette idée relève du « rêve » et d'une « utopie saine » : « Je rêve d’une Europe où être migrant ne soit pas un délit mais plutôt une invitation à un plus grand engagement dans la dignité de l’être humain tout entier. (…) Je rêve d’une Europe dont on ne puisse pas dire que son engagement pour les droits humains a été sa dernière utopie ».

##### De l'humanisme au transhumanisme
Le début de ce siècle est traversé par un certain nombre d'inquiétudes (catastrophe écologique, montée du terrorisme…) et d'incertitudes, toutes liées à la démocratisation des technologies (elles sont toujours plus accessibles à tout un chacun), à leur montée en puissance incessante (notamment l'intelligence artificielle et les techniques de manipulations du vivant) et au fait que le droit et l'éthique ont de plus en plus de mal à suivre le rythme des innovations. Si bien que le développement exponentiel des technologies met à mal le concept d'humanisme et que le débat sur l'humanisme se déporte peu à peu sur la question du post-humanisme et du transhumanisme.
Les questions se multiplient dans la littérature et les médias : les humains sont-ils maîtres de la technologie ou « contraints » d'innover sans cesse ? Celle-ci les oblige-t-ils à « se réinventer » sans cesse ? Seront-ils un jour « remplacés », voire « dépassés » par elle ? Dès à présent, sont-ils encore autonomes ? Face aux droits de l'homme, faut-il envisager un droit du robot ?
Après que l'humanisme de la Renaissance se soit constitué autour de l'idée que la raison peut se développer indépendamment de la foi et que celui des Lumières se soit construit autour de la prétention de la première à se substituer à la seconde, les « technoprophètes » affirment que le temps de l'humanisme est clos et qu'en revanche s'ouvre celui du transhumanisme,. Leurs prises de position divisent alors ouvertement deux camps : d'un côté les technophiles, qui estiment que « l’innovation résoudra tous nos maux » ; en face, les technophobes, « qui craignent perpétuellement le pire » et selon qui, en particulier, l'« intelligence artificielle est contraire à la dignité humaine ».
Dans le sillage de l'« humanisme difficile » de Simondon (lire infra), le philosophe belge Gilbert Hottois estime non seulement que le transhumanisme ne contredit pas l'humanisme mais qu'il s'inscrit dans sa lignée :

« Le transhumanisme offre quelque chose à répondre aux religions et aux métaphysiques qui continuent de jouer un rôle considérable de légitimation, souvent implicite voire inconsciente, dans les prises de position éthique et politique pour ou contre les projets de recherche et les innovations. […] Il offre encore quelque chose à dire face au nihilisme, c’est-à-dire au vide laissé par l’effondrement des grandes religions, métaphysiques et idéologies modernes. […] Il promeut rationnellement et délibérément une espérance d’auto-transcendance matérielle de l’espèce humaine, sans limites absolues a priori… […] Son intérêt est aussi critique : il invite à réfléchir à certains préjugés et illusions attachés aux humanismes traditionnels et modernes dont il révèle, par contraste, des aspects généralement peu ou non perçus. […] Pour une part dominante, ces humanismes sont antimatérialistes et spiritualistes. S’ils ne sont plus pré-coperniciens, ils véhiculent des images pré-darwiniennes. Ils reconnaissent l’Histoire, mais guère l’Évolution. Ils ne voient l’avenir de l’homme que sous la forme de l’amélioration de son environnement et de son amélioration propre par des moyens symboliques (éducation, relations humaines, institutions plus justes, plus solidaires, plus égalitaires, etc.). L’humanisme relève d’une image implicite partiellement obsolète de l’homme. […] C’est à l’actualisation de l’image de l’homme et de sa place dans l’univers que le transhumanisme modéré bien compris travaille. Le transhumanisme, c’est l’humanisme, religieux et laïque, assimilant les révolutions technoscientifiques échues et la R&D à venir, capable d’affronter le temps indéfiniment long de l’Évolution et pas simplement la temporalité finalisée de l’Histoire. C’est un humanisme apte à s’étendre, à se diversifier et à s’enrichir indéfiniment. »

— Gilbert Hottois, Le transhumanisme est-il un humanisme ?, Académie Royale de Belgique, 2014, p. 75-77
Jean-Claude Guillebaud fait remarquer qu'Hottois « consent de bonne grâce au nihilisme contemporain dans lequel il voit plus d'avantages que d'inconvénients ». Et lui-même cite Hottois :

« Nous sommes dans un monde, où l'ontologie, la métaphysique, le fondamentalisme et toutes les notions phares qui en relèvent - tels que Dieu, la vérité, l'être, la nature, l'essence, la valeur en soi, etc. - sont en crise et nous estimons que cette crise n'est pas le mal. Le nihilisme qui s'y associe présente beaucoup d'aspects positifs, émancipateurs, diversificateurs, créativité épanouissante de possibilités et d'espoir. »

— Gilbert Hottois, Essai de philosophie bioéthique et biopolitique, Librairie Vrin, 1999

###### Transgenèse

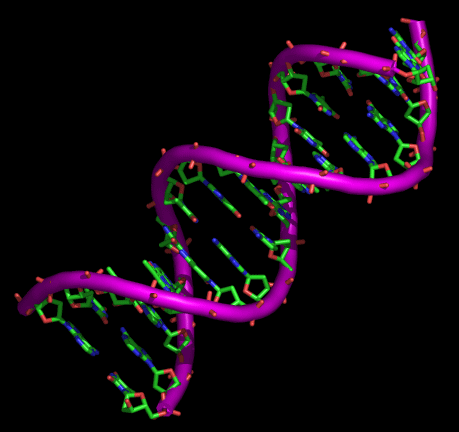
La capacité technique d'intervenir sur l'ADN affecte en profondeur les concepts philosophiques.

Le génie génétique est un domaine d'interventions techniques permettant de modifier la constitution d'un organisme en supprimant ou en introduisant de l'ADN. On y recourt par exemple dans le domaine de l'agriculture (on parle alors d'organismes génétiquement modifiés) mais aussi sur les animaux et sur l'homme, à des fins thérapeutiques. La transgenèse est le fait d'implanter un ou plusieurs gènes dans un organisme vivant. Mais dès lors que la nature et l'homme sont modifiés dans leurs fondements biologiques mêmes, ces modifications posent des problèmes d'ordre éthique.
Jusqu'à quel point la technique peut-elle être utilisée par la médecine pour pallier des déficiences et anomalies naturelles d'un être humain ? Peut-on, en vertu de principes de prévention et par le biais de manipulations génétiques, doter un individu sain de qualités dont la nature ne l'a pas pourvu (principe de l'homme augmenté, défendu par les penseurs transhumanistes) ? Ainsi se posent deux questions majeures dans le champ de la bioéthique.
Faisant valoir que c'est le principe d'humanité tout entier qui est remis en question par des moyens techniques, Jean-Claude Guillebaud défend en 1999 un humanisme paradoxal, « aussi éloigné d'un universalisme conquérant que d'un déconstructivisme suicidaire » et « consistant à s’ouvrir à l’altérité, mais en faisant preuve d’une fermeté retrouvée quant aux principes qui constituent notre héritage historique ».

###### Intelligence artificielle

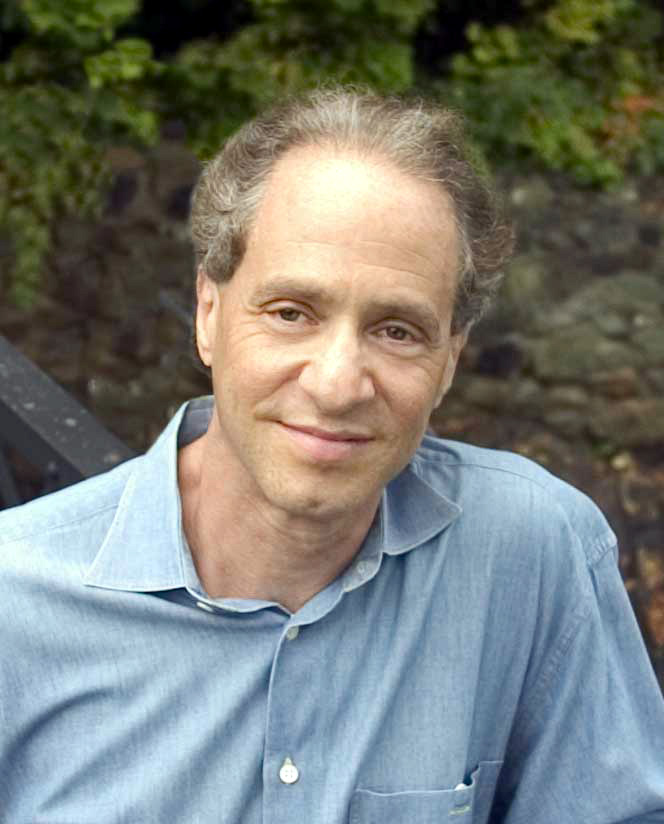
Raymond Kurzweil

Depuis les origines de la psychologie, la notion d'intelligence est controversée : en quoi consiste-t-elle, comment la mesure-t-on ? etc. Or, à partir de la seconde moitié du XXe siècle, des ingénieurs anglais et américains se sont efforcés de développer les processus d'automation dans des machines, au point que peu à peu s'est répandue l'expression « intelligence artificielle ». Durant les années 1980 a émergé l'idée que celle-ci pourrait un jour se montrer plus performante que l'intelligence humaine. Au début du XXIe siècle, quelques futurologues estiment que, dans bien des domaines, à commencer celui de la logique, cela sera prochainement le cas. Ainsi, en 2005, dans un ouvrage traduit sous le titre Humanité 2.0, l'un d'eux, l'Américain Ray Kurzweil, appelle singularité technologique cet hypothétique moment.
L'essayiste français Éric Sadin voit dans l'intelligence artificielle la marque d'un « antihumanisme radical ». Selon lui, la capacité de l'IA à « décrypter le réel mieux que n'importe quel esprit humain troublé par sa subjectivité le rend en effet plus que convaincant, irrésistible. Mieux : ses analyses, constamment améliorées grâce aux logiciels de machine learning permettant aux dispositifs d'auto-apprendre en permanence, lui confèrent une fiabilité, une "autorité" inédite dans l'histoire des techniques ».

###### Pour un «humanisme décentré»
Dans le sillage de la pensée de Gilbert Simondon et de son concept d'humanisme difficile (lire supra), le philosophe Jean-Hugues Barthélémy souhaiterait que l'on oppose au transhumanisme un « humanisme décentré »

##### Humanités et humanisme numériques
En 2004, les Américains Ray Siemens et John Unsworth forgent l’expression Digital Humanities. Les humanités numériques peuvent être définies comme l'application du « savoir-faire des technologies de l'information aux questions de sciences humaines et sociales ». Elles se caractérisent par des méthodes et des pratiques liées à l'utilisation et au développement d'outils numériques ainsi que par la volonté de prendre en compte les nouveaux contenus et médias numériques, au même titre que des objets d'étude traditionnels.
En 2001, dans le sillage direct de la pensée de Gilbert Simondon (lire supra), Xavier Guchet se prononce « pour un humanisme technologique », « récusant à la fois les pensées technicistes du social et les doctrines pour lesquelles un humanisme véritable doit commencer par disqualifier les techniques industrielles ».
En 2011, se basant sur la typologie de Lévi-Strauss, Milad Doueihi, historien des religions français, prône un « humanisme numérique »,. Selon lui, l’humanisme numérique vise à repérer ce qui peut être conservé de l’humanisme classique.

##### Humanité en question

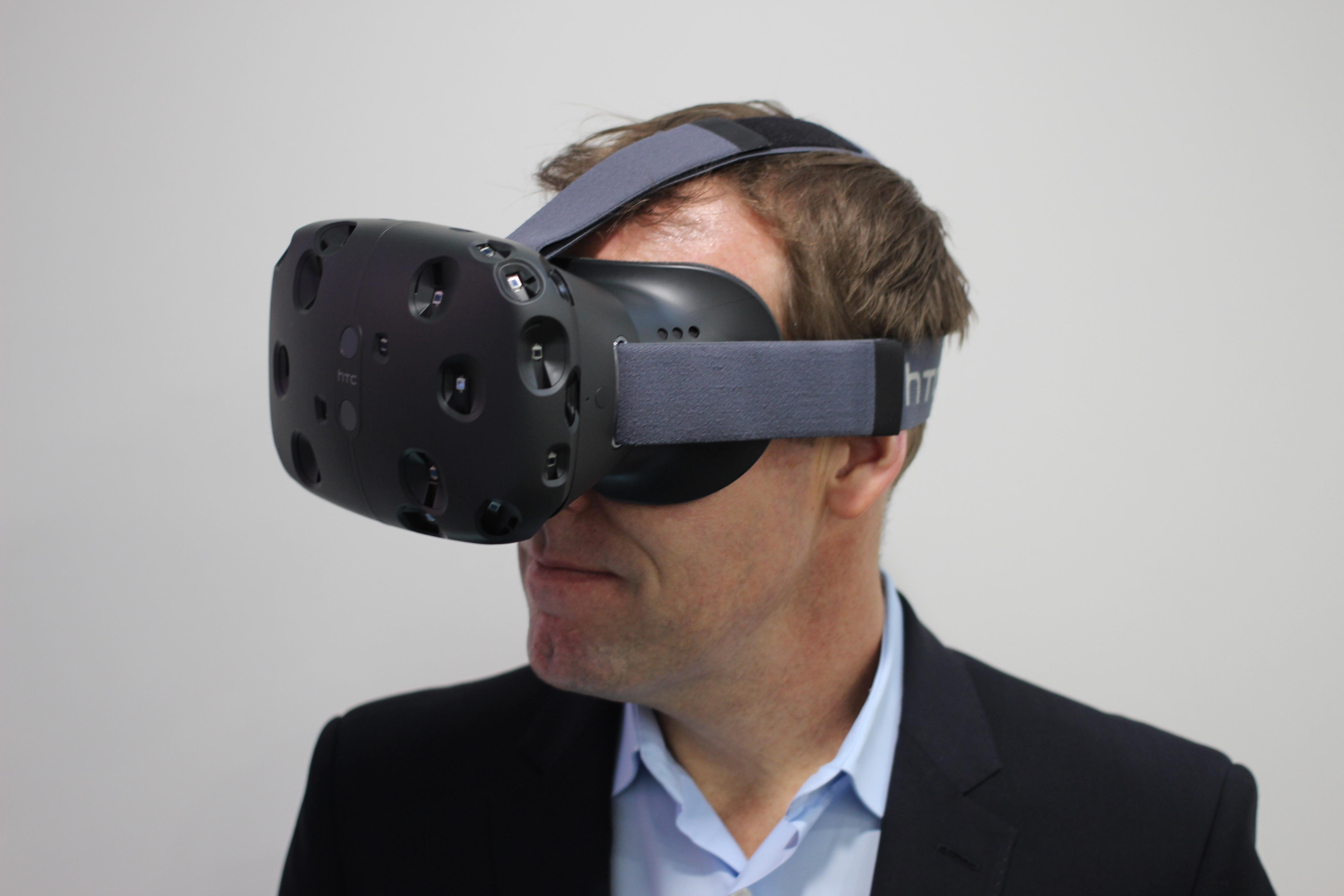
Un homme équipé d'un casque de réalité virtuelle.

Par delà les prises de position philosophiques, le début du siècle est concrètement marqué par le brouillage des frontières entre l'humain et ses artefacts :
- des prothèses sont intégrées, greffées, dans les corps (anthropotechnie) ;
- il devient possible de converser avec des robots (interface homme-machine) ;
- les robots eux-mêmes échangent des informations entre eux (objets connectés) ;
- les humains peuvent sinon de changer de sexe, au moins de genre (transidentité) ;
- ils peuvent évoluer dans des environnements artificiels se substituant aux environnements naturels (réalité virtuelle) ;
- par le biais des réseaux sociaux et de la blogosphère, ils peuvent se faire entendre bien au-delà de leur périmètre naturel et énoncer toutes sortes de propos, vérifiés et argumentés ou non, effaçant ainsi les limites entre fantasmes et vérité (ère post-vérité).

Dans ce contexte de porosité extrême entre la nature et l'artifice, les débats portent moins sur l'humanisme que sur le principe d'humanité, pour reprendre l'expression de Jean-Claude Guillebaud :

« Voilà que la classique querelle de l'humanisme qui tournait autour de Heidegger et de l'héritage des Lumières, change brutalement de nature et de signification. Pourquoi ? Parce que cette fois, le point d'aboutissement de la rationalité humaniste n'est autre que le génie génétique, les biotechnologies, le cognitivisme, etc. Autrement dit, l'humanisme des Lumières débouche in fine sur une folle victoire contre… lui-même. Ce n'est plus la nature qu'il est en mesure d'asservir en la désenchantant, c'est le sujet lui-même. L'héritier de l'humanisme n'est donc plus cet homme rationnel, ce conquérant pressé de soumettre le monde à l'empire de sa raison. Le voilà réduit à une petite chose aléatoire qui n'est plus au centre du monde , à une "fiction" fragile que sa propre science est désormais capable de déconstruire. »

## Critiques
Certains contestent catégoriquement la pertinence de la notion, au motif qu'elle consisterait à placer le libre arbitre des hommes et leur volonté de puissance au-dessus de toute autre considération, sans préjuger des conséquences induites, notamment sociales, géopolitiques et écologiques. Ainsi, le théologien orthodoxe Jean-Claude Larchet voit dans l'humanisme l'une des racines de la crise écologique actuelle.
À l'inverse, d'autres affirment sans détour que la notion d'humanisme est indépassable. Ainsi l'ethnologue Nicolas Journet, lorsqu'il titre en 2020 un éditorial du magazine Sciences humaines : "Comment ne pas être humaniste ?".

#### XXIesiècle
Classement par ordre inversement chronologique
- Encyclopédie Ehne, « Humanisme européen », 
  - Brian Maxson, « Humanisme civique », Encyclopédie d'histoire numérique de l'Europe [en ligne], ISSN 2677-6588, mis en ligne le 22 juin 2020, consulté le 21 avril 2021. Permalien : 
  - Pierre Couhault, « Un humanisme chevaleresque ? », Encyclopédie d'histoire numérique de l'Europe [en ligne], ISSN 2677-6588, mis en ligne le 16 mars 2021, consulté le 21 avril 2021. Permalien : 
  - Nicole Dufournaud, « La querelle des dames à la Renaissance », Encyclopédie d'histoire numérique de l'Europe [en ligne], ISSN 2677-6588, mis en ligne le 23 juin 2020, consulté le 21 avril 2021. Permalien : , 
  - Xavier Prévost, « L’humanisme juridique de la Renaissance », Encyclopédie d'histoire numérique de l'Europe [en ligne], ISSN 2677-6588, mis en ligne le 22 mars 2021, consulté le 21 avril 2021. Permalien :
- Hajar Atifi, L'humanisme technoscientifique, Universitaires européennes, 2021
- Collectif (préface : Edgar Morin, Pierre Rabhi et Denys Rinpoché), Humanisme et Mindfulness, Une éducation pour le XXIe siècle, Dervy, 2020
- Frédéric Worms, Pour un humanisme vital, Odile Jacob, 2019
- Michel Warnery, Humanité et humanisme, Recueil de conférences et de textes maçonniques, Champs Élysées Dauville, 2021
- Marco Cavalieri, Actualité de l'humanisme, Presses Universitaires de Louvain, 2019
- Claire Mestre, « Pour un humanisme sexué. Entretien avec Yvonne Knibiehler », L'Autre, 2018/1 (Volume 19), p. 89-103. DOI : 10.3917/lautr.055.0089. [lire en ligne]
- Roland Techou, dir., Quel humanisme pour le 21e siècle ? : colloque interdisciplinaire, Louvain-la-Neuve, Academia, 2018, 132 p. (ISBN 978-2-8061-0408-3, lire en ligne)
- Laurent Fourquet, Le christianisme n'est pas un humanisme, Paris, PG de Roux, 2018, 320 p. (ISBN 978-2-36371-242-4)
- Guy Vallancien, Homo Artificialis : Plaidoyer pour un humanisme numérique, Paris, Michalon, 2017, 201 p. (ISBN 978-2-84186-851-3, lire en ligne)
- Luc Daudonnet et Max Memmi, Pour un nouvel humanisme : cette France dont nous rêvons, Paris, Éditions L'Harmattan, 2016, 130 p. (ISBN 978-2-343-09164-8, lire en ligne)
- Gilbert Hottois, Le transhumanisme est-il un humanisme ?, Bruxelles, Académie Royale de Belgique, 2014, 85 p. (ISBN 978-2-8031-0432-1)
- Paul B. Preciado, « Le féminisme n'est pas un humanisme », Libération, 26 septembre 2014, consulté le 21 avril 2021, [lire en ligne]
- Jackie Boisselier, L'humanisme, une religion ?, Lyon, Vérone éditions, 2014, 60 p. (ISBN 979-10-284-0006-4)
- Abdennour Bidar, Histoire de l'humanisme en Occident, Paris, Armand Colin, 2014, 288 p. (ISBN 978-2-200-29446-5).
- Joseph Yacoub, L'humanisme réinventé, Cerf, 2012
- Milad Doueihi, Pour un humanisme numérique : l'amitié, l'oubli, les réseaux, l'intelligence, publie.net (format Kindle), 2012, 151 p.
- Olivier Mathian, L'humanisme, Paris, Éditions Ellipses, coll. « Réseau. Les écoles artistiques », 2011, 144 p. (ISBN 978-2-7298-7035-5)
- Antoine Guggenheim, Pour un nouvel humanisme : Essai sur la philosophie de Jean-Paul II, Paris, Parole et Silence, coll. « Collège des Bernardins », 2011, 263 p. (ISBN 978-2-84573-931-4)
- Nicole Hulin, Culture scientifique et humanisme : Un siècle et demi d'engagement sur le rôle et la place de la science, Paris, L'Harmattan, 2011, 202 p. (ISBN 978-2-296-13712-7, lire en ligne)
- Rodrigue Tremblay, Le Code pour une éthique globale, vers une civilisation humaniste, janvier 2009  (ISBN 978-2-89578-173-8)
- Éric Deschavanne, Le deuxième humanisme : Introduction à la Pensée de Luc Ferry, Germina, 2010, 192 p. (ISBN 978-2917285084)
- Alain Renaut, Un humanisme de la diversité : Essai sur la décolonisation des identités, Paris, Flammarion, coll. « Bibliothèque des savoirs », 2009, 444 p. (ISBN 978-2-08-210497-5)
- Max-Henri Vidot (préf. Yves Coppens), L'humanisme éthique et ses fondements historiques, Paris, Éditions L'Harmattan, 2009, 232 p. (ISBN 978-2-296-06869-8, lire en ligne)
- Jean-Michel Besnier, Demain les posthumains : Le futur a-t-il encore besoin de nous ?, Hachette, 2009, 208 p.
- Jean Guilhot, Humanisme mondial et agnosticisme sans frontières, Les points sur les i, 2008
- Pierre Rabhi (préf. Nicolas Hulot), Manifeste pour la Terre et l'humanisme : Pour une insurrection des consciences, Arles/Lablachère, Actes Sud, 2008, 128 p. (ISBN 978-2-7427-7852-2)
- Didier Ottaviani et Isabelle Boinot, L'Humanisme de Michel Foucault, Paris, Ollendorff & Desseins, coll. « Le sens figuré », 2008, 157 p. (ISBN 978-2-918002-01-7)
- Stéphane Toussaint, Humanismes, Antihumanismes : De Ficin à Heidegger, t. I : Humanitas et Rentabilité, Paris, Les Belles Lettres, coll. « L'Âne d'or », 2008, 332 p. (ISBN 978-2-251-42033-2)
- Christophe Bouriau, Qu'est-ce que l'humanisme ?, Paris, Vrin, coll. « Chemins Philosophiques », 2007, 128 p. (ISBN 978-2-7116-1692-3)
- Jacques Grand'Maison, Pour un nouvel humanisme, Montréal, Les Éditions Fides, 2007, 205 p.
- Hélène L'Heuillet, La psychanalyse est un humanisme, Paris, Éditions Grasset, coll. « Nouveau Collège de Philosophie », 2006, 128 p. (ISBN 978-2-246-70681-6)
- Christine Daigle, Le nihilisme est-il un humanisme ? : Étude sur Nietzsche et Sartre, Presses Université Laval, coll. « Inter-Sophia », 2006, 256 p. (ISBN 978-2-7637-8205-8, lire en ligne)
- Collectif, Philosophies de l'humanisme, Revue « L'Art du Comprendre », 2006, no 15
- Edward W. Said (trad. Christian Calliyannis), Humanisme et démocratie, Fayard, 2005, 249 p. (ISBN 978-2-213-62374-0)
- Yves Roucaute, Le néoconservatisme est un humanisme, PUF, 2005, 150 p. (ISBN 978-2-13-055016-7)
- François de Singly, L'individualisme est un humanisme, Éditions de l'Aube, coll. « L'Aube poche essai », 2005, 125 p. (ISBN 978-2-7526-0137-7)
- Michel Serres, Pascal Picq et Jean-Didier Vincent, Qu'est-ce que l'humain ?, Éditions le Pommier, coll. « Le Collège de la Cité », 2010 (1re éd. 2003), 128 p. (ISBN 978-2-7465-0130-0)
- Roger Benjamin, Humanisme et classes sociales, Éditions L'Harmattan, coll. « Questions contemporaines », 2003, 168 p. (ISBN 978-2-7475-5392-6, lire en ligne)
- Slavy Boyanov, L'humanisme ou la grande espérance, Lausanne, Éditions L'Âge d'Homme, 2003, 148 p. (ISBN 978-2-8251-1690-6, lire en ligne)
- Bernard Quilliet, La tradition humaniste, VIIIe siècle av. J.-C. – XXe siècle apr. J.-C., Fayard, 2002, 544 p. (ISBN 978-2-213-61243-0)
- Stamatios Tzitzis, La personne, l'humanisme, le droit, Les Presses de l'Université Laval, coll. « Dikè », 2001, 164 p. (ISBN 2-7637-7829-1, lire en ligne)
- Jean-Claude Guillebaud, Le principe d'humanité, Seuil, 2001, 384 p. (ISBN 978-2-02-047434-4).
- Pierre Magnard, Questions à l'humanisme, PUF, coll. « Intervention philosophique », 2000, 235 p. (ISBN 978-2-13-051144-1) ; rééditions : Cerf, 2012
- Dominique Bourg (dir.) et Jean-Michel Besnier (dir.), Peut-on encore croire dans le progrès ?, PUF, coll. « La politique éclatée », 2000, 280 p. (ISBN 978-2-13-050927-1, lire en ligne)

#### XXesiècle
- Marc Carl, Discours sur l'écologie humaniste et sur la philosophie de l'évolution, LEAI, Paris, 1997-2002
- Bruno Jarrosson, Humanisme et technique, PUF, coll. « Que sais-je ? », 1996
- Jean-Michel Besnier, L'humanisme déchiré : figures et œuvres, Descartes & Cie, 1993,
- Robert Legros, L'idée d'humanité, Introduction à la phénoménologie, Grasset, 1990
- Emmanuel Levinas, Humanisme de l'autre homme, Biblio / Essais, 1987
- Robert Geerlandt, Garaudy et Althusser : Le débat sur l'humanisme dans le Parti communiste français et son enjeu, PUF, 1978, 150 p. (ISBN 978-2-13-035677-6)
- Robert Motherwell, On the Humanism of Abstraction : the artist speaks, 1970.
Traduction : L'humanisme de l'abstraction, L'échoppe, 1991
- Stanislas Dockx (dir.), Civilisation technique et humanisme, Colloque de l'Académie Internationale de Philosophie des Sciences, Office International de Librairie, 1968
- André Niel, Les Grands appels de l'humanisme contemporain : Christianisme, marxisme, évolutionnisme, existentialisme, et après ?, Le Courrier du livre, 1966
- Micheline Tison-Braun, La Crise de l'humanisme : Le conflit de l'individu et de la société dans la littérature française moderne, Nizet ; tome 1 (1890-1914), 1958; tome 2 (1914-1939), 1967
- Roger Garaudy, Humanisme marxiste. Cinq essais polémiques, éditions sociales, 1957
- Auguste Etcheverry, Le conflit actuel des humanistes, PUF, 1955
- Francis Hermans, Histoire doctrinale de l'humanisme chrétien (quatre volumes), Casterman, 1948
- Jacques Ellul, « Vers un nouvel humanisme politique », in Jacques Ellul, Paul Tournier et René Gillouin, L'homme mesure de toute chose, Centre Protestant d'Études, Genève, 1947
- Martin Heidegger, Brief über den Humanismus, 1947.
Traduction et présentation de Roger Munier sous le titre Lettre sur l'humanisme. Nouvelle édition : Aubier-Montaigne, 1964
- Jean-Paul Sartre, L'existentialisme est un humanisme, 1946. Dernière édition : Gallimard/Folio, 1996
- Theodor Schwartz (de), Irrationalismus und Humanismus? Kritik einer imperialistischen Ideologie, 1946.
Traduit en 1948 sous le titre Irrationalisme et humanisme : Critique d'une idéologie impérialiste. Réédition : L'Âge d'homme, 1993
- Henri de Lubac, Le drame de l'humanisme athée, 1944. Réédition : Le cerf, 1999
- Werner Jaeger, Humanism and Theology Under the Auspices of the Aristotelian Society, Marquette University Press, 1943.
Traduit de l'anglais par Henri Dominique Saffrey sous le titre Humanisme et théologie, Cerf, 1956
- Eugène Masure, L'humanisme chrétien, Beauchesne, 1937; réédition : Paris-la-Colombe, 1954
- Jacques Maritain, Humanisme Intégral, édition Montaigne, 1936; réédition : Aubier, 2000

#### XIXesiècle
- Georg Voigt, Le réveil de l'Antiquité classique ou le premier siècle de l'humanisme, édition originale : 1859